# Cristiano Ronaldo
Ne doit pas être confondu avec le footballeur brésilien Ronaldo.
Pour les articles homonymes, voir Cristiano, Ronaldo (homonymie) et CR7.
dos Santos Aveiro est un nom portugais ; le premier nom de famille (d'usage facultatif) est dos Santos et le second est Aveiro.
Cristiano Ronaldo dos Santos Aveiro, couramment appelé Cristiano Ronaldo ou Ronaldo et surnommé CR7, né le 5 février 1985 à Funchal (Portugal), est un footballeur international portugais qui évolue au poste d'attaquant au Al-Nassr FC.
Considéré comme l'un des meilleurs footballeurs de l'histoire, il est avec Lionel Messi (avec qui une rivalité sportive est entretenue) l’un des deux seuls à avoir remporté le Ballon d'or au moins cinq fois. Ayant dépassé le seuil des 900 buts en plus de 1 200 matchs en carrière, Cristiano Ronaldo est le meilleur buteur de l'histoire du football selon la Fédération internationale de football association (FIFA). Il est également le meilleur buteur de la Ligue des champions de l'UEFA, des coupes d'Europe, du Real Madrid, du derby madrilène, de la Coupe du monde des clubs de la FIFA et de la sélection portugaise, dont il est le capitaine officiel depuis 2008. Premier joueur à avoir remporté le Soulier d'or européen à quatre reprises, il est également le meilleur buteur et le meilleur passeur de l'histoire du championnat d'Europe des nations (avec 14 buts et 7 passes décisives) devant Michel Platini et Karel Poborský. Avec 138 réalisations, il détient également le record de buts en équipe nationale.
Élevé sur l'île de Madère, il intègre le centre de formation du Sporting CP à l'âge de onze ans et signe son premier contrat professionnel en 2002. Recruté par Manchester United durant l'été suivant, il révèle son talent lors de l'Euro 2004 à 19 ans avec le Portugal. Il réalise une excellente saison 2007-2008 avec Manchester United en remportant la Premier League et la Ligue des champions. En 2009, il est alors l'objet du transfert le plus élevé de l'histoire du football (94 millions d'euros), quand il quitte les Red Devils pour le Real Madrid. Il remporte avec le club madrilène de nombreux trophées dont le championnat d'Espagne et quatre fois la Ligue des champions entre 2014 et 2018. À l'issue de ce dernier succès, il quitte la Casa Blanca après neuf saisons au club pour la Juventus FC. Son aventure italienne est ponctuée par deux titres de champions d'Italie, mais trois éliminations successives en Ligue des champions. En 2021, il revient à Manchester United où il termine meilleur buteur de l'équipe lors de sa première saison avant d'être licencié en décembre 2022 après avoir critiqué le club publiquement. Il signe ensuite dans le club saoudien du Al-Nassr FC pour un contrat record.
En sélection, il est le joueur le plus capé, le meilleur buteur et un des acteurs décisifs du Portugal qui remporte son tout premier titre international en battant la France en finale de l'Euro 2016. Avec la Seleção, il remporte également Ligue des nations 2018-2019 contre les Pays-Bas ainsi que l'édition 2024-2025 contre l'Espagne. Depuis 2003, il a participé à six championnats d'Europe et cinq Coupes du monde, dont il est le premier joueur à avoir marqué un but dans cinq éditions différentes de la compétition planétaire. En 2023, il devient le premier joueur de l'histoire du football à franchir le cap des 200 sélections en équipe nationale.  
Joueur complet et polyvalent, il cumule les trophées et les records individuels au terme d'une carrière étendue sur plus de vingt ans. Son talent et sa longévité en font l'un des joueurs les plus respectés par les observateurs malgré sa personnalité clivante. Faisant partie des athlètes les plus célèbres, il est désigné sportif le mieux rémunéré au monde à plusieurs reprises par le magazine Forbes, notamment grâce à ses contrats publicitaires et établissements commerciaux à son nom. En 2014, le magazine Time l'inclut sur sa liste des cent personnes les plus influentes au monde. Il est également la personnalité la plus suivie sur le réseau social Instagram, comptant 650 millions d'abonnés.

## Biographie
Issu d'une famille pauvre madéroise, Cristiano Ronaldo dos Santos Aveiro est le fils de Maria Dolores dos Santos (1954-) et José Dinis Aveiro (1953-2005). Il est né le 5 février 1985 à Santo António, municipalité de Funchal, sur l'île de Madère, dans l'archipel du même nom. C'était une naissance prématurée, mais le bébé se portait bien. Son prénom Cristiano a été choisi par sa tante, et son second prénom, Ronaldo, lui a été donné par ses parents en référence au président des États-Unis de l'époque, Ronald Reagan, que son père admirait en tant qu'acteur.
Il a un grand frère (Hugo) et deux grandes sœurs (Elma et Cátia Lilian, candidate de Dança com as Estrelas 2015). Son arrière-grand-mère, Isabel da Piedade, est capverdienne. Son père, José Dinis Aveiro, décède le 7 septembre 2005 à Londres à la suite d'une tumeur du foie provoquée par l'alcool. Ce serait pour cette raison que Cristiano Ronaldo ne boit pas d'alcool. 
Avec l'aide d'une de ses sœurs, il a ouvert une boutique de vêtements appelée CR7, son surnom (formé de ses initiales et du numéro de son maillot). Il en existe deux : une à Lisbonne et l'autre à Madère. Cristiano Ronaldo se décrit souvent comme honnête, détestant perdre et fidèle en amitié. Pendant sa période madrilène, il habite dans le quartier résidentiel de La Finca à Madrid, un quartier riche réservé aux sportifs professionnels et où habitent plusieurs de ses coéquipiers.
Le 17 juin 2010, il est devenu le père d'un petit Cristiano Junior, pour lequel il aurait payé la mère 12 millions d'euros pour en conserver la garde exclusive, taisant le nom de cette dernière. Le 17 juin 2012, c'est à son fils qu'il dédia son but contre les Pays-Bas lors de l'Euro 2012.
Dans sa situation amoureuse, Cristiano Ronaldo a fréquenté les mannequins Merche Romero (en) en 2006 et Nereida Gallardo (es) en 2008. En 2009, il a également eu une brève relation avec la célèbre Paris Hilton. Il est en couple avec la top model russe Irina Shayk de mai 2010 à janvier 2015. Leur rupture est confirmée après cinq ans de vie commune.

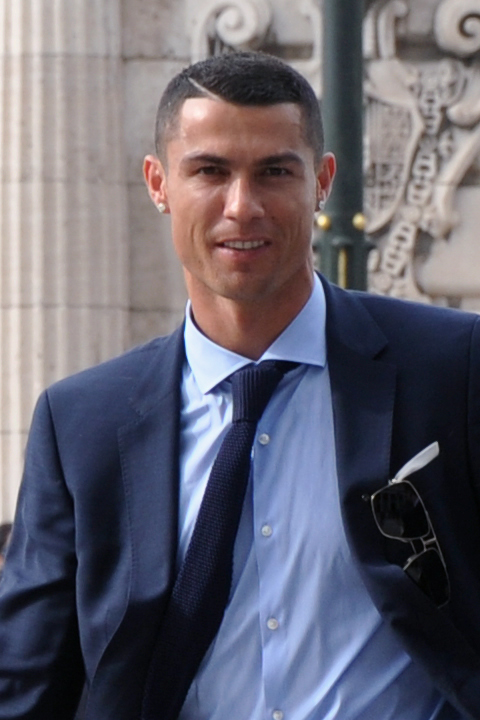
Cristiano Ronaldo à la cathédrale de l'Almudena après la victoire du Real Madrid en Ligue des champions (2018).

Au cours de sa carrière, en dehors ou sur le terrain, Cristiano Ronaldo est également complice avec Wayne Rooney et Anderson à Manchester[réf. souhaitée]. À Madrid, il est réputé pour être bon ami avec Marcelo, Fábio Coentrão, Karim Benzema, Pepe et Sergio Ramos. Il est également devenu ami avec son agent Jorge Mendes qui gère ses propositions de transfert et son portefeuille depuis 2002. Hors football, le Portugais est ami avec le célèbre kick-boxeur néerlando-marocain Badr Hari,.
À la fin avril 2013, il devient le 100 000e socio de son club de cœur, le Sporting CP.
Depuis la fin 2015, Cristiano Ronaldo se rend au Maroc plusieurs fois par semaine, ce qui lui aurait été reproché par le président du club Florentino Pérez et par l'entraîneur Zinédine Zidane. À la fin de l'année 2019, il achète à Lisbonne un appartement de luxe pour environ 7,2 millions d’euros,,. Il vend ce bien vers la fin de l'année 2023 pour 7,5 millions d'euros.
En juillet 2017, Cristiano Ronaldo dévoile une photo[pertinence contestée] en compagnie de ses jumeaux Eva et Mateo nés d'une mère porteuse.
Depuis décembre 2016, il est en couple avec Georgina Rodríguez. Lors de ses vacances à Ibiza, elle dévoile un ventre arrondi révélant sa première grossesse. Elle accouche le 12 novembre 2017 d'une fille nommée Alana. Cristiano Ronaldo devient ainsi père pour la quatrième fois.
En octobre 2021, Cristiano Ronaldo et sa compagne Georgina Rodriguez annoncent la seconde grossesse de la jeune femme. Le 18 avril 2022, dans un communiqué, le couple annonce la naissance de leur fille et la mort de leur garçon, Angel, à l'accouchement,. Sur son compte Instagram, sa compagne annonce que sa fille se prénomme Bella Esmeralda.

## Carrière en club

### Parcours junior
Issu d'une famille de quatre enfants, Cristiano Ronaldo est lors de sa petite enfance supporter du Benfica Lisbonne et passe la plupart de son temps à jouer au football dans son quartier de Santo António à Funchal, sur l'île de Madère. « Il sortait jouer au football et ne rentrait pas avant 9 heures du soir » déclare sa mère dans un documentaire. Son cousin lui conseille de jouer dans un club, et il débute à l'âge de huit ans dans le club du FC Andorinha, où son père travaille comme intendant. Il intègre le centre de formation du club, mais finit, en 1995, par intégrer le Clube Desportivo Nacional où il reste une saison avant d'être ensuite transféré pour 450 000 escudos (environ 2 200 euros) au Sporting Clube de Portugal après sa détection réussie. En 2007, le CDN nomme le campus du club le Cristiano Ronaldo Campus Futebol en hommage à son passage dans le club.
Il intègre le centre de formation d’Alcochete à l'âge de 11 ans et fait ainsi six saisons dans le club junior des Leões.

### Sporting CP (1997-2003)

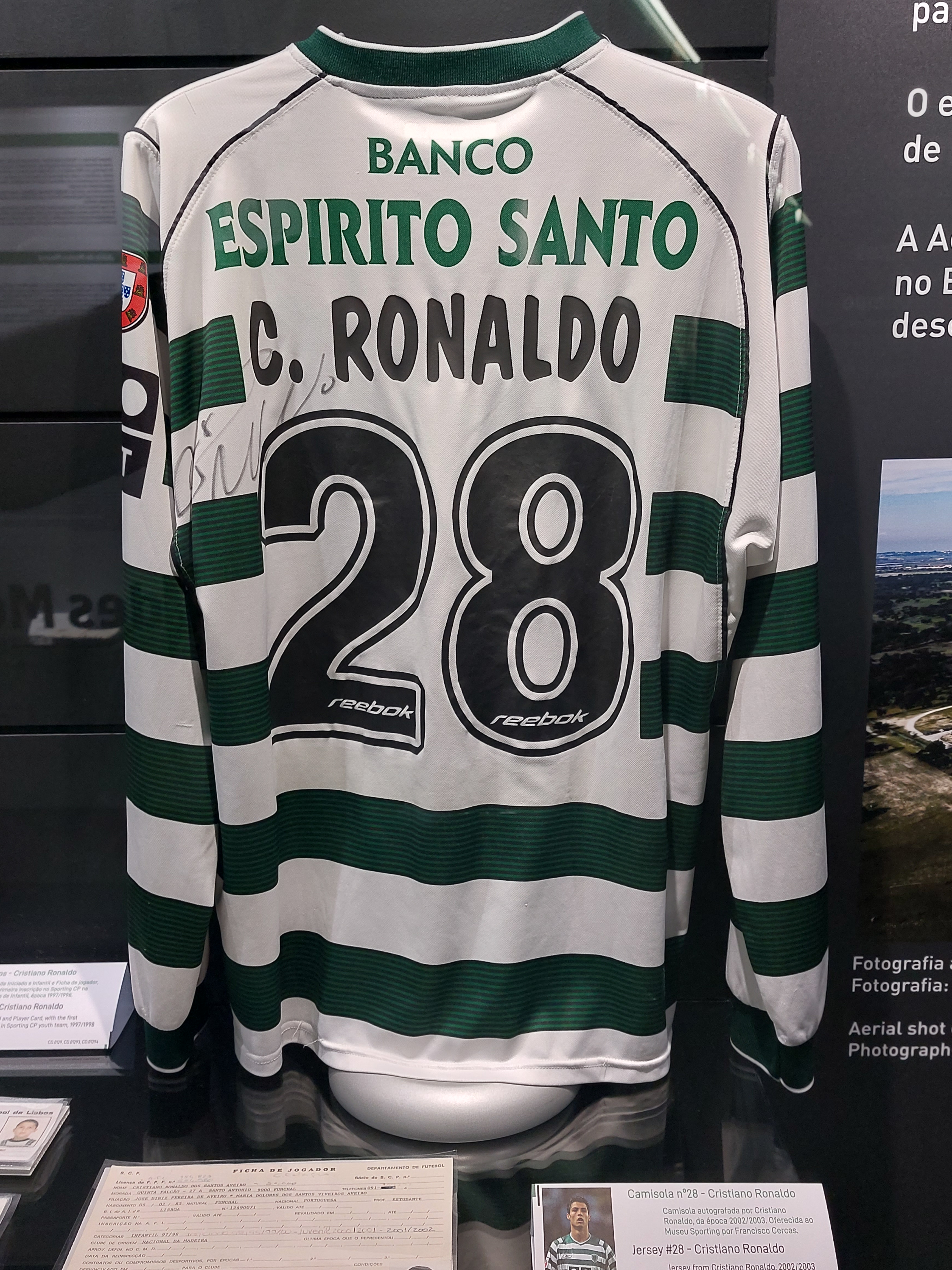
Le maillot de Cristiano Ronaldo lors de sa saison en professionnel avec le Sporting CP (2003).

À l'âge de 11 ans, Cristiano Ronaldo arrive à Lisbonne, après avoir été remarqué par le Sporting CP. Il y passe une détection avec succès et est recruté par le club « Nous avons organisé un match d'essai et dès que le match a commencé, Ronaldo avait la balle. Il allait passer deux joueurs, trois joueurs, Osvaldo Silva et moi nous sommes dit : il a vraiment quelque chose d'exceptionnel » dit Paulo Cardoso, son premier entraîneur au Sporting CP. Ses performances sportives sont alors excellentes, mais son comportement devient problématique, ne supportant plus de vivre loin de sa famille et de son île natale. Il ira jusqu'à lancer une chaise sur une de ses professeurs, celle-ci s'étant moquée de son accent madérois et de la situation financière de sa famille. Son comportement s'améliore par la suite lorsque sa mère quitte son emploi de cuisinière à Madère pour s'installer avec lui.
Il joue alors pour toutes les catégories d'âge du club. Grâce à sa qualité de jeu, il joue fréquemment contre des joueurs d'un ou deux ans de plus que lui. À quinze ans, à cause d'un problème cardiaque, il est opéré du cœur, ce qui ne l’empêche pas de retrouver rapidement les terrains. C'est à seize ans qu'il est repéré par László Bölöni, à l'époque entraîneur de l'équipe première du Sporting CP, qui le fait jouer quelques matches amicaux avec l'équipe professionnelle. Dès lors, il intéresse le Liverpool FC qui le repère dans un tournoi international, le mondial des minimes de Montaigu (Vendée), mais le club le trouve encore trop jeune. Il attire également l'attention de l'Olympique lyonnais mais le club français refuse un possible échange avec Tony Vairelles.
Après avoir fait ses débuts professionnel avec le Sporting CP lors du troisième tour de Ligue des champions face à l'Inter Milan le 14 août 2002 puis en Coupe UEFA contre le Partizan Belgrade le 19 septembre 2002, il fait ses débuts dans le championnat portugais le 29 septembre 2002 à dix-sept ans contre le SC Braga avant d'être titularisé pour la première fois contre le Moreirense FC au cours d'un match où il marque un doublé. Lors de la saison 2002-2003, il joue 25 matches et marque trois buts en championnat. Il inscrit également deux buts en trois matchs de Coupe du Portugal. Joueur complet et polyvalent, il est capable de jouer à tous les postes du milieu de terrain, et impressionne par ses qualités techniques. László Bölöni déclare à propos de lui : « Le bon dieu lui a tout donné. S’il sait rester modeste comme Luís Figo, il peut devenir le plus grand joueur portugais de tous les temps ». Le jeune lusitanien attire l'attention de l'AC Milan et est présenté par son agent Jorge Mendes au FC Barcelone, mais le club catalan trouve le montant de son transfert trop élevé. Lors de l'inauguration du nouveau stade du Sporting CP, le stade José Alvalade XXI, son équipe affronte Manchester United, où Cristiano fait un match remarquable qui va faire basculer sa carrière…

### Manchester United (2003-2009)

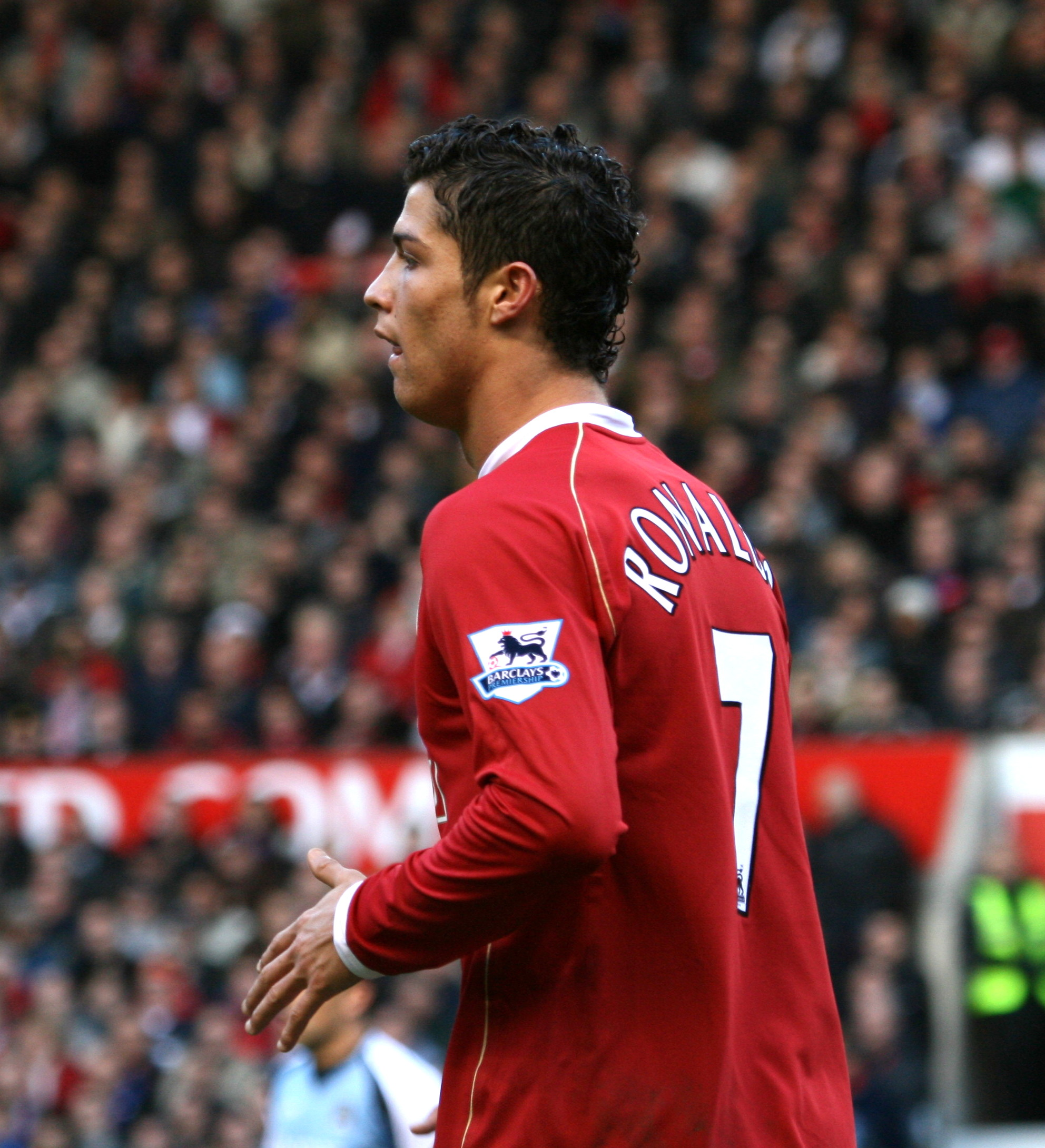
Cristiano Ronaldo sous le maillot de Manchester United (2006).

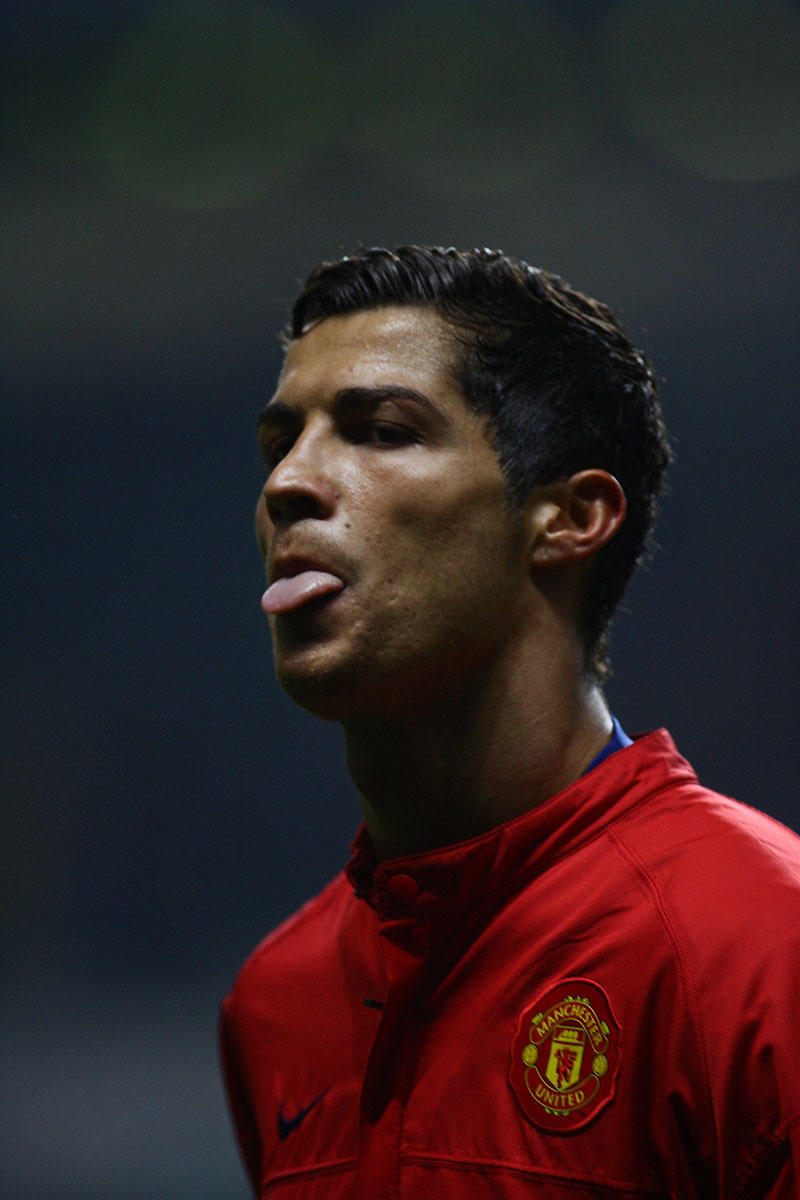
Cristiano Ronaldo avant un match de Ligue des champions entre le Celtic FC et Manchester United au Celtic Park (2008).

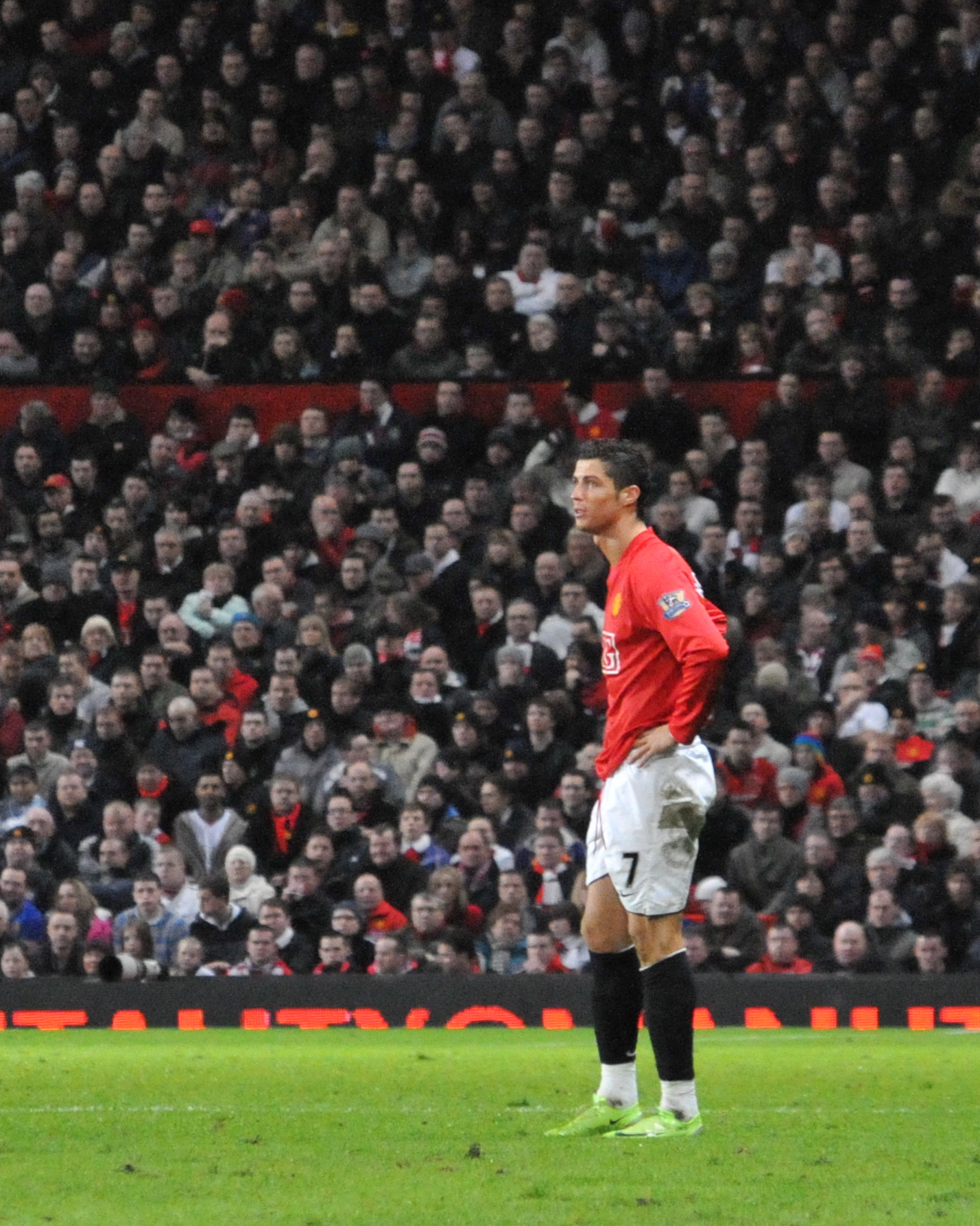
Cristiano Ronaldo à Old Trafford lors d'un match contre le Blackburn Rovers FC (2009).

#### 2003-2006: Jeune espoir en Angleterre
L'avenir de Cristiano Ronaldo bascule à 18 ans le 6 août 2003, lors de l'inauguration du stade José Alvalade XXI. Alors que le Sporting reçoit Manchester United, Cristiano Ronaldo fait un grand match et le Sporting CP gagne 3-1. Au retour, les joueurs de Manchester ne parlent que de lui et demandent à Alex Ferguson de le recruter. Le 12 août 2003, Cristiano Ronaldo signe à Manchester United pour 15 millions d'euros. Il demande à utiliser le numéro 28, le même qu'il porte au Sporting CP l'année précédente, mais Ferguson lui donne le no 7 du club porté par des joueurs qui ont écrit l'histoire du club comme Bobby Charlton, George Best, Éric Cantona et David Beckham,. C'est alors qu'il acquiert son surnom de « CR7 ».
Il fait ses débuts comme titulaire face au Bolton Wanderers en Premier League. Il y provoque un pénalty et se fait remarquer par ses gestes techniques. Ronaldo inscrit ensuite son premier but sous les couleurs de Manchester United en Premier League face à Portsmouth sur coup franc en novembre 2003. Il marque ensuite contre Manchester City d'une reprise de volée et Tottenham d'une frappe des 25 mètres. Il marque également en finale de FA Cup face à Millwall, il ouvre le score de la tête et remporte son premier trophée avec Manchester United après la victoire 3-0 des siens. Au total, il joue 40 matchs dans lesquels il marque 6 buts.
Lors de la saison suivante, Cristiano Ronaldo ouvre son compteur de buts contre le Birmingham City FC. Il marque plus de buts lors de cette saison et gagne du temps de jeu. Il commence à s'imposer en tant que titulaire au sein de l'équipe malgré quelques difficultés au niveau collectif. De par sa technique et son âge, il est considéré comme un gros espoir du club. Il marque son premier but en Ligue des champions en préliminaires de la saison 2005-2006 face à l'équipe hongroise de Debrecen.
Le 26 février 2006, il inscrit le dernier but de la large victoire de son équipe (4-0) face au Wigan Athletic en finale de la Carling Cup, son 25e but sous les couleurs du club. Cristiano Ronaldo recevra également un carton jaune pour avoir enlevé son maillot pendant sa célébration.
Lors de cette saison, il marque plusieurs doublés en championnat où il marque 9 buts. Il marque 12 buts en 47 matchs et réalise 8 passes décisives.

#### 2006-2007: L'explosion
De retour en Angleterre après la Coupe du monde 2006 en Allemagne, Cristiano est hué et insulté par le public anglais à la suite de l'affaire avec Wayne Rooney durant le Mondial lors du match Angleterre - Portugal, et des rumeurs sur un transfert au Real Madrid ou au FC Barcelone apparaissent. Il fera rapidement changer d'avis au public. Dès le début de saison, Cristiano se montre beaucoup plus important au sein de l'équipe : il se montre plus tranchant, plus collectif et plus puissant. Il est élu meilleur joueur des mois de novembre et décembre, devenant le troisième joueur de l'histoire de la Premier League à l'être sur deux mois consécutifs.
Il marque beaucoup plus de buts et en totalise 17 en Premier League, accompagnés de 14 passes décisives, ce qui lui vaut le titre de meilleur jeune et de meilleur joueur du championnat,, qu'il remporte également avec ses coéquipiers.
C'est également lors de cette saison qu'il apparaît plus en Ligue des champions : il y marque son premier doublé face à l'AS Rome, lors de la large victoire des Red Devils 7-1 face aux Italiens. Face à l'AC Milan, il s'illustre et ouvre le score lors de la victoire 3-2 à Old Trafford, mais est comme le reste de son équipe impuissant lors de la défaite 3-0 à San Siro. Les Milanais remporteront finalement la compétition.
Selon de nombreux observateurs, c'est durant cette saison que son apport au jeu mancunien est le plus important. En effet, en plus d'un grand nombre de passes décisives, le jeu du Portugais, basé sur de nombreux dribbles et très technique, est résolument plus spectaculaire. Présenté comme un candidat sérieux au Ballon d'or 2007 France Football, il finira finalement et logiquement second avec 277 points derrière le Brésilien Kaká (444 points) et devant l'Argentin Lionel Messi (troisième avec 255 points).

#### 2007-2008: Vers le Ballon d'or
En Premier League, Cristiano se montre plus puissant et meilleur finisseur en devenant le meilleur buteur du championnat. Il réalise la même chose en Ligue des champions où il marque cinq buts en cinq matchs de groupe, dont deux buts face à son club formateur, le Sporting Lisbonne. Il s'excuse d'ailleurs auprès du public au match aller après avoir marqué.
En janvier 2008, il prolonge son contrat à Manchester United jusqu'en juin 2012, mettant - pendant un court laps de temps - un terme aux spéculations sur un éventuel transfert au Real Madrid qui est prêt à débourser 90 millions d'euros. Il perçoit un salaire annuel de neuf millions d'euros, devenant le joueur le mieux payé de l'histoire du club devant son coéquipier Rio Ferdinand.
La seconde partie de saison s'annonce comme une confirmation. Le 12 janvier 2008, il inscrit son premier triplé sous les couleurs de Manchester United face à Newcastle United. Buteur face à l'Olympique lyonnais en huitième de finale de la Ligue des champions, le Portugais récidive face à l'AS Rome en quart de finale. En championnat, il marque des buts importants comme face à Arsenal et Liverpool, et bat le record de George Best avec un doublé le 19 mars 2008 face au Bolton Wanderers, devenant ainsi le meilleur buteur de l'histoire du club sur une saison.
Il finit la saison comme meilleur buteur à 31 buts en 34 matchs en Premier League, et de la Ligue des champions avec huit buts en onze matches. Il est élu meilleur joueur par ses pairs, la presse et le public pour la deuxième année consécutive. Mais il réalise notamment un doublé Premier League - Ligue des champions avec son équipe. Malgré des prestations difficiles face à Barcelone (pénalty raté au Camp Nou et match retour décevant) en demi-finales de la Ligue des champions, il ouvre le score de la tête à la 26e minute face à Chelsea en finale, le 21 mai 2008. Après une égalisation de Frank Lampard, les deux équipes se départagent aux tirs au but : Ronaldo manque le sien, mais Manchester remporte la séance et donc la Ligue des champions. À l'issue du match, le Portugais est élu homme du match.
Lors de cette saison, CR7 évolue beaucoup, devenant plus physique et plus prolifique devant le but (42 toutes compétitions confondues), ce qui lui vaut d'être donné favori au Ballon d'or par les observateurs,. Il remporte à l'issue de la saison son premier Soulier d'or européen. À la suite de l'Euro 2008 disputé en Autriche et en Suisse, Cristiano est opéré du pied droit. Il souffrait depuis plusieurs mois d'inflammations récurrentes, provoqués par un décollement de deux fragments de cartilage au pied droit. Le joueur pouvait être opéré en début d'année ce qui l'aurait rendu indisponible pour le reste de la saison, mais il a préféré terminer la saison malgré les douleurs,.

#### 2008-2009: Une saison difficile

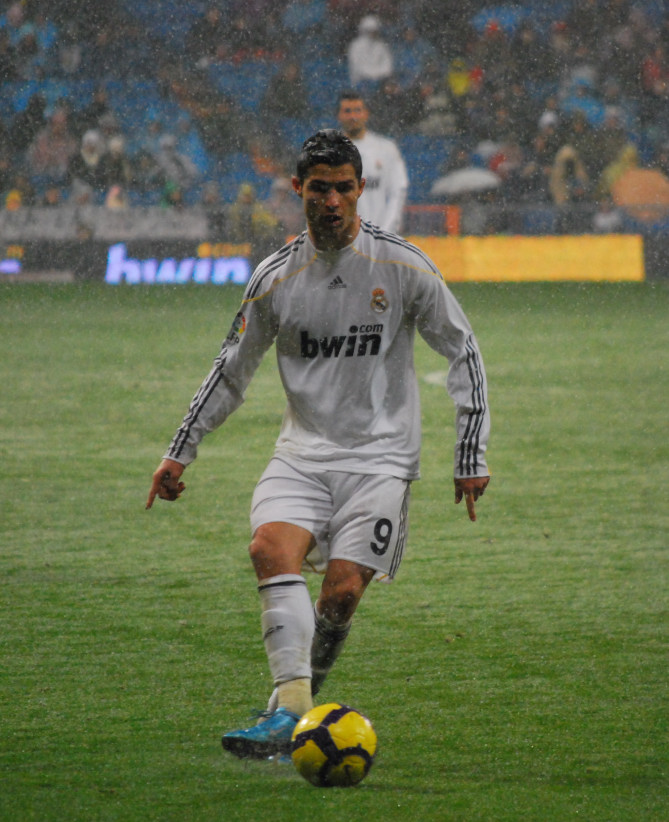
Cristiano Ronaldo évoluant sous la neige lors d'un match contre le RCD Majorque à domicile (2010).

Lors de l'été, il tente de rejoindre le Real Madrid mais reste finalement à Manchester United. Indisponible à la suite de son opération, Ronaldo manque la Supercoupe de l'UEFA que les siens perdent 2-1. Il rejoue à la mi-septembre en entrant en jeu en Ligue des champions face au Villarreal CF. Après un retour peu glorieux devant les supporteurs à la suite de sa tentative de signature au Real Madrid, il retrouve le chemin des filets et réalise un bon début de saison en Premier League. Le 15 novembre 2008, il passe la barre des 100 buts avec Manchester United en inscrivant ses 100e et 101e buts contre le Stoke City FC. Après ce doublé s'ensuit une période de onze matchs sans buts en championnat pour Ronaldo.

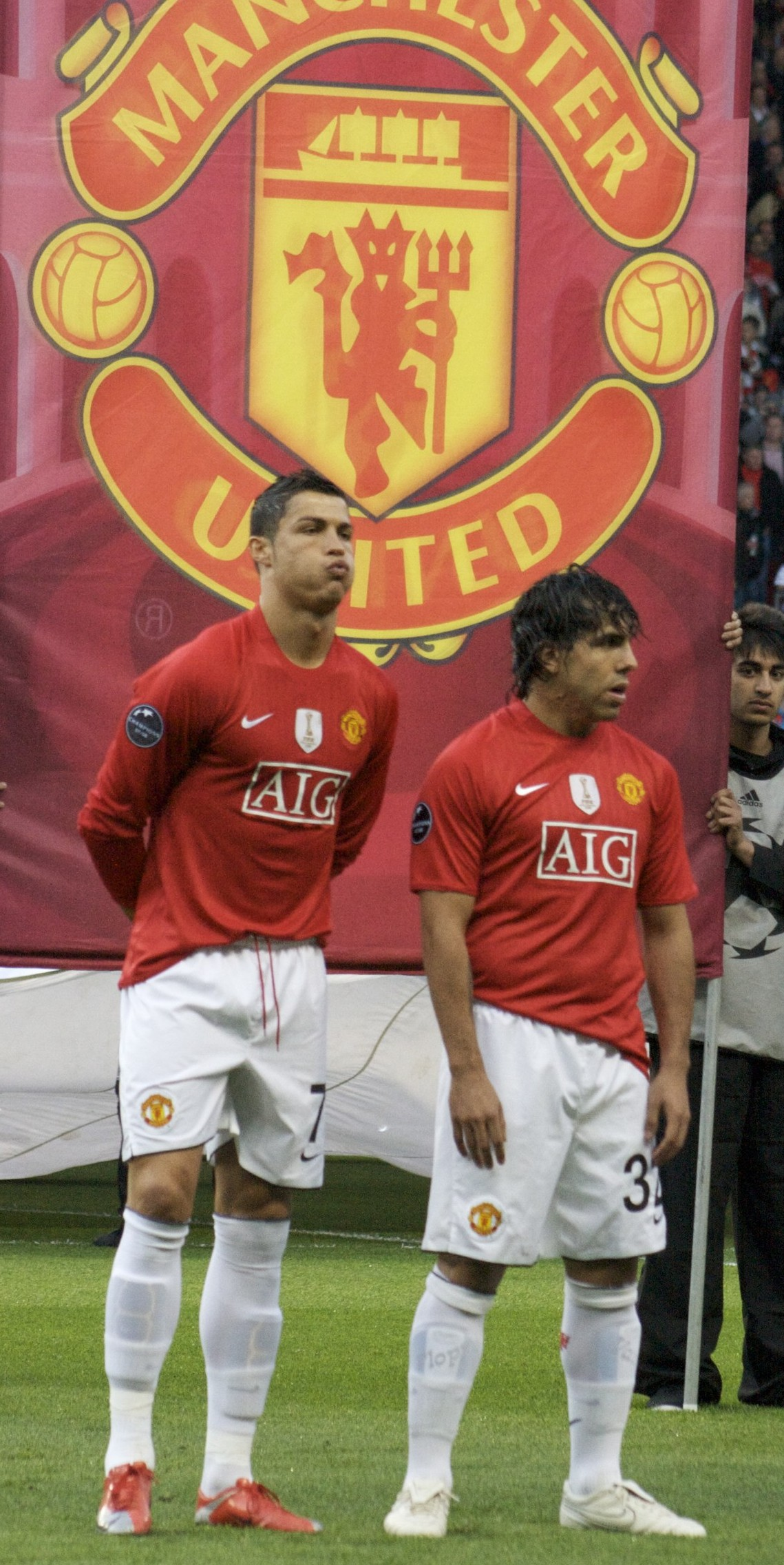
Cristiano Ronaldo avec Carlos Tévez lors d'un match de Manchester United (2009).

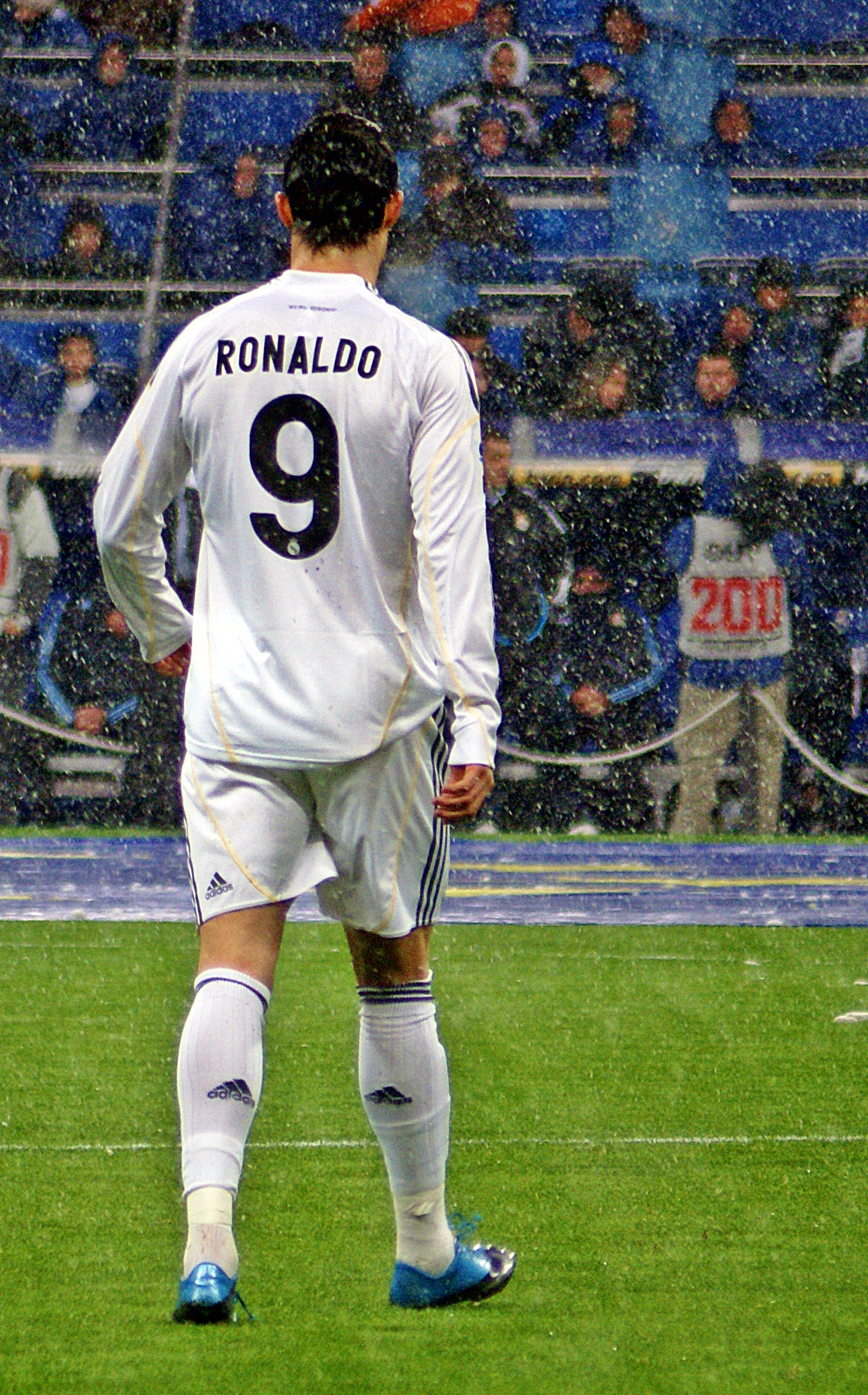
Le Portugais porte le numéro 9 lors de sa première saison au Real Madrid, en attendant le départ de Raúl.

Le 2 décembre 2008, il remporte le Ballon d'or 2008 devant Lionel Messi et Fernando Torres. Il est le troisième ballon d'or portugais après Eusébio (1965) et Luís Figo (2000). C'est aussi le quatrième ballon d'or évoluant à Manchester United après Denis Law (1964), Bobby Charlton (1966) et George Best (1968). Il est également élu meilleur joueur FIFA de l'année 2008 le 12 janvier 2009. Il remporte avec son équipe la Coupe du monde des clubs 1-0 face au LDU Quito en finale le 21 décembre 2008 où il réalise la passe décisive pour son coéquipier Wayne Rooney et est sacré Ballon d'argent adidas 2008. Le 11 janvier 2009, le Portugais participe à la victoire 3-0 de son équipe face au Chelsea FC avec une passe décisive pour Dimitar Berbatov. Il retrouve le chemin des filets face au Derby County FC en Cup puis face à West Bromwich Albion en Premier League.
Face à l'Inter Milan en huitième de finale de Ligue des champions, il marque son premier but lors de cette édition. Contre le FC Porto, après un match nul 2-2 au match aller, Ronaldo ouvre le score d'une frappe puissante des 35 m, qui lui vaudra le Prix Puskás et envoie son équipe en demi-finales. En championnat, il participe à la victoire de son équipe 5-2 face à Tottenham en marquant un doublé qui lui permet d'atteindre les seize buts et remporte la Carling Cup face à la même équipe. En demi-finales de la Ligue des champions, il marque un doublé avec une passe décisive face à Arsenal au match retour.
Manchester United remporte pour la troisième fois consécutivement le championnat. Cristiano Ronaldo finit deuxième meilleur buteur (18 buts) derrière Nicolas Anelka. En finale de la Ligue des champions, le 27 mai, il est aligné en pointe, et élu après le match meilleur joueur côté Manchester, mais son équipe s'incline 2-0 à Rome contre le FC Barcelone.

### Real Madrid (2009-2018)

#### 2009-2010: Les débuts en Liga
Le 26 juin 2009, après deux ans de rumeurs, le Real Madrid achète Cristiano Ronaldo pour six ans et la somme record de 94 millions d'euros.
Il devient donc le transfert le plus cher de l'histoire du football détrôné par la suite par Gareth Bale, Paul Pogba et Neymar. Présenté le 6 juillet 2009 dans un stade Santiago-Bernabéu comble, il bat un autre record : celui du joueur dont la présentation ramène le plus de supporters (entre 80 000 et 95 000). Il prend le numéro 9 avec un simple flocage « Ronaldo » sur son maillot, ce qui le rend identique à celui de son illustre prédécesseur brésilien Ronaldo. Ce désir du Portugais est à l'origine d'un conflit avec Florentino Pérez, soucieux de vendre une quantité élevée de maillots de sa nouvelle star, qui s'inquiète en voyant de nombreux supporters porter le maillot de l'autre Ronaldo, celui de l'avant-centre brésilien, lors de la présentation de l'ex-mancunien.
Après une pré-saison relativement moyenne, il inscrit neuf buts en seulement sept matchs, mais se blesse pour deux mois face à l'Olympique de Marseille. Le Real Madrid enchaîne les performances à demi-teinte en son absence. Il fait son retour face au FC Zurich en Ligue des champions. Trois jours plus tard, il joue le premier Clásico de la saison. Il joue 60 minutes et le Real perd 1-0, mais réalise une de ses meilleures prestations de la saison. Le 1er décembre 2009, Cristiano termine second au ballon d'or derrière Lionel Messi, désormais considéré comme son rival,. Cristiano continue sur sa lancée, mais le Real Madrid reste second derrière le FC Barcelone. En Ligue des champions, il marque un nouveau doublé à Marseille, et Madrid termine premier du groupe. En 8es de finale malgré avoir marqué au match retour, Madrid est éliminé 2-1 (score cumulé) par l'Olympique lyonnais alors que l'équipe a déjà été éliminée en Coupe du Roi par l'Alicante CF. Alors que Cristiano Ronaldo enchaîne les bonnes performances, une nouvelle saison vierge de titre s'annonce pour le club.
Il marque un coup franc face au Villarreal CF et réalise plusieurs passes décisives lors de la victoire de son équipe 6-2. Le 5 mai 2010, il marque son premier triplé avec le Real Madrid contre le RCD Majorque lors de la victoire 4-1. Il définira lui-même ce match comme le meilleur de sa carrière,. Il termine la Liga à 26 buts en 29 matchs, formant un duo d'attaque solide avec Gonzalo Higuaín mais finit troisième meilleur buteur, et le FC Barcelone remporte une nouvelle fois la Liga malgré le record de points du Real Madrid. Si CR9 réalise une très bonne première saison, la saison du club est décevante.

#### 2010-2011: Saison de records

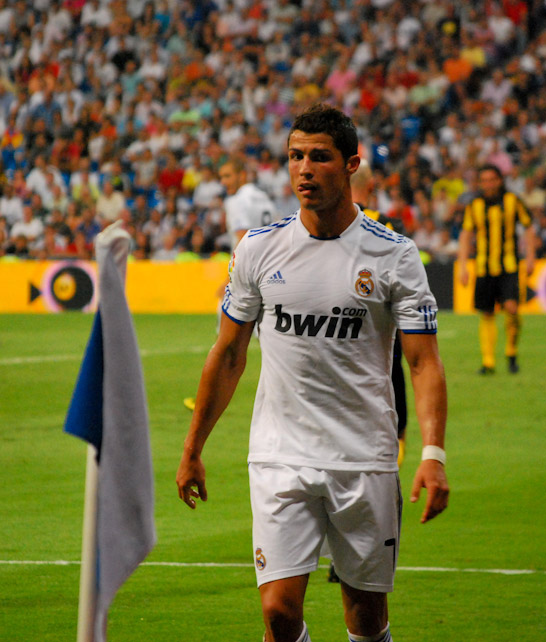
Cristiano Ronaldo sous les couleurs du Real Madrid lors d'un match contre le CA Peñarol pour le trophée Santiago-Bernabéu (2010).

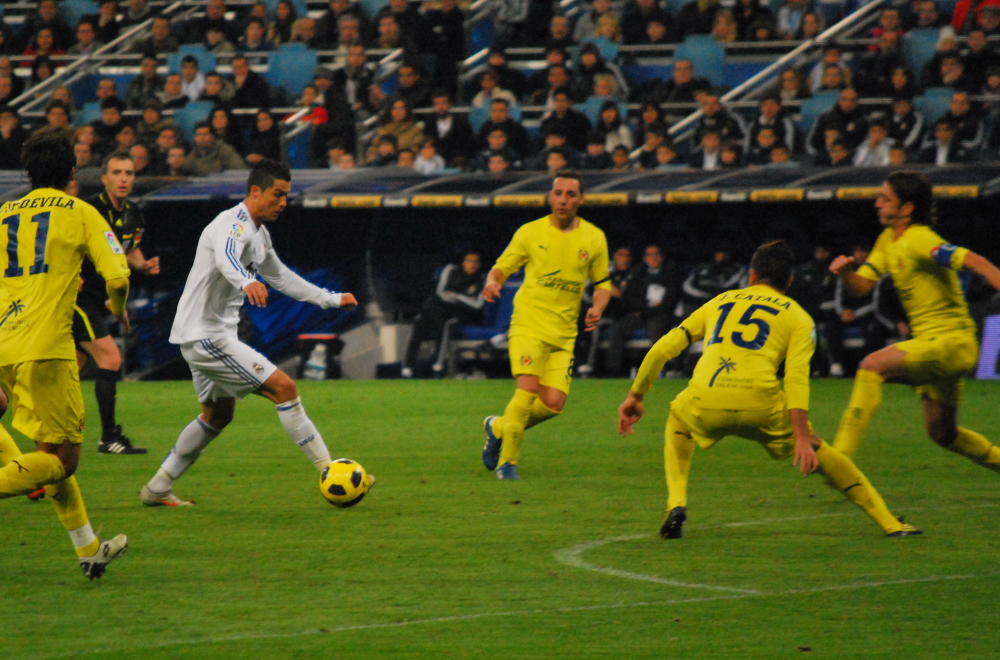
Cristiano Ronaldo démontrant ses qualités techniques avec le Real Madrid contre le Villareal CF (2011).

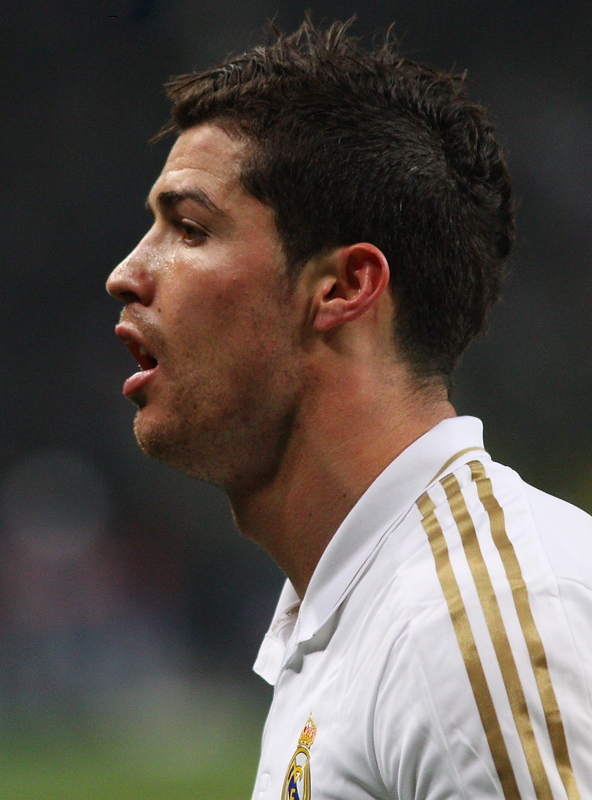
Cristiano Ronaldo durant un match contre le CSKA Moscou en Ligue des champions (2012).

Durant la pré-saison, il change son no 9 en no 7, récupérant le numéro qu'il portait à Manchester United à la suite du départ de Raúl. Réalisant un mauvais début de saison, il se relance en marquant un doublé lors de la victoire 6-1 face à Deportivo La Corogne et inscrit un nouveau doublé avec deux passes décisives contre Malaga (1-4). Il marque à nouveau lors du 3e match de Ligue des champions contre le Milan AC d'un coup franc. Il marque également un doublé face à l'Ajax Amsterdam et l'AJ Auxerre. Il marque beaucoup en championnat et y inscrit même un quadruplé.
En Coupe du Roi, Madrid humilie même Levante 8-0. Cristiano et Karim Benzema marquent des triplés, Mesut Özil et Pedro Leon complètent le score. Le Real Madrid réalise une mi-saison solide, la seule défaite étant l'humiliation infligée par le rival au Camp Nou (5-0). Les arrivées au mercato estival de Mesut Özil et d'Ángel Di María ont notamment dynamisées l'attaque madrilène par leurs passes de qualité, donnant souvent des ballons de buts aux attaquants Merengues.
Lors de la suite de la saison, il continue de marquer, notamment avec un triplé dès la reprise face au Villarreal CF (4-2). Cristiano Ronaldo devient notamment le joueur le plus rapide à marquer 50 buts en Liga en seulement 51 matchs avec un doublé face à la Real Sociedad (4-1). Après deux passes décisives contre Lyon (1re fois depuis 7 ans que le club passe les huitièmes de finale), il marque deux buts en quarts de finale de Ligue des champions face à Tottenham malgré le fait qu'il joue blessé. En Liga, Ronaldo marque un doublé face à la Real Sociedad et un triplé face à Malaga, mais en dehors de ça, il ne marque plus beaucoup. Sachant que les Clásicos arrivent, José Mourinho le place remplaçant, mais il marque tout de même à Bilbao son 28e but en championnat.
Lors des 4 Clásicos de suite, il marque sur pénalty en championnat (1-1) son premier but face aux catalans puis marque le but en finale de la Coupe du Roi permettant au Real Madrid de remporter le trophée, le premier du club depuis 3 ans. Mais il est par la suite impuissant face à l'élimination en Ligue des champions (0-2, 1-1).
Malgré cette élimination, Cristiano devient meilleur buteur avec le record de 40 buts en Liga et des 80 points au soulier d'or européen, qu'il remporte après une longue lutte avec Lionel Messi pour le titre de meilleur buteur. Il devient également le premier joueur de Liga à marquer six fois au moins 3 buts lors d'un match en Liga (dont 2 quadruplés). Il atteint, tout comme Leo Messi, 53 buts toutes compétitions confondues, mais encore une fois, le Real Madrid termine second derrière le FC Barcelone en championnat.

#### 2011-2012: La consécration nationale
Le Real Madrid remporte le World Football Challenge lors de la pré-saison où il marque 7 buts. Défait avec son équipe lors de la Supercoupe face au FC Barcelone, il annonce la couleur en Liga dès le premier match avec un triplé face au Real Saragosse.
En Ligue des champions, il marque 3 buts en 4 matchs de groupe, dont ses 99e et 100e buts sous le maillot du Real Madrid contre l'Olympique lyonnais.
Ronaldo marque rapidement 17 buts en Liga avant le Clásico. Meilleur buteur et leader, Cristiano y réalise certainement une des pires prestations de sa carrière, il est même noté 1/10 par le journal madrilène Marca. Il se relance 3 jours plus tard face à Ponferradina en Coupe puis avec un triplé contre le Séville FC.
Le 9 janvier 2012, il est classé, comme en 2009, second au Ballon d'or 2011 derrière Lionel Messi, qui obtient le trophée pour la troisième fois. Fin janvier, il est buteur à deux reprises face au Barca, il ne parvient pas à empêcher l'élimination de son équipe. À la suite de cette élimination, il bat un nouveau record, 23 buts en une phase aller de Liga. En Ligue des champions, il atteint rapidement les 8 buts grâce à ses 3 buts face au CSKA Moscou et son doublé face à l'APOEL Nicosie. Alors que le Real Madrid perd des points précieux sur son avance face au Barça, Cristiano marque un triplé important lors du derby face à l'Atlético de Madrid au stade Vicente-Calderón, permettant au Real Madrid de l'emporter 4-1 et de conserver 4 points d'avance sur les Catalans. Il bat la semaine suivante son propre record de la saison passée quelques semaines plus tard en atteignant les 41 buts face au Sporting de Gijón en même temps que Messi.
Lors des demi-finales serrées entre Bayern Munich et le Real Madrid, Ronaldo délivre une passe décisive au match aller perdu 2-1 puis marque un doublé au match retour (2-1), mais manque son tir au but. La séance est remportée par le Bayern, éliminant le Real Madrid, tout comme le Chelsea FC qui avait éliminé le FC Barcelone 24 heures plus tôt.
Entre les deux matchs, Cristiano marque également le but de la victoire face au FC Barcelone (2-1), permettant au Real Madrid d'être sacré champion dès la 36e journée à l'Athletic Club Bilbao (3-0) et d'atteindre le record de 100 points en Liga. Ronaldo, lui, perd le titre de meilleur buteur au profit de Lionel Messi (50 buts), mais devient le premier joueur de la Liga à marquer contre les 19 équipes de la Liga.

#### 2012-2013: Une méforme collective
Ronaldo commence sa saison en gagnant la Supercoupe face au FC Barcelone où il marque deux buts. Le premier succès de la saison en Liga pour le Real Madrid se marque d'une victoire 3-0 contre Grenade. Cristiano Ronaldo auteur d'un doublé, déclare après le match « Je suis triste pour un motif professionnel, je ne fête pas mes buts », ce qui crée la polémique en Europe.
Malgré un début de saison compliqué en championnat, le Real Madrid remporte son premier match de ligue des champions face à Manchester City. Ronaldo y marque le but de la victoire (3-2) à la 90e minute. Le 3 octobre, il marque son premier triplé en Ligue des champions face à l'Ajax Amsterdam. Puis, le 7 octobre, il inscrit un doublé face au FC Barcelone au Camp Nou et bat le record d'Iván Zamorano en marquant lors de six Clásicos consécutifs. Le 8 janvier 2013, il termine le lendemain second au Ballon d'or 2012 pour la quatrième fois de sa carrière. Cela ne l'empêche pas d'être très en forme, mais il se retrouve malheureux buteur contre son camp contre le Grenade CF en championnat, le 2 février, où lui et son équipe s'inclinent 1-0. Il se rachètera d'un triplé la semaine suivante, mais le Real Madrid a déjà 13 points de retard sur le Barça et n'arrivera finalement qu'à la deuxième place.
En huitièmes-de-finale de Ligue des champions, le Real Madrid affronte Manchester United. Face à son ancienne équipe, il marque au match aller (1-1) puis inscrit le but de la victoire qu'il ne célèbre pas, lors du match retour à Old Trafford (1-2). Il devient également le meilleur buteur portugais de la compétition, devant Eusébio. Le Portugais marque trois buts lors de la double-confrontation face aux Turcs de Galatasaray (3-0;2-3) mais en demi-finales, il est l'unique buteur lors de la défaite 4-1 au match aller face au Borussia Dortmund. Au match retour, malgré une victoire 2-0, les Madrilènes sont éliminés par les Allemands et échouent une nouvelle fois aux portes de la finale. Avec 12 buts, Cristiano termine meilleur buteur de l'édition.
La dernière chance de briller pour le Real Madrid est la Coupe du Roi. Vainqueurs en doubles-confrontations de Vigo (triplé de Ronaldo au match retour), puis de Valence et du Barça (doublé de Ronaldo au Camp Nou), les Merengues affrontent en finale de Coupe du Roi, opposé à l'Atlético de Madrid, Ronaldo ouvre le score sur corner, son 55e but de la saison en autant de matchs, mais est expulsé en prolongations pour un second carton jaune et voit la défaite du Real Madrid 2 buts à 1. Il termine la saison comme meilleur buteur de la Ligue des champions (12 buts), et malgré une nouvelle saison réussie à titre individuel pour Cristiano Ronaldo, celle du club est décevante au vu des espoirs de remporter la Ligue des champions, gâchée par les conflits entre José Mourinho et ses joueurs.

#### 2013-2014: La Decima

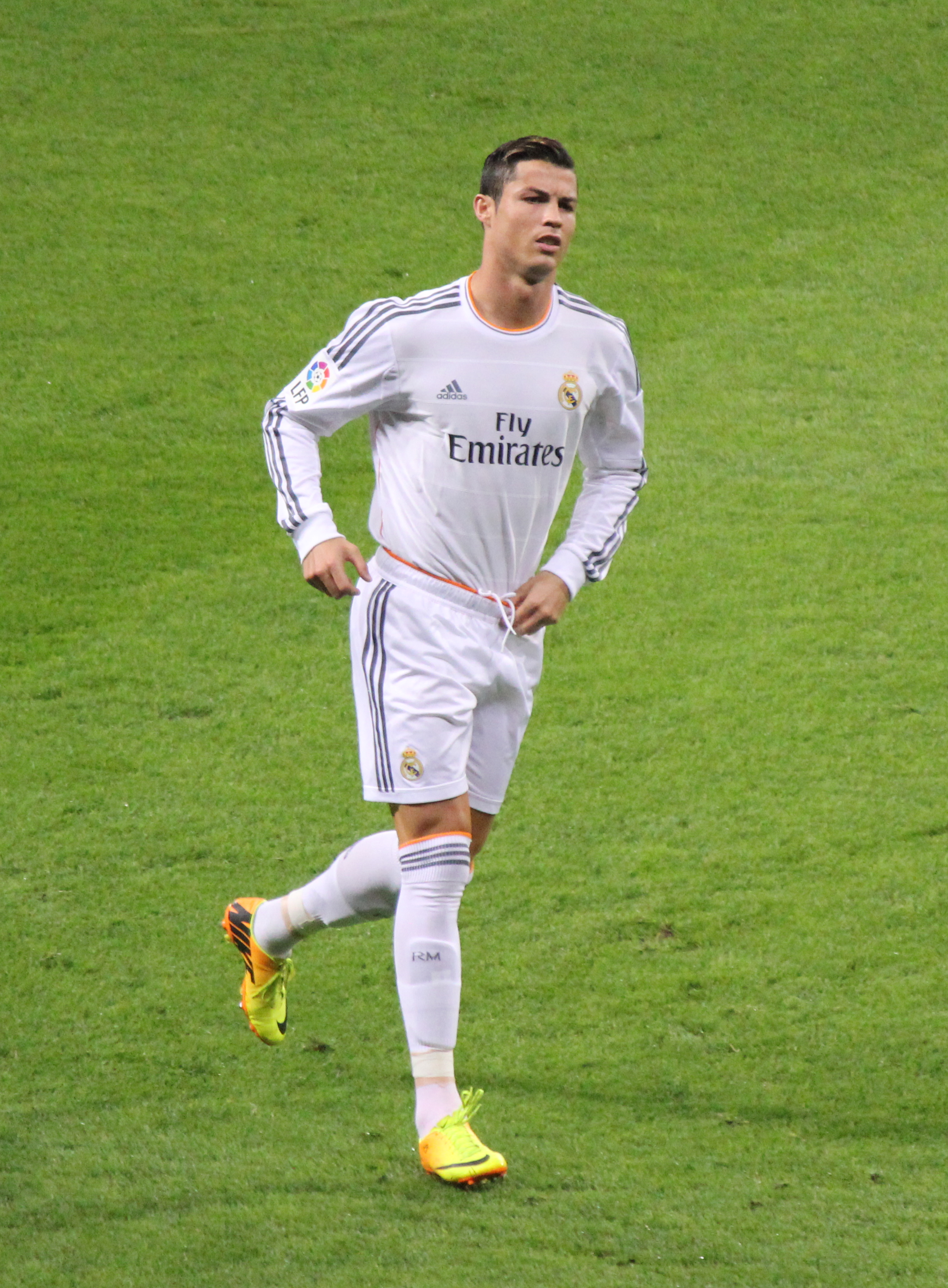
Cristiano Ronaldo avec le Real Madrid lors d'un match contre l'Atlético de Madrid (2013).

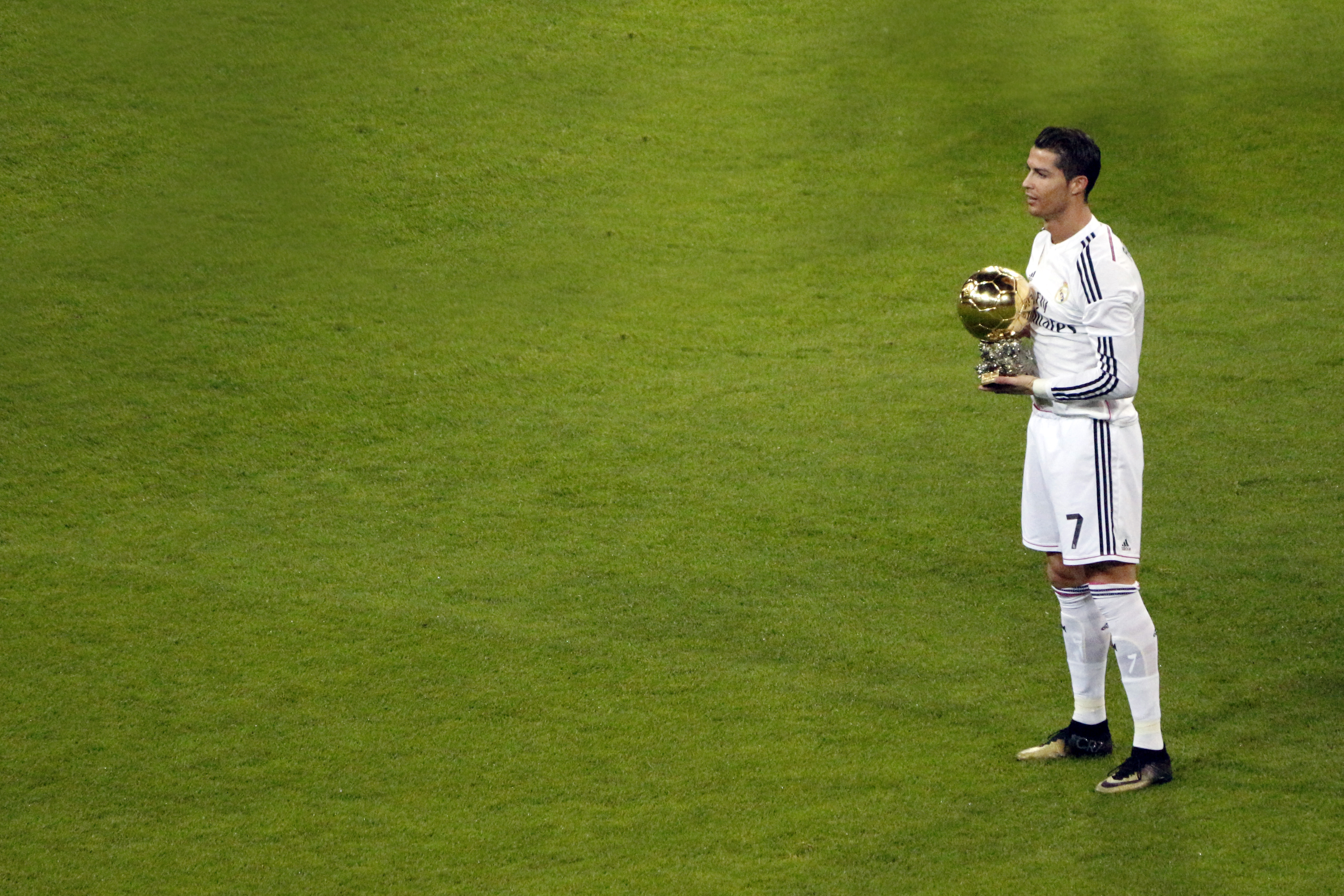
Cristiano Ronaldo présentant son troisième Ballon d'or au public du stade Santiago-Bernabéu avant un match (2015).

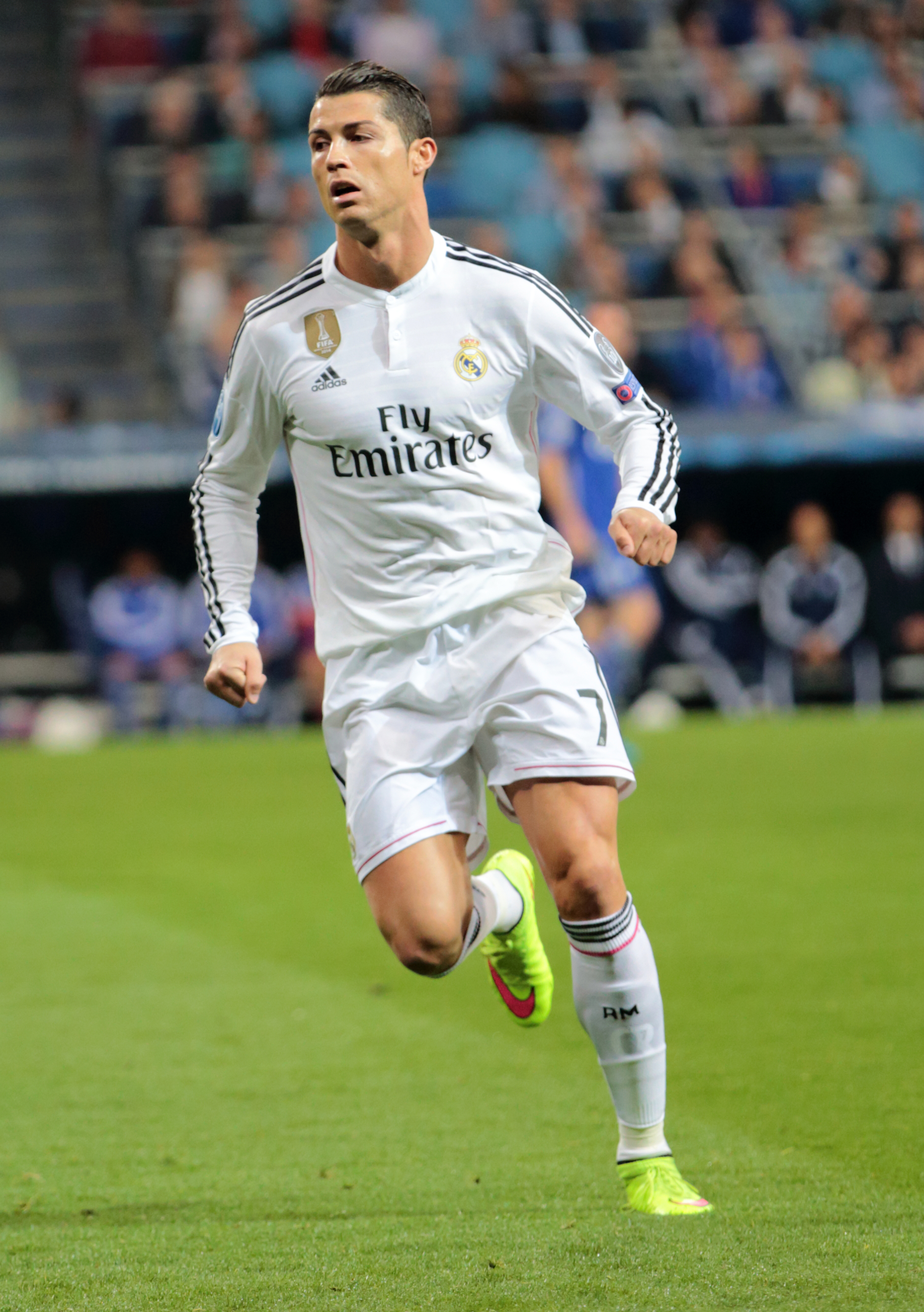
Cristiano Ronaldo durant un match contre Schalke 04 en Ligue des champions (2015).

Pour le premier match de la saison, les Madrilènes l'emportent 2-1 à domicile face au Real Betis Balompié. C'est le 200e match de Cristiano Ronaldo avec cette équipe. Il est passeur décisif la semaine suivante pour Karim Benzema à Grenade puis marque son premier but de la saison lors de la troisième journée contre l'Athletic Bilbao. Il marque ensuite sur la pelouse de Villarreal puis marque deux doublés consécutifs face à Getafe et Elche. Le 28 septembre, le Real chute à domicile (0-1) lors du derby face à l'Atlético, puis perd quatre semaines plus tard le premier Clasico de la saison au Camp Nou. Les Madrilènes se relancent face à Séville (7-3) et Cristiano atteint 17 buts. Le Real Madrid est à la trêve derrière le Barca et l'Atletico mais à 5 points des deux rivaux.
Sur la pelouse de Galatasaray le 17 septembre pour la première journée de Ligue des champions, le Real Madrid s'impose (6-1) et Cristiano y inscrit un triplé. Auteur de deux doublés consécutifs face au FC Copenhague et la Juventus Turin à domicile puis à nouveau buteur au Juventus Stadium, il devient, le 10 décembre sur la pelouse de Copenhague, le meilleur buteur des phases de poules de Ligue des champions de l'histoire avec 9 réalisations.
Le 6 janvier 2014, lors de la 18e journée de Liga face au Celta Vigo, l'international portugais inscrit deux buts dans les dix dernières minutes de jeu, ce qui lui permet de totaliser 400 buts depuis ses débuts professionnels. Après une très bonne année 2013, 69 buts dont quatre contre la Suède en barrages qui permettent au Portugal de se qualifier à la Coupe du monde 2014, Cristiano Ronaldo est sacré pour la deuxième fois de sa carrière Ballon d'or.
Le 11 février 2014, lors de la demi-finale retour de la Coupe du Roi contre l'Atlético de Madrid, Cristiano Ronaldo établit un drôle de record qu'il est le seul footballeur de l'histoire à détenir. En effet, en inscrivant un but à la 7e minute de jeu, il peut désormais se targuer d'avoir marqué au moins un but lors de chaque minute de jeu entre la 1re et la 90e. Quelques mois plus tard, Zlatan Ibrahimović en fait de même. Sans le Portugais, le Real remporte la finale contre le FC Barcelone.
En Ligue des champions, Ronaldo bat lors de la demi-finale retour contre le Bayern Munich le record du nombre de buts marqués dans cette compétition en une saison avec 16 réalisations. Le Real Madrid est qualifié pour la finale. En championnat en revanche, le Real Madrid craque dans les dernières journées et termine seulement troisième après une lutte intense face aux deux plus grands rivaux du club : le FC Barcelone et à l'Atlético de Madrid, ces derniers remportant le championnat avant d'affronter le Real en finale de la Ligue des champions. Lors de la finale, le Real Madrid s'impose 4-1 après prolongation et Ronaldo inscrit le dernier but sur penalty, portant son total à 17 réalisations.

#### 2014-2015: Saison exceptionnelle au niveau individuel
Il commence sa saison en rentrant en cours de jeu face à Manchester United, pendant le stage de l'équipe du Real aux États-Unis, mais ne peut empêcher la défaite 3-1. Lors de la Supercoupe d'Europe jouée le 12 août 2014 au stade de Cardiff, il inscrit un doublé face au Séville FC et fait gagner son équipe sur le score de 2-0. Il est donc nommé meilleur joueur de la finale de la rencontre, et gagne ainsi le dernier trophée qui lui manquait à son palmarès en club. Cristiano Ronaldo enchaîne ensuite par de bons matchs ou il enchaîne les buts, cumulant après huit journées de championnat un total de 15 buts (en seulement sept matchs disputés). Il marque notamment deux triplés et un quadruplé, se positionnant comme prétendant pour le Ballon d'or 2014. Il marque son troisième but en trois matchs de ligue des champions face à Liverpool FC au stade d'Anfield (0-3), une première. Lors du Clásico de la neuvième journée de Liga BBVA, il met fin à l'invincibilité de Claudio Bravo en championnat en égalisant sur pénalty (victoire 3-1 du Real Madrid). Enfin, il remporte avec ses coéquipiers la Coupe du monde des clubs au Maroc, où Cristiano finit, comme en 2008 avec Manchester United, ballon d'argent du tournoi, et également meilleur passeur décisif. Il totalise à la trêve hivernale un total de 25 buts en championnat et de 32 buts toutes compétitions confondues.
Le 12 janvier 2015, Cristiano Ronaldo est sacré pour la troisième fois de sa carrière Ballon d'or, recueillant 37,66 % des suffrages contre 15,76 % pour Lionel Messi et 15,72 % pour Manuel Neuer, les deux autres finalistes. Interrogé à l'issue de la cérémonie, il déclare « Quand j’ai su qui était nommé avec moi, je me suis dit que ça n’allait pas être facile. On méritait tous les trois de gagner ce Ballon d’or. Mais peut-être que je le méritais un peu plus. (...) J’ai réalisé une excellente saison à la fois d’un point de vue individuel mais aussi collectif. J’ai atteint de nombreux objectifs et je récolte aujourd’hui le fruit de tout ce que j’ai accompli. Je mérite cette reconnaissance. ».
Le 18 janvier, le Lusitanien, en marquant un doublé sur la pelouse du Getafe CF, bat le record de buts sur une phase aller de Liga avec 28 buts, mais sera sanctionné le 24 janvier d'un carton rouge pour un geste d'humeur envers un joueur de Cordoue, Edimar. Il s'excusera de ce geste sur les réseaux sociaux, mais purgera deux matchs de suspension.
Ronaldo devient le 10 mars le meilleur buteur de l'histoire des coupes d'Europe. Grâce à son doublé face à Schalke 04 en huitième de finale de la Ligue des champions, il dépasse d'une unité le précédent record de 77 buts établi par l'Espagnol Raùl, autre légende du Real Madrid. Il dépasse également Lionel Messi à la première place des buteurs historiques de la ligue des champions avec 76 réalisations.
Le 5 avril, Cristiano Ronaldo inscrit le premier quintuplé de sa carrière face au Grenade CF, 13 ans après Fernando Morientes, dernier joueur du Real Madrid à avoir réussi cet exploit. Par la même occasion, il réalise le hat-trick le plus rapide de sa carrière en marquant trois buts en moins de huit minutes et atteint la barre des 300 buts inscrits en championnat (3 dans le championnat portugais, 84 dans la Premier League et 213 dans la Liga). Trois jours plus tard, il inscrit un nouveau but et délivre une passe décisive lors de la victoire 0-2 contre le Rayo Vallecano, atteignant ainsi la barre des 300 buts inscrits sous le maillot du Real Madrid, accompagnés de 102 passes décisives en 288 rencontres disputées,.
En Ligue des champions, Ronaldo permet à son équipe d'éliminer l'Atlético de Madrid en quarts de finale en permettant à Javier Hernández Balcázar de marquer le seul but de la double-confrontation dans les toutes dernières minutes. Cependant, les Merengues sont éliminés en demi-finales par les italiens de la Juventus FC malgré les deux buts du Portugais sur la double-confrontation.
Le 23 mai, Cristiano Ronaldo termine Pichichi de la Liga pour la troisième fois et Soulier d'or européen avec 48 buts au compteur, et termine le 6 juin co-meilleur buteur de la Ligue des champions, à égalité avec Lionel Messi et Neymar. Il établit ainsi lors de la saison 2014-2015 son meilleur total de buts en championnat, mais aussi toutes compétitions confondues avec 61 buts ainsi que son meilleur total de passes décisives avec 22 passes décisives. Cependant, le club ne remporte aucun des trophées majeurs (championnat, coupe nationale, Ligue des champions), ce qui représente un échec collectif, provoquant ainsi le limogeage de Carlo Ancelotti qui avait pourtant le soutien de ses joueurs.

#### 2015-2016: Double champion d'Europe

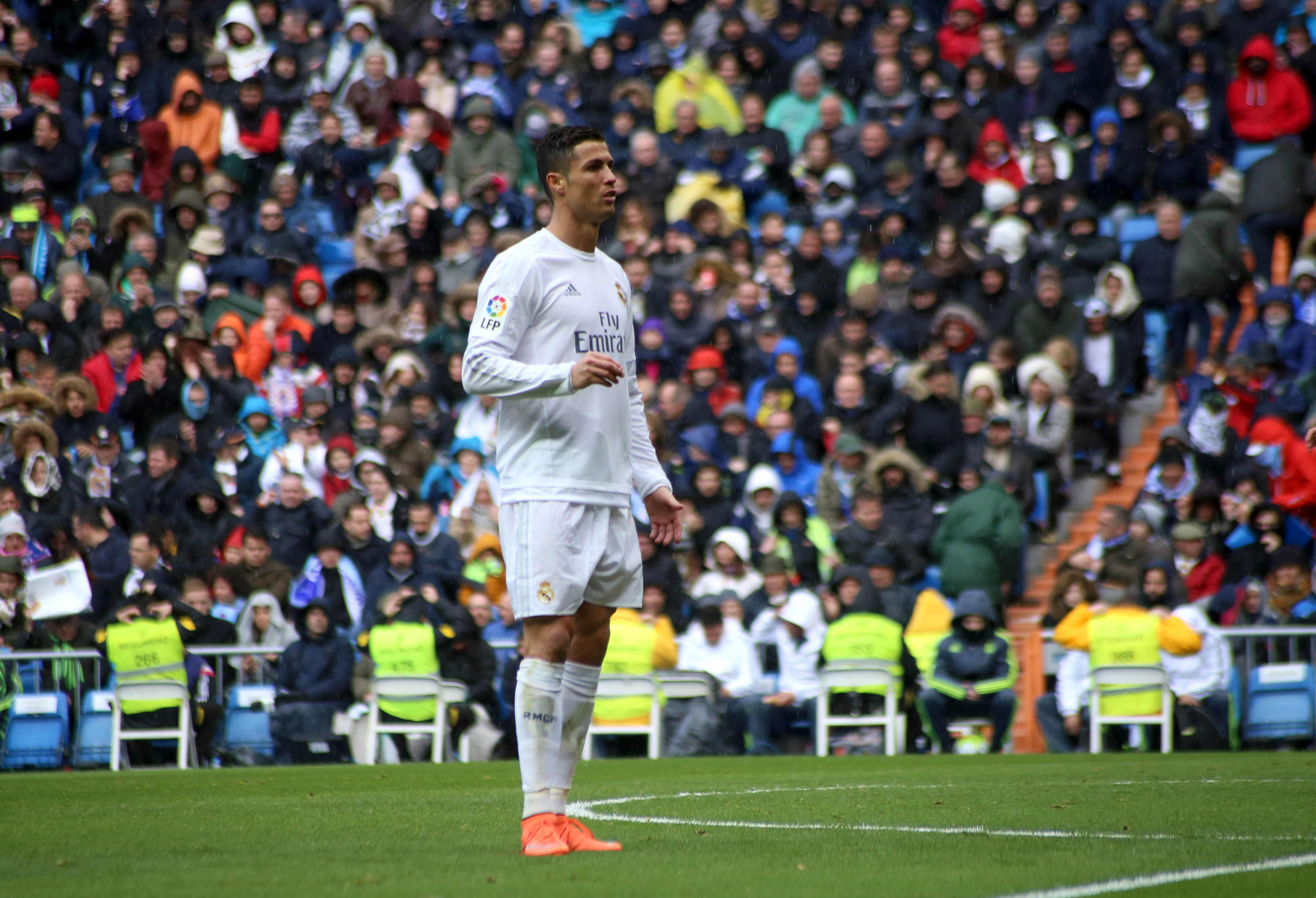
Cristiano Ronaldo contre le Celta Vigo au stade Santiago-Bernabéu (2016).

Lors du match face à l'Espanyol Barcelone le 12 septembre 2015, comptant pour la troisième journée de championnat, il inscrit un quintuplé (victoire 0-6). Le 30 septembre, lors du deuxième match de poule de Ligue des champions contre Malmö FF, Cristiano Ronaldo ouvre le score et inscrit le 500e but de sa carrière sur une passe d'Isco avant d'inscrire le 501e en toute fin de match égalant ainsi le record de buts de Raúl au Real (323 buts), devenant co-meilleur buteur de l'histoire du club. Il bat finalement ce record le 17 octobre, face à Levante UD lorsqu'il inscrit son 324e but sous les couleurs du Real.

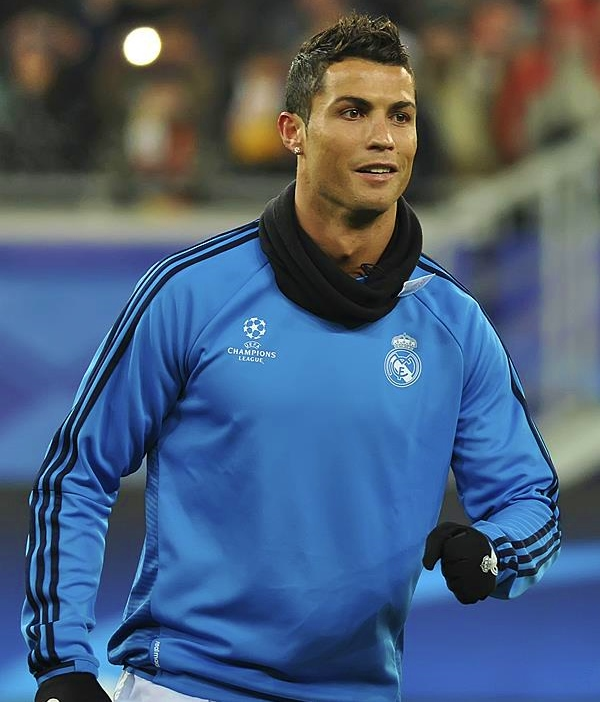
Cristiano Ronaldo à l'entraînement avant un match contre le Chakhtar Donetsk en Ligue des champions (2015).

Cependant, le Real Madrid est critiqué pour ses prestations en cette première partie de saison, et perd son invincibilité le 8 novembre sur la pelouse de Séville (3-2), avant d'être humilié par le FC Barcelone 4-0 à domicile et éliminé de la Coupe du Roi, le 4 décembre, sur tapis vert après avoir aligné Denis Cheryshev, alors suspendu face à Cadix. Ronaldo, moins tranchant que les saisons précédentes, fait lui aussi l'objet de critiques, notamment concernant ses voyages extra-sportifs quasi-quotidiens pour se rendre au Maroc qui influeraient sur sa condition physique
Le 5 décembre, Ronaldo marque son 235e but en Liga face à Getafe (4-1) et se hisse à la troisième place des meilleurs buteurs de l'histoire du championnat d'Espagne. Le 8 décembre, lors de la dernière journée de la phase de poules de la Ligue des champions contre Malmö FF (8-0), il inscrit un quadruplé et bat le record de buts dans une phase de poules de Ligue des champions (11 buts), qu'il avait lui-même établit lors de la saison 2013-2014 en marquant 9 buts.
Le 3 mars 2016, Ronaldo inscrit un quadruplé face au Celta Vigo (7-1) au stade Santiago-Bernabéu et devient le 2e meilleur buteur du championnat d'Espagne avec 
252 buts, en dépassant Telmo Zarra. Le 12 avril, il qualifie son équipe pour les demi-finales de la Ligue des champions en inscrivant un triplé face au VfL Wolfsburg pour une victoire 3-0 au Bernabeú après que le club entraîné par Zinédine Zidane ait perdu 2-0 lors du quart de finale aller en Allemagne. Il est le seul à avoir marqué au minimum 15 buts dans deux saisons différentes de la Ligue des champions.
Le 14 mai, après une lutte à acharnée contre le FC Barcelone pour le sacre, Cristiano Ronaldo offre la victoire au Real Madrid contre le Deportivo la Corogne (2-0) lors de la dernière journée de la Liga, mais perd son trophée de Pichichi au profit de Luis Suarez. Le 28 mai 2016, Cristiano Ronaldo remporte sa troisième Ligue des champions dont sa deuxième avec le Real. Il y inscrit le tir au but de la victoire face à l'Atlético de Madrid. (1-1) (5-3 t.a.b). Par ailleurs, il termine la saison avec plus de 50 buts marqués pour la 6e fois consécutive.
Le 10 juillet, Cristiano et son équipe nationale du Portugal remportent l'Euro 2016 après avoir battu la France, pays hôte de la compétition en finale au Stade de France (1-0). Il sort sur blessure à la 25e minute de cette finale à la suite d'un contact de Dimitri Payet sur son genou gauche.

#### 2016-2017: Doublé Liga - Ligue des champions
Pour la première fois depuis son arrivée au Real Madrid, Cristiano Ronaldo ne participe à aucun des matchs de pré-saison du club à la suite de sa blessure en finale de l'Euro 2016. De plus, il manque aussi les deux premiers matchs du Real en Liga. Le 25 août, il remporte le Prix UEFA du Meilleur joueur d'Europe pour la deuxième fois de sa carrière, devant Antoine Griezmann et Gareth Bale.
Il effectue son retour le 10 septembre lors de la 3e journée de championnat en marquant son premier but de la saison face au CA Osasuna au stade Santiago-Bernabéu (5-2). Le 14 septembre, il atteint la barre symbolique des 550 buts, en marquant sur coup-franc contre son ancien club, le Sporting Portugal lors de la première journée de Ligue des champions.
Il inscrit son premier quadruplé avec le Portugal le 7 octobre face à Andorre (6-0).
Le 6 novembre 2016, le Real Madrid annonce la prolongation de contrat du Portugais jusqu'en 2021. Le 19 novembre, il devient le meilleur buteur de l'histoire du Derby madrilène en marquant les 3 buts lors de la victoire du Real face a l'Atlético de Madrid (0-3),. Le 26 novembre, il dépasse la barre des 50 buts sur une année civile pour la sixième année consécutive grâce à son doublé face au Sporting de Gijón.
Le 12 décembre, il remporte son quatrième Ballon d'or (47,18 % des votes) dont son troisième avec le Real Madrid. Le 18 décembre, il remporte sa 3e Coupe du monde des clubs de la FIFA en inscrivant trois des quatre buts du Real en finale (4-2). Il devient par la même occasion le co-meilleur buteur de l'histoire de la compétition avec Luis Suárez, Lionel Messi et César Delgado (5 buts chacun). Le 9 janvier 2017, Ronaldo figure de le FIFA/FIFPro World XI pour la 10e année consécutive et remporte également le prix du Meilleur footballeur de l'année FIFA pour la 2e fois de sa carrière après 2008,.
Le 22 février, il dispute le 700e match de sa carrière en clubs contre le Valence CF et il marque un but. Cependant, le Real Madrid ne parvient pas à l'emporter et perd 2 buts à 1. Le 26 février, Cristiano Ronaldo marque un but sur penalty lors de la victoire du Real Madrid contre le Villarreal CF (2-3). Il devient ainsi le recordman de penaltys marqués dans toute l'histoire de la Liga, avec 57 réalisations dans cet exercice. Il dépasse Hugo Sánchez (56 pénaltys).
Le 12 mars, il marque de la tête contre le Bétis Séville en Liga, ce but lui permet devenir le meilleur buteur de l'histoire dans trois catégories, en inscrivant son 46e but de la tête en Liga il passe devant Aritz Aduriz (45). Il devient par la même occasion le meilleur de l'histoire du Real Madrid au stade Santiago-Bernabéu avec 210 buts, devant Santillana (209). Et enfin en marquant son 366e but en championnat il rentre dans l'histoire du football européen en égalant le record de Jimmy Greaves et devenant ainsi le joueur ayant marqué le plus de buts dans les cinq championnats majeurs d'Europe.
Le 12 avril, Ronaldo marque un doublé lors de la victoire du Real Madrid contre le Bayern Munich en 1/4 de finale aller de la Ligue des champions (1-2) et devient le premier joueur de l'histoire à atteindre les 100 buts en compétitions européennes de clubs de l'UEFA. Le 18 avril, il devient le premier joueur de l'histoire à marquer 100 buts en Ligue des champions en marquant un triplé lors du 1/4 de finale retour de la compétition (4-2) au stade Santiago-Bernabéu. Le 29 avril, il bat le record de Jimmy Greaves en marquant son 367e but en championnat et devient le meilleur buteur de l'histoire des cinq championnats majeurs d'Europe.
Le 2 mai, Cristiano Ronaldo marque un coup du chapeau contre l'Atlético de Madrid en demi-finale aller de la Ligue des champions, grâce à ses 3 buts il devient :
- le premier joueur de l'histoire à marquer plus de 50 buts en phase à élimination directe de la Ligue des champions ;
- le premier joueur de l'histoire à marquer 2 triplés consécutifs en phase finale après ses 3 buts contre le Bayern Munich ;
- le premier joueur de l'histoire à marquer 10 buts ou plus lors de 6 saisons consécutives en Ligue des champions ;
- le meilleur buteur de l'histoire en demi-finales de la Ligue des champions avec 13 buts, devant Alfredo Di Stéfano[134].

Le 21 mai, il marque un but contre le Málaga CF (0-2) lors de la dernière journée de Liga et remporte son deuxième titre de champion d'Espagne avec le Real Madrid en ayant marqué 25 buts.
Le 3 juin, Ronaldo marque un doublé contre la Juventus FC en finale de la Ligue des champions et remporte son 4e titre européen. Grâce à ses deux buts, il atteint la barre des 600 buts en carrière. De plus, il devient le premier joueur à marquer dans trois finales différentes dans l'ère moderne de cette compétition, il termine également meilleur buteur pour la 5e saison consécutive et pour la 6e fois de sa carrière, deux records,.

#### 2017-2018:5eLigue des champions
Cristiano Ronaldo commence cette nouvelle saison en rentrant en fin de match lors de la Supercoupe de l'UEFA face à Manchester United et remporte le trophée.
Le 13 août, lors du match aller de la Supercoupe d'Espagne face au FC Barcelone, il entre à l'heure de jeu puis marque un but à la 80e minute qui permet au Real de reprendre l'avantage. Il célèbre son but en montrant son maillot au public du Camp Nou comme Lionel Messi l'avait fait lors du Clásico en Liga au Bernabéu la saison passée et se prend un carton jaune. Quelques minutes plus tard il reçoit un ballon aux abords de la surface du Barça et tombe à la suite d'un contact litigeux de Samuel Umtiti, l'arbitre Ricardo De Burgos siffle une simulation et lui inflige un 2e carton jaune qui provoque son expulsion. À la suite de cela Cristiano pousse légèrement l'arbitre et pourrait se voir attribuer une lourde sanction par la Fédération royale espagnole de football (RFEF).
Le 14 août, au lendemain du match aller de la Supercoupe d'Espagne, la RFEF lui inflige 5 matchs de suspension : 1 pour le carton rouge reçu puis 4 pour avoir poussé l'arbitre de la rencontre. Il manquera le match retour face au Barça le 16 août à domicile, puis les 4 premières journées du Championnat d'Espagne. Le Real Madrid va saisir la commission d'appel afin de réduire cette sanction. Le 24 août, il remporte le Prix UEFA du Meilleur joueur d'Europe pour la 3e fois de sa carrière, devant Gianluigi Buffon et Lionel Messi. Le 23 octobre, il remporte le prix The Best, Joueur de la FIFA pour la deuxième année consécutive. Il figure également dans le FIFA/FIFPro World XI pour la 11e année consécutive.
Le 6 décembre, il marque un but contre le Borussia Dortmund et devient le premier joueur de l’histoire de la Ligue des champions à marquer au moins un but lors des 6 journées de la phase de groupes. De plus, il marque son 60e but dans cette même phase de groupes et égale Lionel Messi. Le 7 décembre, il remporte le Ballon d'or 2017 pour la cinquième fois de sa carrière et rejoint son éternel rival Lionel Messi qui l’a également remporté cinq fois, avec qui il partage maintenant la récompense depuis une décennie, du jamais vu dans l'histoire du football.

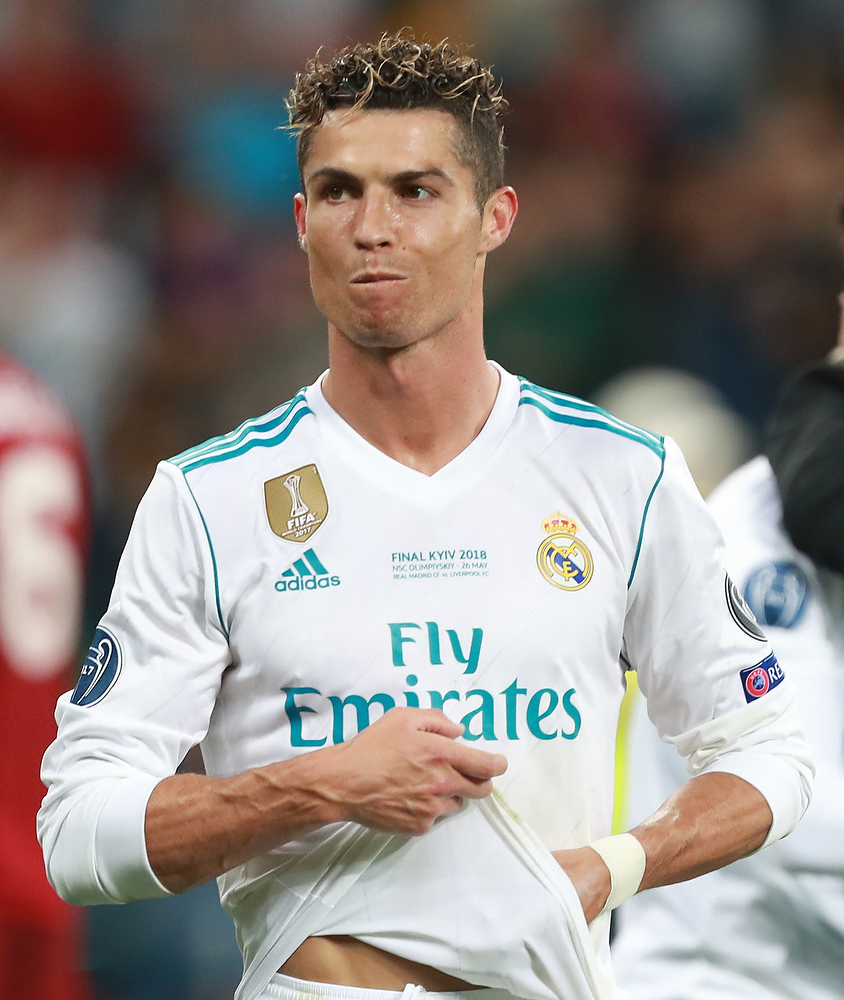
Cristiano Ronaldo en finale de la Ligue des champions 2017-2018 contre Liverpool.

Le 9 décembre, Cristiano Ronaldo inscrit un but contre le Al Jazira SC en demi-finale de la Coupe du monde des clubs et devient le meilleur buteur de l’histoire de cette compétition avec 6 buts. Il dépasse ainsi Lionel Messi, Luis Suárez et César Delgado (5 buts chacun). Le 16 décembre, il marque l’unique but de la finale de la Coupe du monde des clubs remportée par le Real Madrid face au Grêmio Porto Alegre. Il est désigné Ballon d'argent de la compétition. De plus avec ces 7 buts inscrits dans l'histoire de la compétition, il égale le record de la légende du football Pelé qui avait marqué 7 buts en Coupe Intercontinentale, l'ancêtre de la Coupe du monde des clubs. Le 28 décembre, il est élu GlobeSoccer 2017, récompensant le meilleur joueur du monde de l'année[réf. nécessaire].
Le 18 mars, Ronaldo marque le 50e triplé (match avec au moins 3 buts marqués) de sa carrière lors de la 29e journée de Liga contre Gérone. Le 3 avril, contre la Juventus FC en quarts de finale de la Ligue des champions, il devient le 1er joueur de l'histoire de la compétition à marquer lors de 10 matchs consécutifs. Le 11 avril, il dispute son 150e match de Ligue des champions de l'UEFA et il bat deux nouveaux records. En effet, il devient le premier joueur de l'histoire de la Ligue des champions à marquer 10 buts contre un seul et même club : la Juventus FC. De plus, il devient également le premier joueur de l'histoire à marquer lors de 11 matchs consécutifs dans la compétition,. Le 25 avril, contre le Bayern Munich à l'Allianz Arena en demi-finale aller de la Ligue des champions, il remporte sa 99e victoire dans la compétition et bat le record de l'ancien madrilène Iker Casillas (98 victoires). Il en a remporté 70 avec le Real Madrid et 29 avec Manchester United. Cependant, il ne trouve pas le chemin des filets lors de cette rencontre et stoppe sa série de 11 matchs consécutifs avec au moins un but marqué en Ligue des champions.
Le 26 mai, il remporte sa cinquième Ligue des champions lors de la victoire 3 buts à 1 du Real Madrid contre Liverpool. À l'issue du match, il se montre ambigu en évoquant son futur au sein du club madrilène et laisse entendre qu'il compte quitter le Real. Il termine également meilleur buteur pour la 7e fois dont 6 saisons consécutivement (15 buts). Son 2e but contre la Juventus en 1/4 de finale aller de la Ligue des champions (retourné acrobatique) est élu plus beau but de la compétition et de la saison en Europe. Il termine donc sa saison avec 44 buts et 8 passes décisives en 44 matchs pour le Real Madrid.

### Juventus FC (2018-2021)

#### 2018-2019: Premier titre en Italie

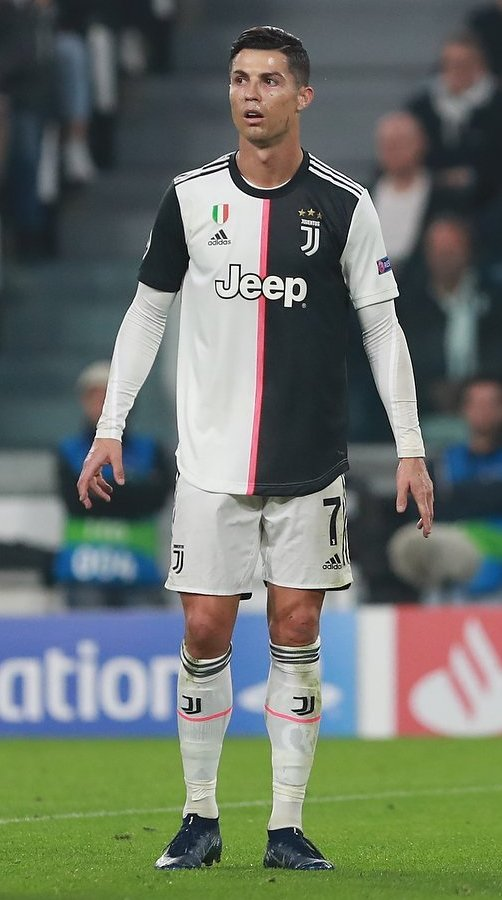
Cristiano Ronaldo sous le maillot de la Juventus FC (2019).

Le 10 juillet 2018, Cristiano Ronaldo quitte le Real Madrid pour rejoindre la Juventus FC. Le capitaine lusitanien s'est engagé pour quatre ans avec le club turinois, qui l'a acheté 105 millions d'euros . Il aura marqué 450 buts en 438 matchs et remporté 16 trophées (dont 4 Ligue des champions) avec le club madrilène . Il devient le premier trentenaire dont le coût de transfert dépasse les 100 millions d'euros .
Le 20 août, il figure dans la liste des trois finalistes du Prix UEFA du Meilleur joueur d'Europe . Le 30 août, il termine deuxième derrière le vainqueur Luka Modrić. Le 16 septembre, il inscrit ses premiers buts avec la Juve sur un doublé lors de la victoire de la Juventus contre l'US Sassuolo (victoire 2-1 au Juventus Stadium), cela lui permet d'atteindre la barre des 400 buts dans les championnats européens dont 311 en Liga, 84 en Premier League, 3 en Liga NOS et donc 2 en Serie A. Le 24 septembre, il figure pour la 12e fois de sa carrière dans le FIFA/FIFPro World XI (équipe de l'année) et termine également 2e du prix The Best, Joueur de la FIFA aux The Best FIFA Football Awards 2018.
Le 27 novembre, lors de la victoire de la Juventus FC contre le Valence CF, Cristiano Ronaldo devient le premier joueur de l'histoire à avoir remporté 100 matchs en Ligue des champions dont 26 avec Manchester United, 71 avec le Real Madrid et 3 avec le club turinois . Le 29 décembre, il marque un doublé lors de la victoire de la Juventus contre la Sampdoria (2-1) et termine donc l'année 2018 avec 49 buts marqués (6 pour le Portugal, 28 pour le Real Madrid et 15 pour la Juventus). C'est la première fois depuis 2010 que le Portugais n'atteint pas la barre des 50 buts toutes compétitions confondues en une année calendaire.
Le 16 janvier 2019, Cristiano Ronaldo remporte la Supercoupe d'Italie contre l'AC Milan en marquant le seul but de la rencontre à la 61e minute ; il s'agit de son premier titre avec le club italien. Le 12 mars 2019, il inscrit un triplé face à l'Atlético de Madrid permettant à la Juve de l'emporter 3-0, lors du huitièmes de finale retour de la Ligue des champions 2019. Le 16 avril, il est éliminé en 1/4 de finale de la ligue des champions par l’Ajax Amsterdam, et ce, malgré ses deux buts marqués lors des matchs aller et retour.
Le 20 avril, il est sacré champion d'Italie pour la première fois de sa carrière et devient également le premier joueur de l’histoire à remporter la Premier League (3 fois), la Liga (2 fois) et la Serie A . Le 19 mai, il joue son dernier match de la saison avec la Juventus contre l’Atalanta Bergame (1-1) lors de la 37e journée de Serie A. Il termine donc sa première année en Italie avec 28 buts et 10 passes décisives en 43 matches toutes compétitions confondues. Il a remporté la Supercoupe en janvier et le championnat en avril, mais aura échoué en Coupe d'Italie, défaite 3-0 contre l'Atalanta Bergame en 1/4 de finale. Il est également élu meilleur joueur de l'année de Serie A par la Lega Serie A .

#### 2019-2020: Machine à buts
Le 31 juillet 2019, Cristiano Ronaldo fait partie de la liste des 10 joueurs nommés pour remporter le prix The Best, Joueur de la FIFA qui sera décerné lors des The Best FIFA Football Awards 2019. Quelques jours plus tard, le 20 août, il est également finaliste avec Lionel Messi et Virgil van Dijk pour remporter le Prix UEFA du Meilleur joueur d'Europe,. Le 14 octobre, lors de la défaite du Portugal contre l'Ukraine (2-1) en éliminatoires de l'Euro 2020, Cristiano Ronaldo marque le 700e but de sa carrière toutes compétitions confondues, dont 95 en équipe nationale.
Le 6 janvier 2020, il inscrit son premier triplé en Serie A lors de la victoire de la Juventus contre Cagliari (4-0). Le 20 juillet 2020, face à la SS Lazio, Ronaldo inscrit un doublé donnant la victoire à la Juventus (2-1). Il inscrit alors ses 50e et 51e buts en Serie A. Il devient le joueur le plus rapide à atteindre la marque de 50 buts (en 61 matchs) dans le championnat italien. Par la même occasion, il devient également le premier joueur dans l'histoire à atteindre les 50 buts en Premier League, Liga, et Serie A.

#### 2020-2021: Coupe d'Italie etCapocannoniere
Le 1er décembre 2020, il reçoit le prix Golden Foot 2020. Ce prix récompense un joueur pour l'ensemble de sa carrière. Le 13 décembre 2020, après la victoire de la Juventus contre le Genoa CFC, Ronaldo devient le premier joueur à atteindre la barre des 400 victoires dans les cinq grands championnats européens au XXIe siècle. Le 14 décembre 2020, il devient membre de la Ballon d'or Dream Team.
Le 13 mai 2021, lors d'un succès de la Juventus face à l'US Sassuolo (3-1), Cristiano Ronaldo inscrit son 100e but sous les couleurs turinoises. Malgré une décevante quatrième place en Serie A, Cristiano termine meilleur buteur du championnat italien avec 29 buts. Avec ce titre de Capocannoniere, il devient le premier joueur à être le meilleur buteur dans 3 championnats majeurs (Angleterre, Espagne et Italie). Enfin, il remporte la Coupe d'Italie 2021, le dernier titre qui lui manquait en Italie.

### Retour à Manchester United (2021-2022)

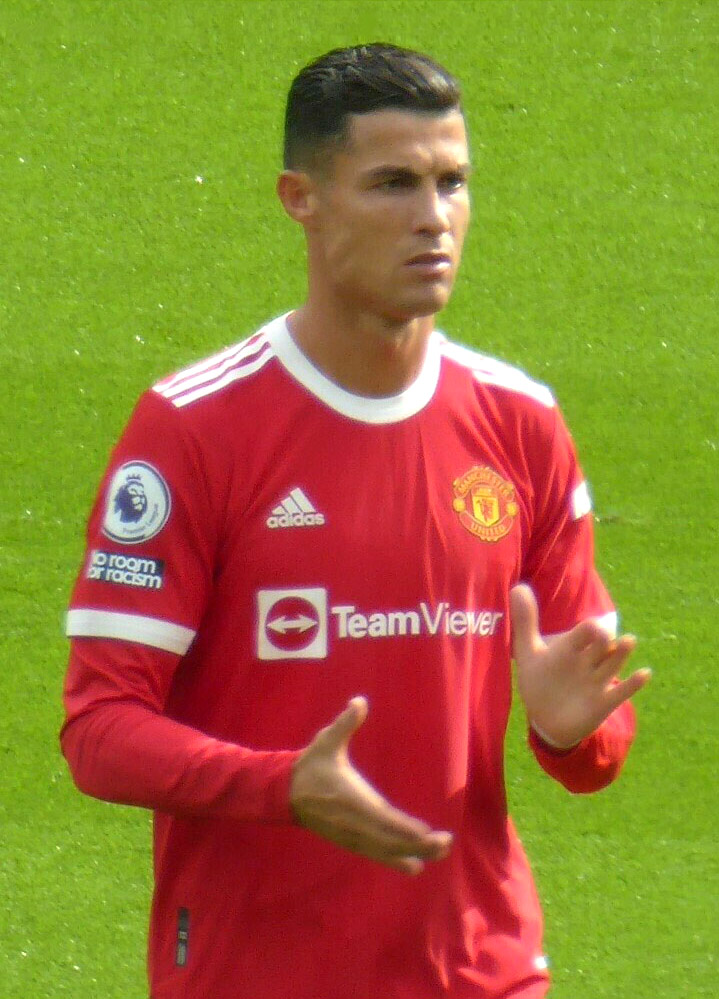
Cristiano Ronaldo lors de son premier match de retour à Manchester United (2022).

#### 2021-2022: Une saison catastrophique pour Manchester United
Le 27 août 2021, Manchester United annonce avoir trouvé un accord avec la Juventus FC pour le transfert de Cristiano Ronaldo en attente de sa visite médicale, de son visa et de la signature du contrat. Le 31 août, le club anglais annonce avoir trouvé un accord sur le contrat, avec un contrat de deux ans plus une année en option.
Le 11 septembre 2021, douze ans après son dernier match avec les Red Devils, il est titulaire face à Newcastle United et marque un doublé pour son retour à Old Trafford pour une victoire (4-1) face aux Magpies. Le 29 septembre 2021, il joue son 182e match en Ligue des champions et ainsi devient le joueur le plus capé de la compétition devant Iker Casillas (181). Le 2 décembre 2021, lors de la 14e journée de Premier League, Cristiano Ronaldo dépasse la barre des 800 buts en carrière professionnelle, en inscrivant un doublé victorieux face à Arsenal (3-2 pour Manchester United).
Le 12 mars 2022, Cristiano Ronaldo devient officiellement le meilleur buteur de l'histoire du football, en marquant un triplé (805e, 806e et 807e buts de sa carrière) face au Tottenham Hotspur, dépassant donc le record détenu de Josef Bican, étant de 805 buts toutes compétitions confondues. Cristiano Ronaldo devient alors le premier joueur a atteindre la barre du 50e triplé en club, le 16 avril 2022, lors d'une victoire 3-2 face à Norwich City. Quelques jours après le décès d'un de ses deux nouveau-nés, Cristiano Ronaldo marque son centième but en Premier League lors de la 34e journée de celle-ci perdue face à Arsenal (score final 1-3),.

#### 2022-2023: Un nouveau challenge qui tourne au fiasco
Lors de la 10e journée du championnat d'Angleterre de football 2022-2023, Cristiano Ronaldo marque à la 44e minutes de jeu face à l'Everton FC, inscrivant son premier but de la saison en Premier League et atteignant donc son 700e but en club, toutes compétitions confondues.
Toutefois, il est souvent mis sur le banc de touche par son nouvel entraîneur Erik Ten Hag. Cristiano Ronaldo n'est titulaire que cinq fois sur les seize premières journées de Premier League. Frustré de ne pas être entré en jeu face à Tottenham, il quitte le stade avant même la fin du match. Le 22 novembre 2022, quelques jours après avoir annoncé se sentir trahi par son club lors d'une interview avec Piers Morgan, Manchester United annonce la résiliation du contrat de Cristiano Ronaldo avec effet immédiat.

### Al-Nassr FC (depuis 2023)

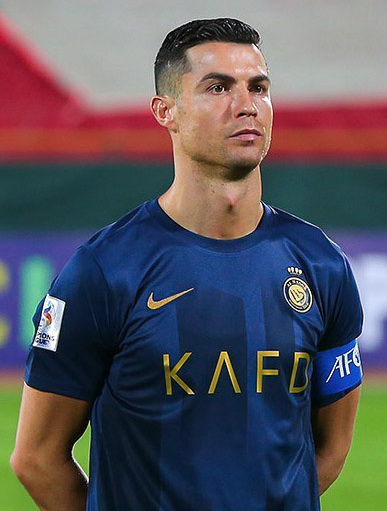
Cristiano Ronaldo sous les couleurs du Al-Nassr FC (2023).

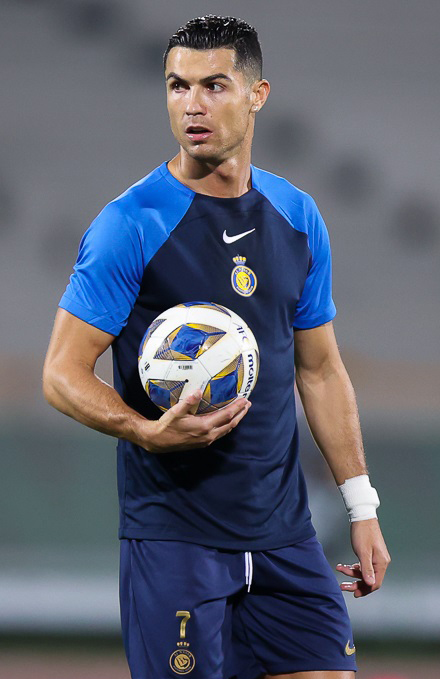
Cristiano Ronaldo lors d'un entraînement d'avant-match du Al-Nassr FC (2023).

#### 2022-2023: Adaptation réussie au championnat saoudien
Le 30 décembre 2022, après plusieurs semaines de spéculations, le club saoudien du Al-Nassr FC officialise l'arrivée du buteur portugais pour deux saisons. Il portera son numéro fétiche, le numéro 7. La presse évoque un contrat s'élevant à 200 millions d'euros par an, si l'on tient compte des accords commerciaux, ce qui, s'il est confirmé, serait le plus gros salaire de l'histoire du sport et faisant donc de Cristiano Ronaldo le footballeur le mieux payé de tous les temps,,,. Ce choix est critiqué par certains observateurs du football, notamment Jamie Carragher, qui considère qu'il s'agit d'une « triste fin pour lui », ou Gary Neville qui ajoute que « nous aurions pu continuer à le voir à Old Trafford si les deux parties avaient géré les choses différemment ».
Le 3 janvier 2023, il est présenté aux fans du club au stade KSU devant 25 000 personnes. Il déclare lors de la conférence de presse : « En Europe le travail a été fait, j'ai tout gagné et je suis fier d'avoir pris cette décision [...] La Ligue saoudienne est très compétitive. Mais les gens ne le savent pas. Je me fiche de ce que les gens disent à ce sujet. Je suis heureux ».
Alors même qu'il est arrivé à la mi-saison, Cristiano Ronaldo parvient à terminer à la cinquième place du classement des meilleurs buteurs du championnat saoudien avec 14 buts.

#### 2023-2024: Premier trophée remporté
Le 12 août 2023, il remporte la Coupe arabe des clubs champions 2023 face au Al-Hilal SFC en inscrivant un doublé (victoire, 2-1),,. Le 8 décembre 2023, Cristiano Ronaldo dispute son 1200e match en professionnel lors d'une rencontre contre le Al-Riyadh FC (victoire, 4-1),,.
Le 30 décembre 2023, Cristiano Ronaldo inscrit contre le Al-Taawoun FC son 54e but de l'année lui permettant de terminer meilleur buteur de l'année civile devant Kylian Mbappé et Harry Kane (52 buts chacun) ainsi qu'Erling Haaland (50 buts). Il a inscrit 10 buts avec la sélection portugaise et 44 buts avec son club du Al-Nassr FC. Il n'avait plus marqué autant de buts sur une année civile depuis 2016 (55 buts).
Le 9 janvier 2024, l'International Federation of Football History & Statistics (IFFHS) publie un tableau des joueurs ayant disputé le plus de matchs au XXIe siècle entre le 1er janvier 2001 et le 31 décembre 2023. Il est le joueur ayant disputé le plus de matchs avec un total de 1204 rencontres. Il devance Fábio (1156), Dani Alves (1056) et Lionel Messi (1047),.
Le 14 février 2024, Cristiano Ronaldo dispute son 1000e match professionnel en club (31 avec le Sporting CP, 346 avec Manchester United, 438 avec le Real Madrid, 134 avec la Juventus FC et 51 avec le Al-Nassr FC). Durant ce match des huitièmes de finale de Ligue des champions de l'AFC contre le Al-Fayha FC, il inscrit l'unique but de la rencontre.
Le 4 mai 2024, il inscrit un triplé contre le Al-Wehda FC. Cet exploit lui permet de se rapprocher du record du nombre de buts d’Abderrazak Hamed-Allah (34 buts en 2019),. C'est le 66e triplé de sa carrière et son 36e après ses 30 ans. Le 27 mai 2024, il inscrit un doublé contre le Al-Ittihad Club lors de la dernière journée de championnat (victoire, 4-2). Ces deux buts lui permettent de devenir le détenteur du record de buts sur une saison du championnat saoudien (avec 35 buts),.

#### 2024-2025: Troisième saison en Arabie saoudite
Le 4 avril 2025, suite à un doublé contre le Al-Hilal SFC lors d'un match de championnat, il dépasse les 30 buts toutes compétitions confondues sur la saison. Interrogé après la rencontre sur la barre emblématique des 1 000 buts en carrière, il répond : « Les gars, profitons du moment présent. Je ne chasse pas les 1 000. Si ça arrive, parfait. Si ça n’arrive pas, ça n’arrive pas »,.
Le 12 avril 2025, il inscrit un doublé contre le Al-Riyadh FC,,. Son deuxième but, une sublime reprise de volée inscrit à la suite d'un centre renvoyé par la défense adverse après un débordement de Sadio Mané, a été chronométré à 148 km/h,.
Le 8 juin 2025, à la suite de la victoire du Portugal contre l'Espagne en finale de la Ligue des nations, il annonce aux médias qu'il va rester au Al-Nassr FC à l'issue de son contrat qui expire à la fin du mois,,.

#### 2025-2026: Nouveau contrat record
Le 26 juin 2025, Cristiano Ronaldo prolonge son contrat avec l'Al-Nassr FC de deux années supplémentaires, soit jusqu'en juin 2027,,. Avec ce nouveau contrat, il devrait toucher un salaire annuel de 200 millions d'euros, constituant un record pour un footballeur,,.

## Carrière internationale
International portugais depuis le 20 août 2003 (Portugal-Kazakhstan), Cristiano Ronaldo compte aujourd'hui 221 sélections et 138 buts marqués pour son équipe et en est le capitaine depuis 2007.

### La révélation lors de l'Euro 2004
Après de brillantes performances en espoirs et avec le Sporting CP, Cristiano Ronaldo est retenu pour un match amical le 20 août 2003 face au Kazakhstan, où il fête sa première sélection (1-0) à seulement 18 ans. Il entre à la mi-temps à la place de son illustre compatriote Luís Figo, et est élu homme du match après un match remarquable. Il sera retenu par le sélectionneur Luiz Felipe Scolari pour d'autres matchs. Cristiano, continuant de confirmer qu'il a sa place au sein du groupe Portugal, sera retenu pour l'Euro 2004.
Durant l'Euro 2004, après de brillantes prestations comme son entrée face à la Grèce (but de la tête, mais concède un pénalty en revenant défendre), il devient titulaire de la Seleção durant toute la phase finale du tournoi,. Le milieu offensif va même jusqu'à marquer contre les Pays-Bas en demi-finale de la compétition. Le Portugal accède donc en finale contre la Grèce, que les Lusitaniens rencontrent pour la deuxième fois de la compétition, la Seleção perdra cette finale 1-0. Cristiano, frustré de la défaite de son équipe, ne pourra retenir ses larmes à la fin du match.
Ronaldo participe également aux Jeux olympiques de 2004 avec le Portugal. Dans le groupe D, il est buteur lors de la 2e journée face au Maroc mais les Lusitaniens terminent dernier du groupe.

### Coupe du monde 2006
Après la finale perdue à l'Euro 2004, Cristiano réalise de bons matchs de qualifications à la Coupe du monde 2006. Il marque de nombreux buts en sélections et se hisse parmi les meilleurs buteurs de ces qualifications avec 7 buts en 12 matchs. Il joue notamment le match qualificatif face à la Russie (0-0) malgré le décès de son père le jour même, et est élu homme du match.
Lors de la Coupe du monde de 2006 disputée en Allemagne, il confirme ce statut en participant au parcours de la sélection portugaise en transformant un pénalty contre l'Iran lors du premier tour et en convertissant le tir au but de la qualification face à la sélection anglaise. Une polémique éclate lors du match Angleterre-Portugal lorsque le coéquipier de Ronaldo à Manchester United, Wayne Rooney, se fait expulser (il parle alors à l'arbitre à la suite d'un mauvais geste de l'Anglais),,. En huitièmes de finale face aux Pays-Bas (1-0), Ronaldo ne joue que les premières minutes du « Massacre de Nuremberg » (16 cartons, dont 4 rouges), le défenseur néerlandais Khalid Boulharouz s'essuyant les crampons sur le Portugais d'entrée de jeu.
Il quitte néanmoins la compétition en demi-finale, face à la France (1-0), le Portugal finira quatrième du mondial après la petite finale perdue face à l'Allemagne (3-1). À la fin du mondial, Luís Figo annonce sa retraite internationale, ce qui laisse Ronaldo comme un potentiel nouveau capitaine pour la sélection.

### Euro 2008
Comme pour les précédentes qualifications, Cristiano réalise un bon parcours en qualifications et devient un des meilleurs buteurs des qualifications. Luiz Felipe Scolari annonce en novembre 2006 qu'il compte bientôt donner le brassard de capitaine à Ronaldo, déclarant qu'il en a la personnalité pour. Le joueur de Manchester porte pour la première fois le brassard de capitaine le 6 février 2007 - le lendemain de ses 22 ans - lors d'un match amical face au Brésil (2-0). Il le restera définitivement.
Le 17 novembre 2007, à l'occasion d'un match comptant pour les éliminatoires de l'Euro 2008 : Portugal - Arménie (1-0), le nouveau capitaine portugais fête ses 50 capes avec le Portugal, à seulement 22 ans, et reçoit pour l'honneur une plaque commémorative des mains d'Eusébio.
En 2008, Luiz Felipe Scolari le sélectionne pour l'Euro. Ronaldo dispute trois rencontres dont deux en poules bien qu'étant blessé au pied droit. Le Portugal termine premier du groupe, Cristiano Ronaldo marque un but et fait une passe décisive à Ricardo Quaresma lors du match contre la République tchèque (victoire, 3-1), et est ensuite élu homme du match. En quart de finale, le Portugal se fait éliminer par l'équipe d'Allemagne sur le score de trois à deux.

### Coupe du monde 2010
Avec le Portugal, depuis 2008, il porte le numéro 7 de Luís Figo. Carlos Queiroz, qui connaît bien Ronaldo pour avoir été adjoint d'Alex Ferguson à Manchester United, est nommé pour succéder à Scolari. Ronaldo, souvent aligné comme avant-centre, ne marque qu'un seul but entre l'Euro 2008 et la Coupe du monde 2010 (un penalty contre la Finlande) et est critiqué au Portugal.
En 2010, cela fait déjà un moment que Ronaldo ne marque plus avec la Seleção, il est attendu au tournant. Il commence la Coupe du monde 2010 disputée en Afrique du Sud sur un match nul zéro à zéro contre la Côte d'Ivoire, où il ne trouve que le poteau en début de match. Ronaldo retrouve le chemin des filets (après 11 matchs sans buts) en participant à la large victoire des siens (7-0) contre la Corée du Nord. Le choc face au Brésil ne trouve pas vainqueur (0-0). Mais le Portugal est ensuite sorti dès les huitièmes de finale face à l'Espagne (1-0), futur vainqueur de la compétition. Cristiano Ronaldo quitte le mondial déçu et critiqué par la presse,.

### Euro 2012: Capitaine clé

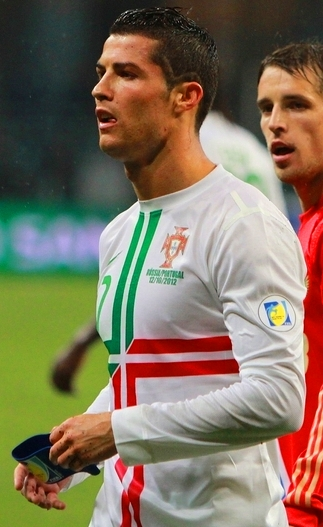
Cristiano Ronaldo avec le brassard du capitaine lors d'un match contre la Russie (2012).

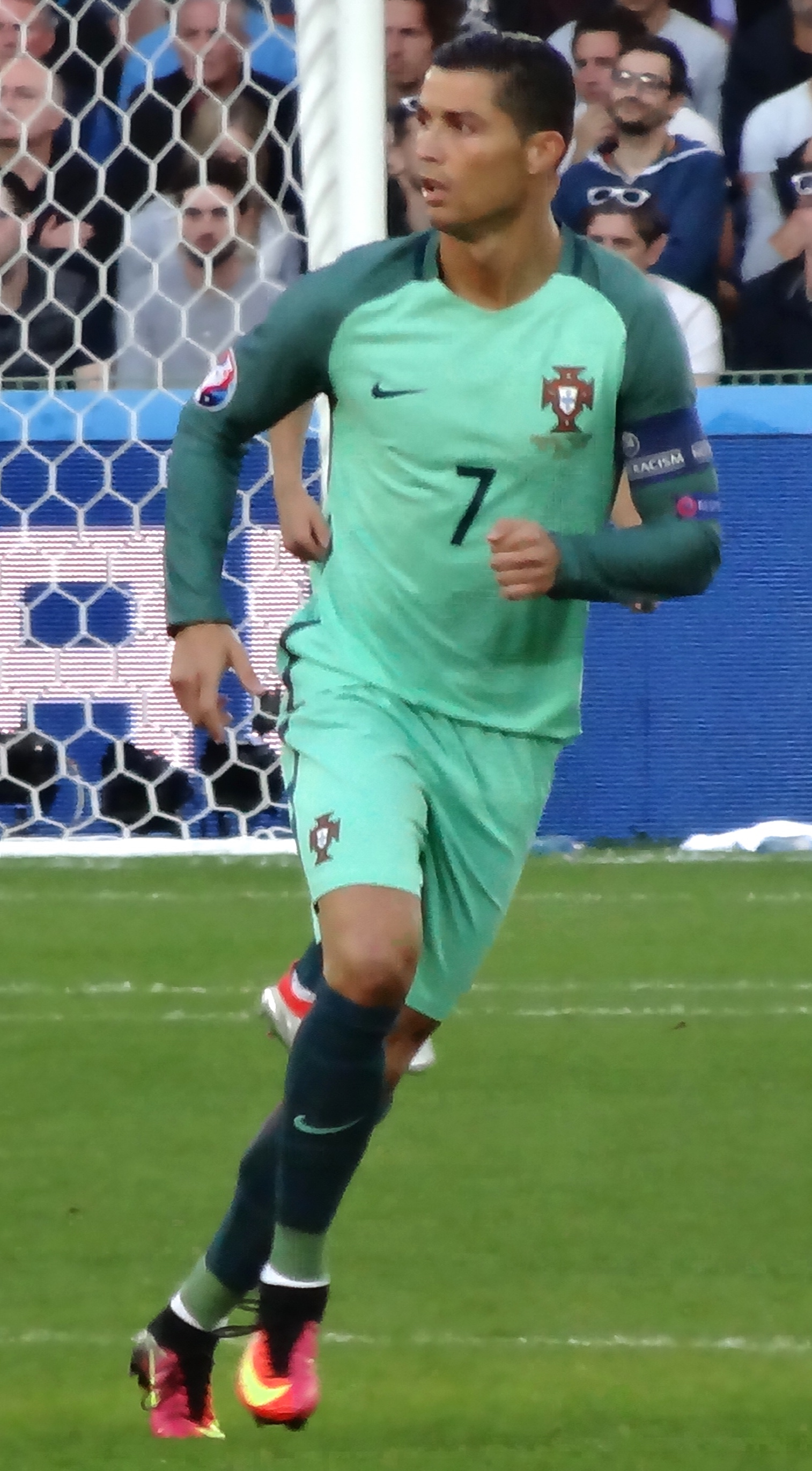
Cristiano Ronaldo et les siens s'imposent en France dans le cadre de l'Euro 2016.

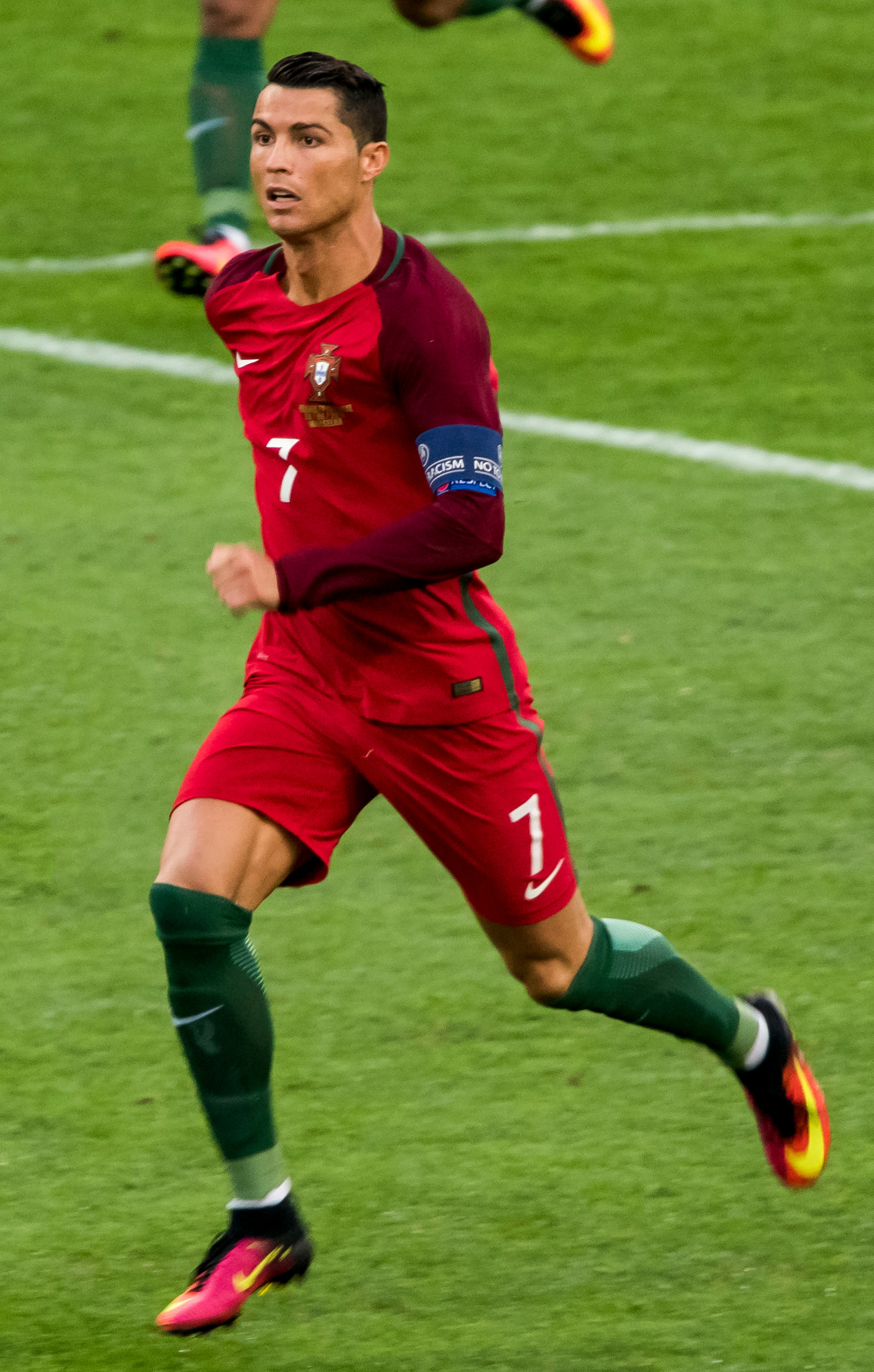
Cristiano Ronaldo avec la Seleção durant un match de l'Euro 2016 contre la Pologne.

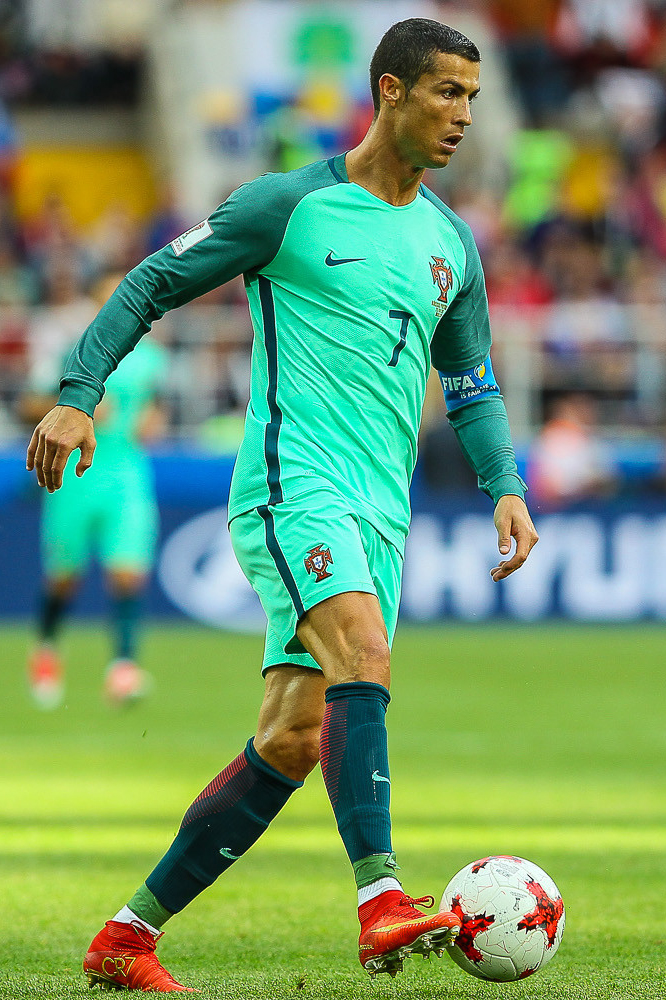
Cristiano Ronaldo à la Coupe des confédérations 2017.

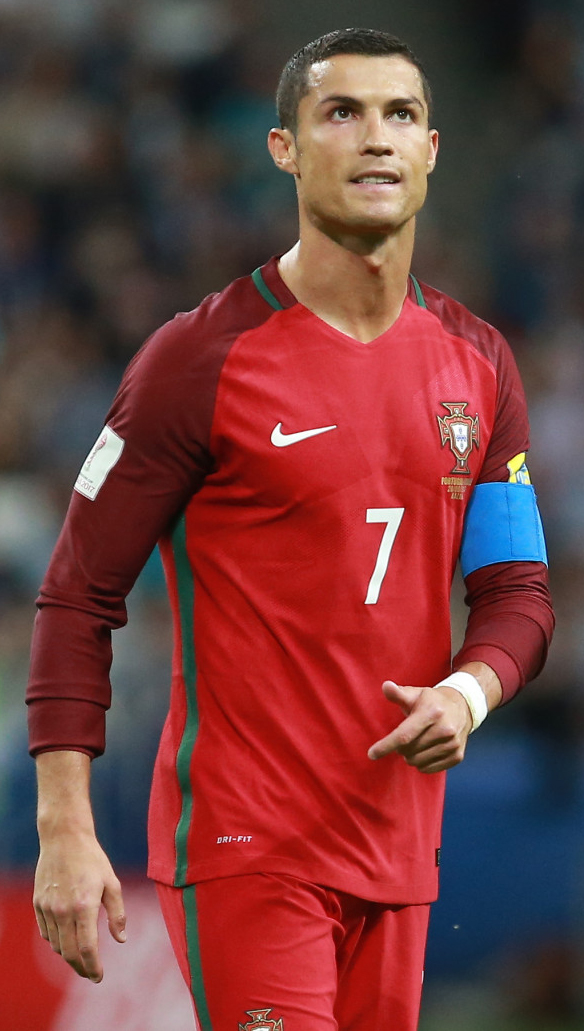
Cristiano Ronaldo sous les couleurs du Portugal avec le brassard de capitaine (2017).

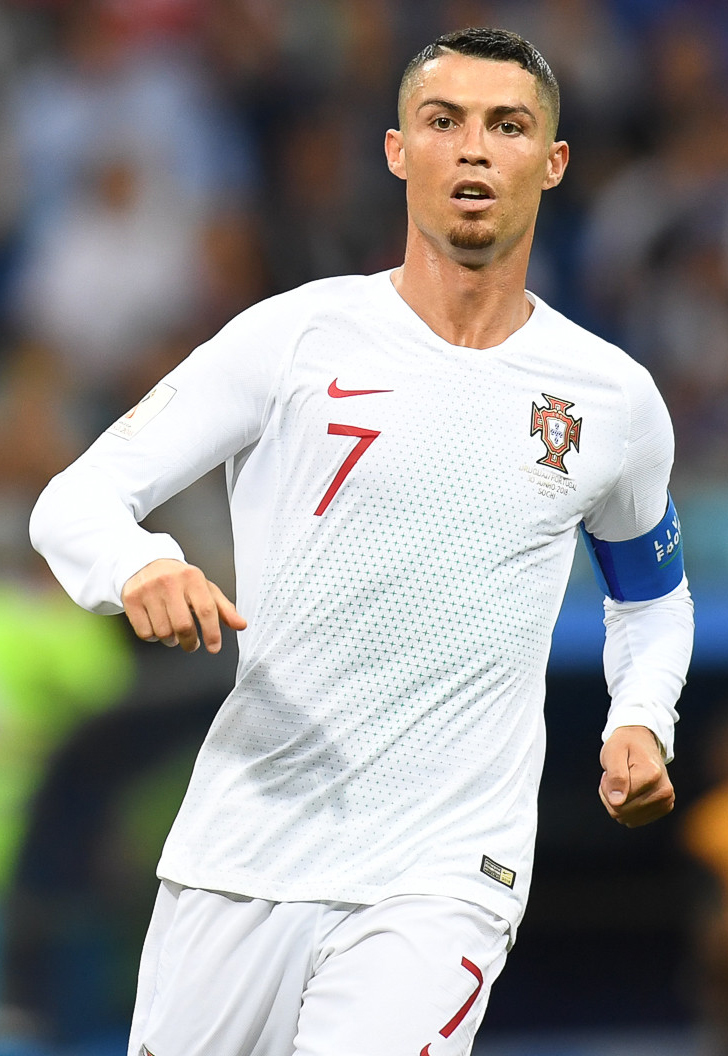
Cristiano Ronaldo avec le Portugal lors de la Coupe du monde 2018 disputée en Russie.

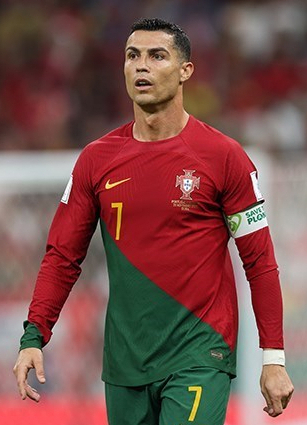
Cristiano Ronaldo lors de la Coupe du monde 2022 au Qatar.

Après avoir manqué les deux premiers matchs du Portugal (4-4 contre Chypre et défaite 1-0 en Norvège), Cristiano rejoint ses coéquipiers et le nouveau sélectionneur Paulo Bento et marque directement 2 buts lors de ses deux premiers matchs de qualifications.
Le Portugal joue ensuite face à l'Espagne et l'Argentine en amical, où le Madrilène marque (ainsi qu'un très beau but contre l'Espagne injustement refusé). Lors de la suite des éliminatoires, CR7 marque contre Chypre et le Danemark mais ces buts ne sont pas suffisants pour qualifier directement le Portugal à l'Euro 2012 puisque les Portugais perdent leur dernier match 2-1 au Danemark.
C'est donc en barrages que le sort du Portugal va se jouer, face à la Bosnie-Herzégovine. Après un (0-0) difficile à Zenica où Cristiano fut victime de lasers et hué où il déclara que la pelouse était mauvaise, le Portugal l'emporte (6-2) à Lisbonne avec un excellent Cristiano Ronaldo qui réalise un doublé et qui est à l'origine de tous les autres buts portugais de la rencontre. Le Portugal se qualifie donc à l'Euro 2012 et le journal L'Équipe met même en une « Merci Ronaldo ! », reléguant même le match de l'Équipe de France face à la Belgique (0-0) au second rang. Cristiano totalise 7 buts en 8 matchs lors des qualifications, ce qui fait de lui le quatrième meilleur buteur des éliminatoires au temps de jeu. Il égale au passage les 32 buts de Luís Figo en sélection.
Après une défaite face à l'Allemagne (1-0), le Portugal obtient sa première victoire dans l'Euro 2012 face au Danemark (3-2), mais Ronaldo manque deux face-à-face. Critiqué par la presse, il se rattrape face aux Pays-Bas (2-1) en réalisant une grosse prestation, avec un doublé à la clé. Il marque ensuite le but de la victoire (1-0) en quart de finale et est élu pour la seconde fois homme du match face à la République tchèque. En demi-finale, le Portugal est éliminé, après un match nul (0-0) par l'Espagne (4-2) aux tirs au but aux portes de la finale.

### Échec à la Coupe du monde 2014
Les matchs de qualifications pour la Coupe du monde 2014 au Brésil commencent et Cristiano Ronaldo commence par un but face au Luxembourg (2-1), et délivre une passe décisive à Hélder Postiga, lors de la victoire du Portugal face à l'Azerbaïdjan (3-0). Le 16 octobre 2012, Cristiano Ronaldo fête sa 100e sélection face à l'Irlande du Nord et en est honoré par l'UEFA, mais le Portugal enchaîne mal son parcours avec un nul (1-1), juste après une défaite (0-1) à Moscou face à la Russie.
Le 14 août 2013, il marque son 40e but en sélection lors d'un match nul (1-1) face aux Pays-Bas en match amical puis, il marque le 6 septembre 2013 son premier triplé avec le Portugal, devance le record d'Eusébio (41 buts) et permet au Portugal de l'emporter (4-2) en Irlande du Nord. Néanmoins, le Portugal finit deuxième du groupe derrière la Russie et doit passer à nouveau par les barrages. Cette fois-ci, les Lusitaniens doivent affronter la Suède de Zlatan Ibrahimović. Le 15 novembre 2013, première manche des barrages pour la Coupe du monde 2014, Cristiano Ronaldo inscrit le but de la victoire (1-0) face à la Suède à Lisbonne. Le 19 novembre 2013, Lors du match retour à Stockholm, il réalise un nouveau triplé pour une victoire (3-2) qui mènera finalement le Portugal au Brésil. Grâce à ce hat-trick, il égale le record de buts de la Seleção de Pauleta (47 buts). Le 5 mars 2014, lors d'un match amical victorieux face au Cameroun (5-1), le Lusitanien signe deux réalisations, ce qui lui permet de battre le record de buts de Pauleta et d'être le meilleur buteur de l'histoire de la sélection nationale avec 49 buts.
En fin de saison, les Portugais rejoignent le Brésil mais Cristiano est diminué à cause de sa blessure au genou gauche contractée plus tôt avec le Real. Il jouera tout de même l'intégralité des phases de groupe, mais ne pourra empêcher son équipe d'être éliminée à la surprise générale dès le premier tour de la Coupe du monde. Battu 4 à 0 par l'Allemagne, les Portugais ne réussissent pas à gagner face aux États-Unis lors de la deuxième journée (2-2). La différence de but trop faible (-3) ne permettra pas aux Lusitaniens de se qualifier pour les huitièmes de finale malgré la victoire 2-1 face au Ghana, où Ronaldo inscrit son premier but dans cette Coupe du monde et son cinquantième but avec la Seleção.

### Consécration à l'Euro 2016
Dans un groupe à 5 (la France, sixième équipe, étant qualifiée d'office comme pays hôte), le Portugal commence ses qualifications sur une défaite en Albanie (0-1). Paulo Bento, sélectionneur du Portugal depuis 2010, démissionne à la suite de ce match et l'échec lors de la précédente Coupe du Monde. Il sera remplacé par Fernando Santos. Le Portugal n'enchaînera alors que des victoires lors de qualifications, Ronaldo marquant 5 buts, notamment un but dans le bout du temps additionnel au Danemark et un hat-trick en Arménie. Le Portugal se qualifie lors de l'avant-dernier match avec la victoire lors de la réception du Danemark (1-0).
Tout comme à l'Euro 2012, Ronaldo rentre mal dans son Euro et essuie les critiques. Il ne parvient ni à marquer contre l'Islande (1-1) ni contre l'Autriche (0-0) dans un match où il bat le record de sélections de Luís Figo mais rate un penalty crucial en fin de match. Lors du 3e match de poule contre la Hongrie (3-3), CR7 marque 2 buts et donne une passe décisive. Il est élu homme du match et le Portugal se qualifie de justesse en terminant parmi les meilleurs 3e grâce au nouveau format mis en place dans la compétition. En 8es de finale, contre la Croatie (1-0 a.p), Ronaldo est impliqué dans le but victorieux de Ricardo Quaresma en toute fin de match. Face à la Pologne (1-1) (5-3 t.a.b), il inscrit le 1er tir au but de la séance. En demi-finale face au pays de Galles (2-0), il est à nouveau désigné homme du match avec un but et une passe décisive. En finale face à la France (1-0 a.p) au Stade de France, CR7 sort prématurément à la suite d'un contact, jugé réglementaire par l'arbitre, sur son genou gauche de Dimitri Payet. Il tente de revenir plusieurs fois sur le terrain, mais cède finalement sa place à Ricardo Quaresma dès la 25e minute. Le Portugal s'imposera finalement sur un but d'Éder en prolongations, remportant donc le 1er trophée de son histoire.

### Coupe des confédérations 2017
Grâce à sa victoire en finale de l'Euro 2016, le Portugal de Cristiano Ronaldo se qualifie pour la Coupe des confédérations 2017. En phase de groupe, les champions d'Europe portugais affrontent la Russie (pays organisateur), le Mexique et la Nouvelle-Zélande. Face au Mexique, Ronaldo délivre une passe décisive pour Ricardo Quaresma mais ne peut empêcher le match nul (2-2). Lors du 2e match contre la Russie, il marque le seul but de la rencontre (1-0) et permet au Portugal de prendre la 1re place du groupe. Grâce à ce but, il devient le 1er joueur de l'histoire à avoir marqué dans 8 phases finales consécutives en compétitions internationales, depuis l'Euro 2004 il marque au moins un but dans chaque tournoi. Lors du dernier match de poule face à la Nouvelle-Zélande, il marque un but sur penalty, les portugais l'emportent 4-0 et sont qualifiés pour les demi-finales en terminant 1er du groupe B. Contre le Chili en demi-finale, le Portugal fait match nul (0-0 a.p) mais perd aux tirs au but (3-0) après avoir vu ses 3 premiers tirs arrêtés par Claudio Bravo. Cristiano, nouveau papa de jumeaux, est autorisé à aller rejoindre ses deux nouveau-nés et ne joue donc pas le match pour la 3e place face au Mexique, mais son équipe l'emporte 2-1 en prolongations, avec des buts de Pepe qui a égalisé à la 91e minute et Adrien Silva (104e sur penalty).

### Coupe du monde 2018
Ronaldo commence les qualifications à la Coupe du monde 2018, ayant lieu en Russie, face à Andorre, il marque le 1er quadruplé de sa carrière avec le Portugal et son équipe l'emporte 6-0. Il marque de nouveau un but face aux îles Féroé et le Portugal s'impose une nouvelle fois 6-0. Ronaldo se montre encore décisif face à la Lettonie en marquant 2 buts, il rate aussi un pénalty pendant ce match. Il marque ses 69e et 70e buts internationaux contre la Hongrie lors de la victoire 3-0 du Portugal. Au match retour contre la Lettonie le 9 juin 2017, il se montre encore décisif en inscrivant un doublé et en délivrant une passe décisive. Lors du match retour contre les îles Féroé (5-1), il marque un triplé et délivre une passe décisive, ses 3 buts lui permettent de devenir le 2e meilleur buteur de l'histoire pour une sélection européenne derrière le Hongrois Ferenc Puskás et ses 84 buts. Il devient par la même occasion, avec ses 14 buts marqués, le meilleur buteur européen en éliminatoires d'une Coupe du monde ex æquo avec Predrag Mijatović, qui avait, lui aussi, inscrit 14 buts lors des éliminatoires de la Coupe du monde 1998 dont 7 en barrages. Le 3 septembre 2017, Ronaldo délivre une passe décisive pour André Silva face à la Hongrie, le Portugal l'emporte 1-0 à l'extérieur. Le 8 octobre 2017, il est remplaçant contre Andorre mais il entre dès la 2e mi-temps et marque un but qui permet au Portugal de l’emporter 2-0.
Lors du premier match de poule du (groupe B) le 15 juin 2018, il marque un triplé (dont un penalty et un coup-franc direct) contre l'Espagne (3-3) et permet à son équipe de prendre un point. Grâce à ce triplé, il devient le 1er joueur de l'histoire à avoir marqué dans 8 tournois majeurs internationaux consécutifs (Coupe du monde et Euro), depuis l'Euro 2004 et le 4e joueur à marquer au moins un but lors de quatre Coupes du monde différentes après les Allemands Miroslav Klose et Uwe Seeler ainsi que le brésilien Pelé. Il devient aussi le 1er joueur de l'histoire à avoir marqué dans 9 phases finales consécutives en compétitions internationales, depuis l'Euro 2004, le plus vieux joueur à inscrire un triplé lors d'un même match en Coupe du monde à l'âge de 33 ans et 4 mois ainsi que le troisième joueur du Portugal à inscrire au moins trois buts lors d'un même match de Coupe du monde, après Eusébio contre la Corée du Nord en 1966 (4 buts) et Pauleta face à la Pologne en 2002 (3 buts). Son premier but inscrit après quatre minutes de jeu devient le but le plus rapide pour le Portugal en Coupe du monde depuis 52 ans, et celui inscrit en 1966 par José Augusto contre la Hongrie (1 minute et 35 secondes). Pendant le match, il devient le joueur le plus rapide du monde, avec une pointe de vitesse de 38,9 km/h pendant une contre-attaque, battent l'ancien record de Arjen Robben (37 km/h).
Pour son deuxième match dans le groupe B, le Portugal s'impose 1-0 face au Maroc sur un but marqué de la tête par Cristiano Ronaldo après quatre minutes de jeu. En marquant son 85e but avec le Portugal, il devient le meilleur buteur européen en sélection nationale, battant l'ancien record qui datait de 1956, détenu par Ferenc Puskás qui avait marqué 84 buts avec la Hongrie et se classe dorénavant meilleur buteur mondial en sélection nationale à égalité avec l'Iranien Ali Daei, avec 109 buts inscrits. Le Portugal perd en 1/8e de finale contre l'Uruguay (1-2) où Ronaldo n'aura pas marqué. Les Portugais sont donc éliminés de la Coupe du monde.

### Victoire en Ligue des nations 2019 puis record à l'Euro 2021
| Nombre     | Date           | Lieu     | Adversaire     | Buts | Tour            |
| 1er        | 12 juin 2004   | Porto    | Grèce          | 1    | Poules          |
| 2e         | 30 juin 2004   | Lisbonne | Pays-Bas       | 1    | Demi-finale     |
| 3e         | 11 juin 2008   | Genève   | Tchéquie       | 1    | Poules          |
| 4e et 5e   | 17 juin 2012   | Kharkiv  | Pays-Bas       | 2    | Poules          |
| 6e         | 21 juin 2012   | Varsovie | Tchéquie       | 1    | Quart-de-finale |
| 7e et 8e   | 22 juin 2016   | Lyon     | Hongrie        | 2    | Poules          |
| 9e         | 6 juillet 2016 | Lyon     | Pays de Galles | 1    | Demi-finale     |
| 10e et 11e | 15 juin 2021   | Budapest | Hongrie        | 2    | Poules          |
| 12e        | 19 juin 2021   | Munich   | Allemagne      | 1    | Poules          |
| 13e et 14e | 23 juin 2021   | Budapest | France         | 2    | Poules          |

Après la Coupe du monde 2018 en Russie, Cristiano Ronaldo fait savoir à son sélectionneur, Fernando Santos, qu'il souhaite mettre de côté la sélection portugaise pour pouvoir prendre ses marques dans son nouveau club, la Juventus de Turin. Il fait l'impasse sur six matchs et effectue son retour avec le Portugal pour affronter la Bosnie-Herzégovine le 22 mars 2019 et la Croatie le 25 mars 2019, deux rencontres comptant pour les qualifications de l'Euro 2020. Le 5 juin 2019, il marque un triplé contre la Suisse en demi-finale de la Ligue des nations à l'Estádio do Dragão de Porto (3-1). Le 9 juin, il remporte la première Ligue des Nations avec la sélection portugaise en battant les Pays-Bas en finale sur le score de 1-0. C'est son second titre avec la sélection portugaise après l'Euro 2016. Il est par ailleurs le meilleur buteur de la phase finale grâce à son triplé contre la Suisse.
Le 15 juin 2021, Ronaldo inscrit un doublé lors du premier match du Portugal à l'Euro 2020 contre la Hongrie (victoire 3-0) à Budapest. Totalisant ainsi 11 buts en phase finale du championnat d'Europe, il dépasse Michel Platini, ancien détenteur du record. De plus, il devient le premier joueur à participer et marquer lors de cinq Euros et onze tournois internationaux consécutifs. Quatre jours plus tard, il ajoute une unité à ce record lors d’une défaite 4-2 face à l’Allemagne puis deux autres contre la France (2-2), ce qui porte à 109 son total de buts en sélection, égalant le record mondial de l'Iranien Ali Daei. Après avoir terminé troisième de son groupe, le Portugal est finalement éliminé en huitième-de-finale face à Belgique (0-1). Ronaldo finit meilleur buteur de la compétition à égalité (5 buts) avec le tchèque Patrik Schick.

### Coupe du monde 2022
Après l'Euro, le Portugal poursuit sa campagne de qualification pour la Coupe du monde 2022 qui a lieu au Qatar. Les Lusitaniens terminent deuxièmes de leur groupe derrière la Serbie, les obligeant à passer à nouveau par les barrages. Si Ronaldo n'est pas décisif, leurs victoires en demi-finale contre la Turquie (3-1) puis la Macédoine du Nord (2-0) en finale suffisent pour se qualifier pour le Mondial. Entre-temps, ils sont éliminés de la course au final four de la Ligue des Nations, devancés par l'Espagne. Malgré seulement deux buts sur ses dix derniers matchs en sélection, Cristiano Ronaldo est sélectionné par Fernando Santos en tant que capitaine pour participer à la compétition au Qatar. Alors que les médias présentent le tournoi comme le dernier grand rendez-vous international de Cristiano Ronaldo, celui-ci fait savoir qu'il aimerait poursuivre jusqu'à l'Euro 2024.
Buteur lors du premier match du Portugal face au Ghana (victoire, 3-2), Cristiano Ronaldo devient le premier joueur à marquer lors de cinq Coupes du monde différentes et égale le record de participations dans la compétition. Muet à partir du deuxième match remporté deux buts à zéro contre l'Uruguay, il est désigné remplaçant en huitième-de-finale contre la Suisse (victoire, 6-1), ce qui ne lui était plus arrivé en grande compétition depuis l'Euro 2008. Quatre jours plus tard, le Portugal est éliminé à la surprise générale par le Maroc (défaite 1-0) qui accède au dernier carré du Mondial pour la première fois de son histoire. Entré en cours de jeu, le Portugais quitte le terrain en larmes.

### Euro 2024
En juin 2023, lors des éliminatoires de l'Euro 2024 face à l'Islande, Cristiano Ronaldo devient le premier joueur de l'histoire du football à franchir le cap des 200 sélections en équipe nationale, lui permettant de rentrer dans le Livre Guinness des records,. La sélection portugaise termine finalement première de son groupe et se qualifie aisément pour la phase finale après un 100 % de victoire. En mai 2024, le capitaine lusitanien fait partie de la liste des 26 joueurs convoqués par Roberto Martinez pour disputer l'Euro 2024 après avoir inscrit dix buts en autant de rencontres pendant les qualifications. 
Titulaire sans marquer contre la République tchèque (victoire, 2-1) lors du premier match de poule,, il délivre ensuite sa septième passe décisive contre la Turquie (victoire, 3-0) et devient à cette occasion le meilleur passeur de l'histoire du championnat d'Europe,. Qualifié après ces deux victoires, le Portugal s'incline deux buts à zéro contre la Géorgie,. En huitième de finale, le Portugal affronte la Slovénie et remporte le match à la suite de la séance des tirs au but (0-0, 3-0 t.a.b),. Malgré son échec sur penalty durant la rencontre qui aurait pu donner la victoire à son pays, Ronaldo réussit son tir au but. La Seleção est finalement éliminée par la France aux tirs au but lors des quarts de finale (0-0, 5-3 t.a.b),. Pour son « dernier Euro », Cristiano Ronaldo sera resté muet pendant toute la compétition dans laquelle il détient tout de même les records de participations (6), de nombre de matchs joués (26) et de buts inscrits (14).

### Ligue des nations 2025
Le 5 septembre 2024, lors d'un match contre la Croatie en phase de groupes de la Ligue des nations (victoire, 2-1), Cristiano Ronaldo inscrit le 900e but de sa carrière professionnelle grâce à un centre aérien en profondeur de Nuno Mendes,,. Le 8 septembre 2024, alors qu'il est remplaçant au coup d'envoi, il permet à son équipe de s'imposer contre l'Écosse sur un centre de Nuno Mendes en toute fin de rencontre (victoire, 2-1),,. Le 4 juin 2025, il inscrit le deuxième but de son équipe sur un centre de Nuno Mendes lors des demi-finales de la Ligue des nations contre l'Allemagne (victoire, 1-2),. Ce succès permet à la Seleção de remporter sa première victoire contre la Mannschaft depuis 25 ans,.
Le 8 juin 2025, le Portugal affronte l'Espagne en finale de la Ligue des nations. Lors de ce match, Cristiano Ronaldo est l'auteur d'un but, son 138e avec l'équipe nationale en 221 sélections,. Au terme du temps réglementaire puis de la prolongation, les deux équipes sont dos à dos (match nul, 2-2). Le Portugal s'impose aux tirs au but sur le score de 5-3 et la Seleção remporte la deuxième Ligue des nations de son histoire après l'édition 2018-2019 contre les Pays-Bas,,.

## Style de jeu: de pur ailier à buteur hors-pair

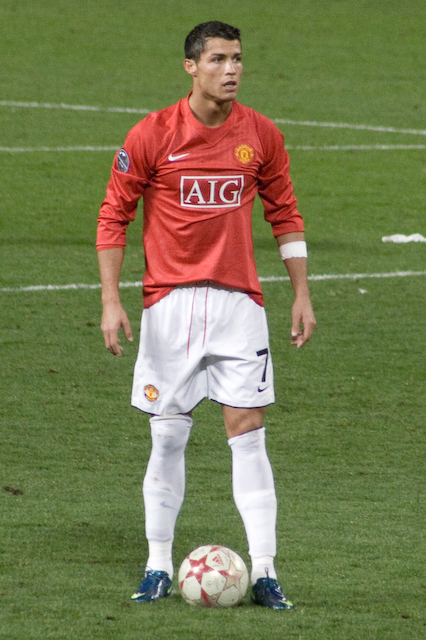
Cristiano Ronaldo se préparant à tirer un coup franc sous les couleurs de Manchester United (2008).

Au début de sa carrière, Cristiano Ronaldo évolue comme un pur ailier, position où il peut exprimer ses principales qualités comme le sens du dribble et la vitesse. Il fait d’ailleurs partie pendant longtemps des joueurs les plus rapides du monde (son record est de 38,6 km/h). Plus jeune, il est à l’aise des deux côtés du terrain mais préfère la gauche pour pouvoir frapper au but dans un profil de « faux pied ». De plus, sa technique individuelle lui donne une grande capacité d’élimination de ses adversaires et fait de lui un danger constant pour les défenses. La réalisation de ses gestes techniques, parfois à l’excès, lui donne un esthétisme particulier et une renommée grandissante chez les supporters. Malgré quelques essais dans l’axe à Manchester United initiés par l’entraîneur Sir Alex Ferguson, le Portugais reste attiré par le jeu dans les couloirs où il est le plus efficace pour l’équipe.
Ronaldo conserve dans un premier temps ces caractéristiques lors de son arrivée au Real Madrid en 2009 avant de modifier progressivement sa manière de jouer sous Carlo Ancelotti (2013-2015) puis Zinédine Zidane (2016-2018). Placé dans un trio d’attaque composé de Gareth Bale et Karim Benzema voire Isco, il dispose d’une plus grande liberté de déplacement malgré son attirance naturelle pour le côté gauche. Moins rapide, moins dribbleur mais beaucoup plus fort devant le but, le Portugais change alors de registre pour devenir un attaquant plus axial où son excellente finition profite au collectif. Sa participation au jeu courant décline et ses efforts défensifs deviennent quasi nuls. Cette nouvelle position lui permet d’améliorer considérablement ses statistiques individuelles, d’autant qu’il est le tireur numéro 1 des coups francs et des penalties où son efficacité est tout aussi clinique. Dans ce domaine de jeu, il se singularise également par sa préparation préalable aux pas d'élan, à la manière d'un robot ou d'un buteur de rugby à XV. Joueur puissant grâce à son corps sculpté ardemment et très intelligent dans son placement, il est relativement complet marquant aussi bien du pied droit que du gauche ou de la tête grâce à une détente au-dessus de la moyenne.
Il poursuit cette mutation dans ses différents clubs (Juventus FC, Manchester United lors de son second passage et au Al-Nassr FC) ainsi qu’en sélection du Portugal. Aligné initialement avec un autre attaquant axial pour ne pas supporter à lui seul le poids de la défense, ses entraîneurs n’hésitent pas à le laisser seul en pointe vers la fin de sa carrière.
À son détriment, son côté provocateur, ses simulations sur le terrain et son côté égocentrique et égoïste lui ont souvent valu des critiques,. Son impulsivité est également relevée par ses détracteurs comme l'atteste son nombre d'expulsions (11), un total plutôt élevé pour un joueur offensif.

## Rivalité avec Lionel Messi

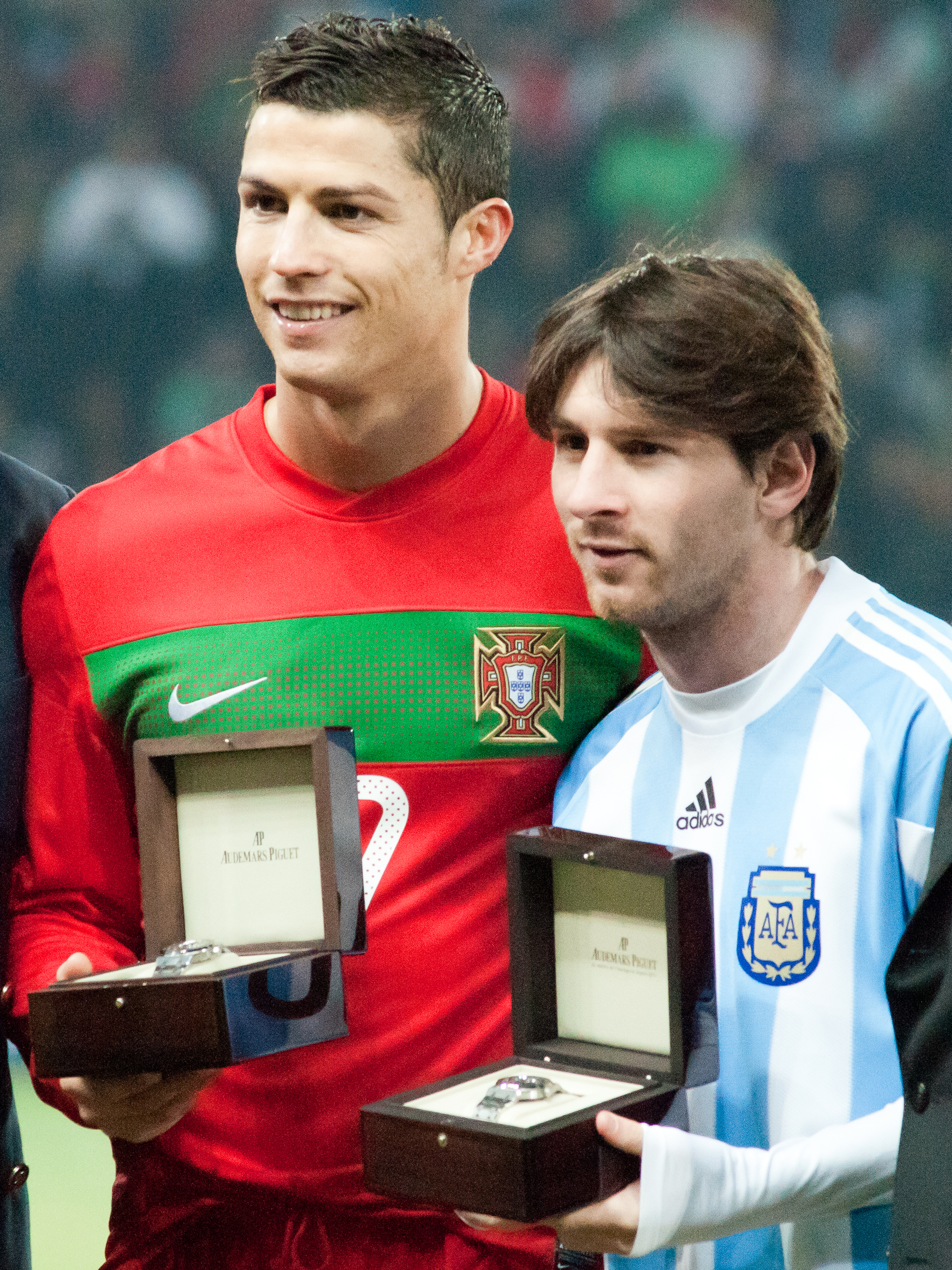
Cristiano Ronaldo et Lionel Messi avant un match amical entre le Portugal et l'Argentine (2011).

Bien qu'ils n'aient aucune ressemblance physique ni dans leur style de jeu, une rivalité s'est installée entre Cristiano Ronaldo et l'Argentin Lionel Messi durant leur carrière, étant considérés par beaucoup d'observateurs comme les deux meilleurs joueurs de leur génération ,,.
Débuté à la fin des années 2000 lors de rencontres de Ligue des champions, ce duel — principalement entretenu par les médias mais relativisé par les deux intéressés, — connaît son apogée lors du passage de Ronaldo au Real Madrid entre 2009 et 2018 où il dispute le championnat espagnol face à Lionel Messi qui évolue dans le club rival, le FC Barcelone. La rencontre entre les deux clubs, appelée « El Clásico », est l'une des occasions de voir se confronter les deux joueurs durant la saison. De plus, ils s'affrontent à quelques reprises avec leur équipe nationale respective, l'Argentine pour Messi et le Portugal pour Ronaldo. Les deux attaquants se disputent ainsi régulièrement les titres de meilleur buteur et meilleur joueur dans les compétitions auxquelles ils participent. En 2023, alors qu'ils ont tous les deux quitté le football européen et que Lionel Messi a été sacré champion du monde quelques mois plus tôt avec l'Argentine, Cristiano Ronaldo déclare que leur rivalité est « terminée ».

## Aspects socio-économiques

### Impact médiatique

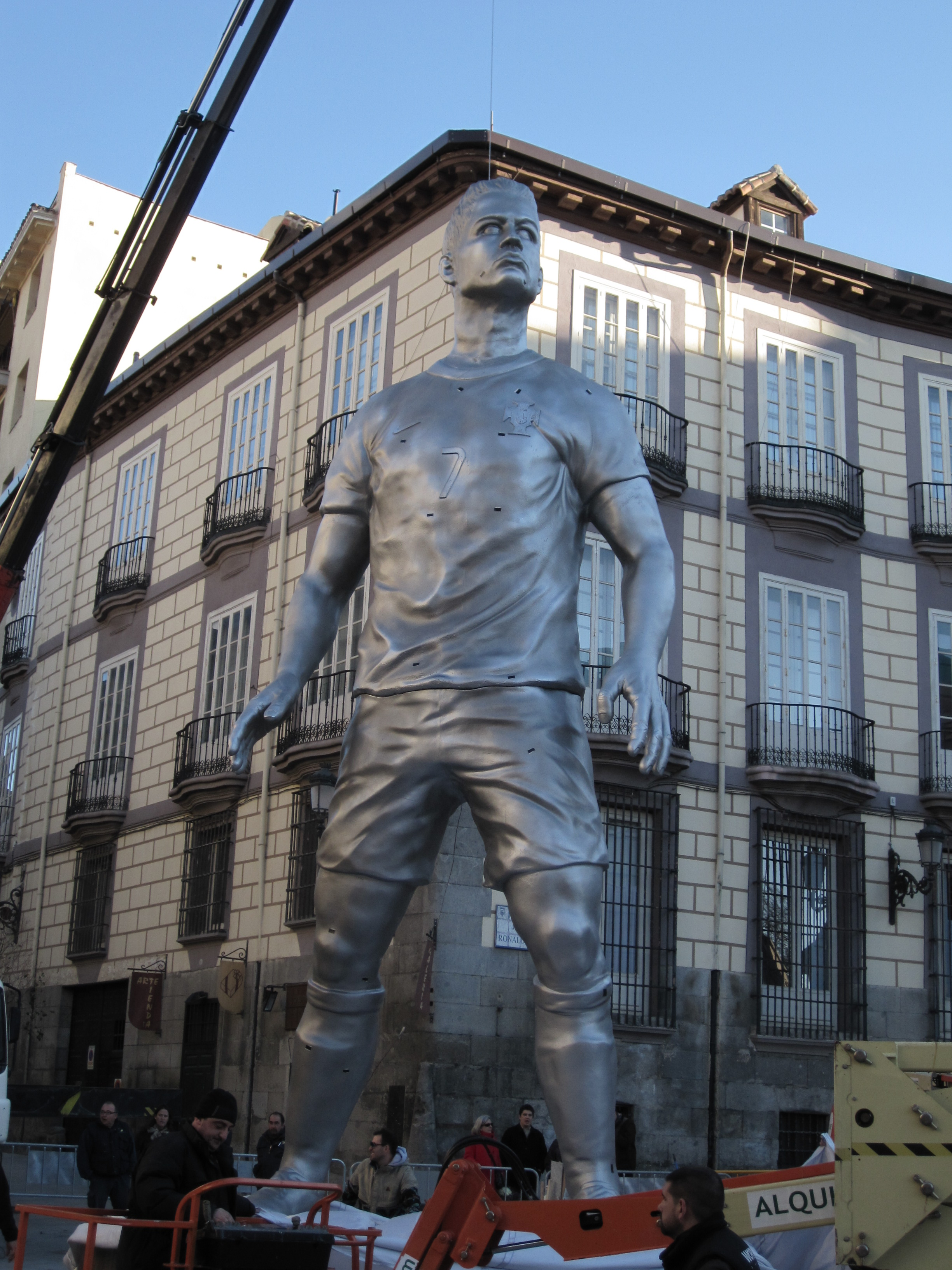
Statue de Cristiano Ronaldo à Madrid, semblable à celle de Lisbonne.

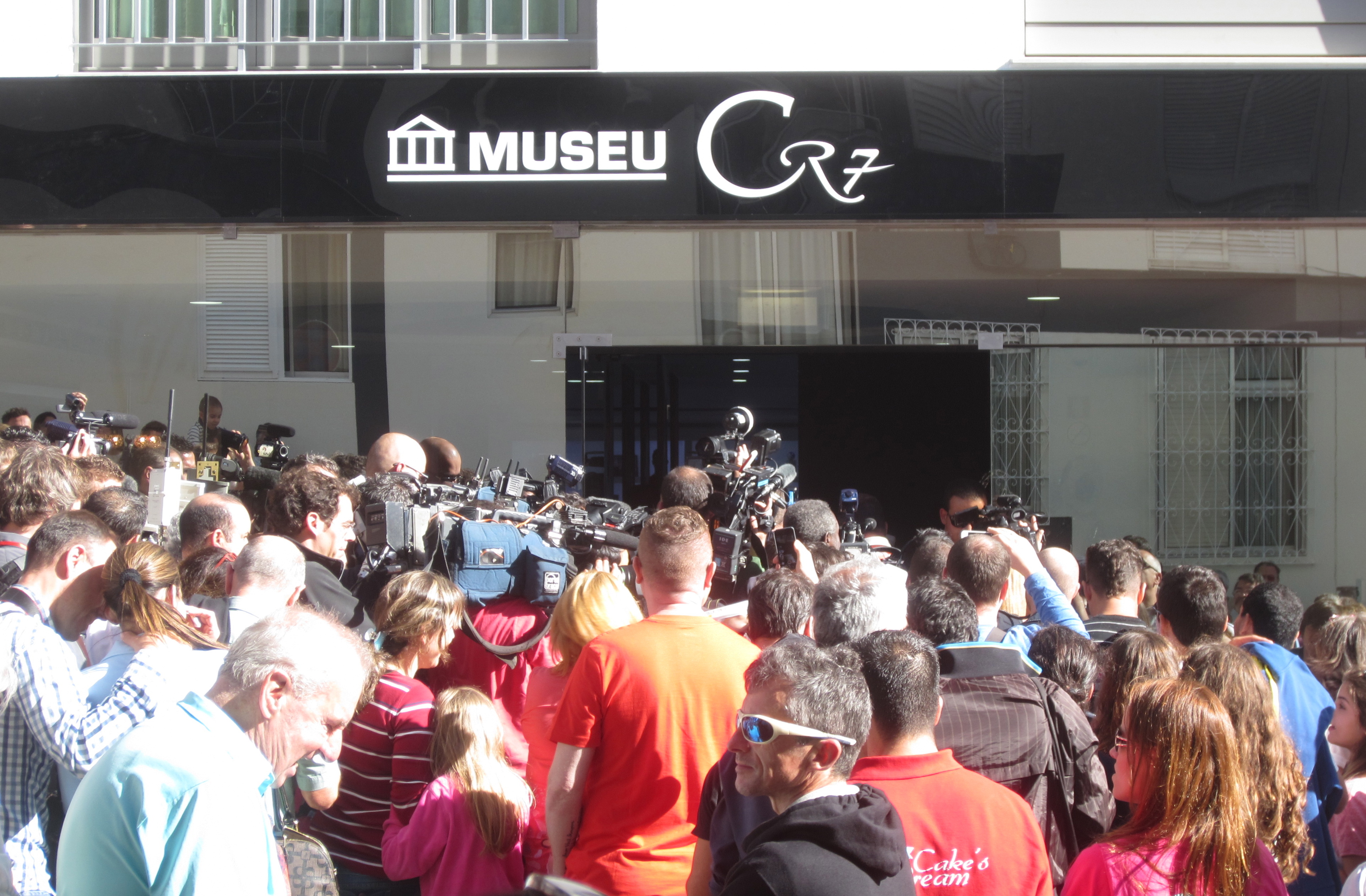
Le musée CR7 situé à Funchal, sur l'île de Madère, son île natale.

Cristiano Ronaldo est un des sportifs les plus médiatisés de sa génération. Une statue le représentant a été élevée à Lisbonne dans le centre commercial Colombo et à Madrid sur la plaza Ramales. Ces sculptures grises de plus de dix mètres de haut du joueur portugais ont été érigées par Nike, son sponsor. En août 2010, il atteint les 10 millions de fans sur Facebook. Un an plus tard, il atteint les 30 millions de fans sur le même réseau social, puis dépasse le cap des 50 millions en octobre 2012.
Le 15 décembre 2013, le musée CR7 de Ronaldo est inauguré dans sa ville natale à Funchal. Il y est implanté une statue à son effigie notamment.
En octobre 2014, il devient le premier sportif à dépasser les 100 millions de fans sur ce réseau social. En février 2016, il devient le 1er sportif à dépasser la barre des 200 millions de followers sur les réseaux sociaux Facebook, Twitter et Instagram.
En 2017, l'aéroport de l'île de Madère est rebaptisé au nom de ce footballeur (aéroport international de Madère Cristiano-Ronaldo). En 2021, il franchit la barre les 300 millions de followers sur Instagram. L'année suivante, il dépasse celle des 400 millions, devenant la personnalité la plus suivie du réseau social.

### Humanitaire
Le 15 décembre 2013, Cristiano Ronaldo inaugure son propre musée à Madère où sont exposées les récompenses et les trophées qu'il a acquis au cours de sa carrière. Après le tsunami de décembre 2004, Ronaldo organise une récolte de fonds pour aider les villageois asiatiques touchés et visitera la province d'Aceh en Indonésie en juin 2005. Il invite même un jeune indonésien de 11 ans à un match de la sélection portugaise.
Il a rencontré le vice-président de la république d'Indonésie, Jusuf Kalla, et le président de la république démocratique du Timor oriental, Xanana Gusmão. Le joueur a réussi à obtenir 66 000 livres sterling (environ 95 000 euros) en vendant aux enchères ses affaires personnelles de sport à Jakarta, en Indonésie.
Lors de la tempête à Madère en 2010, il organise un match de football de charité entre le FC Porto et les joueurs des clubs madérois du Marítimo et du Nacional, clubs de football de l'archipel. De plus, lors du match du Real Madrid contre le Villarreal CF, il célèbre son but en montrant son tee-shirt où il est inscrit Madeira. En juin 2010, avant la Coupe du monde, il rend visite à des enfants malades dans un hôpital de Lisbonne et leur offre des maillots du Portugal.
Lors du séisme de 2011 à Lorca, le Real Madrid a disputé le 18 mai 2011 le temps d’une journée intitulée : « Tous avec Lorca », un match amical contre une sélection de joueurs de Murcie visant à récolter des fonds pour les victimes du tremblement de terre qui a frappé la ville de Lorca, le 11 mai 2011. Cristiano Ronaldo et ses partenaires merengue sont venus sur place, d’abord à l’hôtel de ville pour recevoir les remerciements du premier magistrat de Lorca, puis dans le quartier de La Viña, le plus touché par le séisme. Si les Merengues ont été accrochés (2-2), Karim Benzema et Cristiano Ronaldo inscrivant les buts madrilènes, la rencontre disputée au Stade Nueva Condomina a réuni 31 000 personnes et permis de récolter près de 500 000 euros pour venir en aide aux victimes d'un drame qui a coûté la vie à neuf personnes.
Mis au contact par son agent Jorge Mendes avec un jeune enfant de 9 ans souffrant d'un cancer nommé Nuhazet, Cristiano Ronaldo le rencontre le soir du dernier match de Liga 2011-2012 contre Majorque. Il lui dédiera ce soir là son but avant de le rencontrer dans les locaux du stade Santiago-Bernabéu. Il acceptera même de payer son traitement que ses parents ne pouvaient pas payer. Cristiano Ronaldo a également fait don de son soulier d'or 2011 à une vente aux enchères, d'une valeur d'1,5 million d'euros, pour venir en aide aux enfants palestiniens de Gaza. En 2016, il fait don de l’intégralité de sa prime de victoire en Ligue des champions, soit 600 000 euros, à une œuvre de charité.

### Contrats publicitaires
Cristiano Ronaldo a été nommé joueur le plus sexy de l'Euro 2004, de la Coupe du monde 2006, de l'Euro 2008 et sportif le plus sexy de l'année 2012. Il a été la vedette de publicités pour Suzuki, Nike, Extra Joss (une boisson énergétique en Indonésie) et Pepe Jeans. Il apparaît aussi sur les jacquettes des jeux FIFA Street 2, Pro Evolution Soccer 2008, Pro Evolution Soccer 2012, Pro Evolution Soccer 2013, FIFA 18 et FIFA 19.
Il a également été le représentant de la marque de boisson américaine Coca-Cola en Asie. En 2009, il tourne une publicité pour la banque portugaise Banco Espírito Santo. Un an plus tard, en 2010, Cristiano Ronaldo devient l'égérie de la marque vestimentaire Giorgio Armani et des sous-vêtements Emporio Armani, au côté de l'actrice américaine Megan Fox.
À plusieurs reprises, il est acteur de spots publicitaires pour les magasins Modelo, groupe Sonae, au Portugal. Quelques semaines avant le Mondial 2010, Cristiano Ronaldo a également tourné une publicité intitulée « Écris le futur » pour la franchise Nike : il est parodié dans Les Simpson mettant un petit pont à Homer qui s'écrie « Ronal… D'oh! ». Il a fait la couverture de Vanity Fair en sous-vêtement. Il apparaît aussi en Angleterre en héros de publicités pour la société Castrol. On le voit également dans un spot publicitaire pour le gel Clear Men.
En mai 2015, il devient ambassadeur de la salle de poker en ligne PokerStars, rejoignant d'autres grands footballeurs ou sportifs comme les Brésiliens Ronaldo et Neymar, ou le tennisman espagnol Rafael Nadal. Au printemps 2016, Ronaldo est devenu l'ambassadeur d'un site de trading israélo-chypriote, Xtrade. Cristiano Ronaldo gagne également de l'argent pour des publications sponsorisées sur le réseau social Instagram. Selon une étude de Buzz Bingo publiée en octobre 2019, il aurait remporté 44 M€ sur douze mois grâce à 49 messages publicitaires.

### Revenus
Ce tableau présente une estimation des revenus bruts annuels de Cristiano Ronaldo, comprenant salaires, primes et contrats publicitaires.
| Année     | Revenus (Dollar) | Revenus (Euro)  |
| --------- | ---------------- | --------------- |
| 2002-2006 | 43 000 000 $     | 37 100 000 €    |
| 2007      | 19 000 000 $     | 12 800 000 €    |
| 2008      | 21 000 000 $     | 13 100 000 €    |
| 2009      | 30 000 000 $     | 19 800 000 €    |
| 2010      | 36 000 000 $     | 25 700 000 €    |
| 2011      | 38 000 000 $     | 29 200 000 €    |
| 2012      | 42 500 000 $     | 34 000 000 €    |
| 2013      | 73 000 000 $     | 53 300 000 €    |
| 2014      | 80 000 000 $     | 64 000 000 €    |
| 2015      | 79 500 000 $     | 72 700 000 €    |
| 2016      | 88 000 000 $     | 74 300 000 €    |
| 2017      | 93 000 000 $     | 83 400 000 €    |
| 2018      | 108 000 000 $    | 96 600 000 €    |
| 2019      | 109 000 000 $    | 96 100 000 €    |
| 2020      | 105 000 000 $    | 92 000 000 €    |
| 2021      | 120 000 000 $    | 103 000 000 €   |
| 2022      | 115 000 000 $    | 108 500 000 €   |
| 2023      | 136 000 000 $    | 128 400 000 €   |
| Total     | 1 336 000 000 $  | 1 144 000 000 € |

Note : en 2023, le salaire brut mensuel moyen d'un joueur évoluant en Ligue 1 est d'environ 100 000 €, soit 1 200 000 € par an. Les revenus en euros sont directement calculés à partir de la moyenne du taux de change Euro/Dollar de l'année étudiée.

### Évasion fiscale
Le 2 décembre 2016 éclate le scandale des Football Leaks : Cristiano Ronaldo est soupçonné d'avoir, depuis 2008, dissimulé au fisc espagnol 150 millions d’euros dans des paradis fiscaux en Suisse et aux îles Vierges britanniques.
Le 13 juin 2017, le parquet de Madrid dépose une plainte contre Cristiano Ronaldo, il n'aurait déclaré que 11,5 millions d'euros entre 2011 et 2015 au lieu de quasiment 43 millions entre 2011 et 2014 en créant, en 2010, un montage offshore en cédant ses droits à l'image à une société basée aux Îles Vierges britanniques nommée Tollin Associates LTD dont il était seul actionnaire, puis en cédant l'exploitation effective de ces droits à Multisports&Image Management LTD, une autre société domiciliée en Irlande pour dissimuler au fisc la totalité des revenus produit par ses droits à l'image en Espagne, la fraude s’élèverait à 14 768 897 euros,.

## Affaires judiciaires
En octobre 2005, Cristiano Ronaldo est arrêté et entendu par la police, car lui et un complice sont accusés de viol par deux jeunes filles. L'affaire sera classée peu après puisqu'une des deux filles retirera sa plainte. Le 27 septembre 2018, Kathryn Mayorga dépose plainte contre le joueur pour un viol qui aurait eu lieu le 13 juin 2009, lors d'une soirée à Las Vegas. La Juventus FC assure alors son soutien au joueur alors que ses sponsors Nike et EA Sports parlent d'une situation « troublante »,. Le 11 juin 2022, l'affaire est classé sans suite par un tribunal du Nevada,,. Le 22 novembre 2023, l'appel de Kathryn Mayorga, la femme qui a accusé Cristiano Ronaldo de viol en 2009, est rejeté par la cour d’appel de San Francisco,,.

## Statistiques détaillées

### En club
| Saison                | Club                  | Championnat           | Championnat | Championnat | Championnat | Coupe(s) nationale(s) | Coupe(s) nationale(s) | Coupe(s) nationale(s) | Supercoupe | Supercoupe | Supercoupe | Compétition(s) continentale(s) | Compétition(s) continentale(s) | Compétition(s) continentale(s) | Compétition(s) continentale(s) | Supercoupe UEFA | Supercoupe UEFA | Supercoupe UEFA | Autres compétitions | Autres compétitions | Autres compétitions | Autres compétitions | Total | Total | Total |
| Saison                | Club                  | Division              | M.          | B.          | P.d.        | M.                    | B.                    | P.d.                  | M.         | B.         | P.d.       | Comp.                          | M.                             | B.                             | P.d.                           | M.              | B.              | P.d.            | Comp.               | M.                  | B.                  | P.d.                | M.    | B.    | P.d.  |
| 2002-2003             | Sporting CP           | Primeira Liga         | 25          | 3           | 4           | 3                     | 2                     | 0                     | -          | -          | -          | C1+C3                          | 1+2                            | 0                              | 0+0                            | -               | -               | -               | -                   | -                   | -                   | -                   | 31    | 5     | 4     |
| 2003-2004             | Manchester United     | Premier League        | 29          | 4           | 4           | 6                     | 2                     | 2                     | -          | -          | -          | C1                             | 5                              | 0                              | 0                              | -               | -               | -               | -                   | -                   | -                   | -                   | 40    | 6     | 6     |
| 2004-2005             | Manchester United     | Premier League        | 33          | 5           | 4           | 9                     | 4                     | 3                     | -          | -          | -          | C1                             | 8                              | 0                              | 1                              | -               | -               | -               | -                   | -                   | -                   | -                   | 50    | 9     | 8     |
| 2005-2006             | Manchester United     | Premier League        | 33          | 9           | 6           | 6                     | 2                     | 1                     | -          | -          | -          | C1                             | 8                              | 1                              | 1                              | -               | -               | -               | -                   | -                   | -                   | -                   | 47    | 12    | 8     |
| 2006-2007             | Manchester United     | Premier League        | 34          | 17          | 8           | 8                     | 3                     | 1                     | -          | -          | -          | C1                             | 11                             | 3                              | 5                              | -               | -               | -               | -                   | -                   | -                   | -                   | 53    | 23    | 14    |
| 2007-2008             | Manchester United     | Premier League        | 34          | 31          | 6           | 3                     | 3                     | 0                     | 1          | 0          | 0          | C1                             | 11                             | 8                              | 1                              | -               | -               | -               | -                   | -                   | -                   | -                   | 49    | 42    | 7     |
| 2008-2009             | Manchester United     | Premier League        | 33          | 18          | 6           | 6                     | 3                     | 0                     | 0          | 0          | 0          | C1                             | 12                             | 4                              | 2                              | -               | -               | -               | CMC                 | 2                   | 1                   | 1                   | 53    | 26    | 9     |
| Sous-total            | Sous-total            | Sous-total            | 196         | 84          | 34          | 38                    | 17                    | 7                     | 1          | 0          | 0          | -                              | 55                             | 16                             | 10                             | -               | -               | -               | -                   | 2                   | 1                   | 1                   | 292   | 118   | 52    |
| 2009-2010             | Real Madrid           | Liga                  | 29          | 26          | 7           | 0                     | 0                     | 0                     | -          | -          | -          | C1                             | 6                              | 7                              | 1                              | -               | -               | -               | -                   | -                   | -                   | -                   | 35    | 33    | 8     |
| 2010-2011             | Real Madrid           | Liga                  | 34          | 40          | 11          | 8                     | 7                     | 1                     | -          | -          | -          | C1                             | 12                             | 6                              | 4                              | -               | -               | -               | -                   | -                   | -                   | -                   | 54    | 53    | 16    |
| 2011-2012             | Real Madrid           | Liga                  | 38          | 46          | 12          | 5                     | 3                     | 0                     | 2          | 1          | 0          | C1                             | 10                             | 10                             | 3                              | -               | -               | -               | -                   | -                   | -                   | -                   | 55    | 60    | 15    |
| 2012-2013             | Real Madrid           | Liga                  | 34          | 34          | 11          | 7                     | 7                     | 1                     | 2          | 2          | 0          | C1                             | 12                             | 12                             | 1                              | -               | -               | -               | -                   | -                   | -                   | -                   | 55    | 55    | 13    |
| 2013-2014             | Real Madrid           | Liga                  | 30          | 31          | 9           | 6                     | 3                     | 1                     | -          | -          | -          | C1                             | 11                             | 17                             | 4                              | -               | -               | -               | -                   | -                   | -                   | -                   | 47    | 51    | 14    |
| 2014-2015             | Real Madrid           | Liga                  | 35          | 48          | 16          | 2                     | 1                     | 0                     | 2          | 0          | 0          | C1                             | 12                             | 10                             | 3                              | 1               | 2               | 0               | CMC                 | 2                   | 0                   | 2                   | 54    | 61    | 21    |
| 2015-2016             | Real Madrid           | Liga                  | 36          | 35          | 11          | 0                     | 0                     | 0                     | -          | -          | -          | C1                             | 12                             | 16                             | 4                              | -               | -               | -               | -                   | -                   | -                   | -                   | 48    | 51    | 15    |
| 2016-2017             | Real Madrid           | Liga                  | 29          | 25          | 6           | 2                     | 1                     | 0                     | -          | -          | -          | C1                             | 13                             | 12                             | 5                              | -               | -               | -               | CMC                 | 2                   | 4                   | 0                   | 46    | 42    | 11    |
| 2017-2018             | Real Madrid           | Liga                  | 27          | 26          | 5           | 0                     | 0                     | 0                     | 1          | 1          | 0          | C1                             | 13                             | 15                             | 3                              | 1               | 0               | 0               | CMC                 | 2                   | 2                   | 0                   | 44    | 44    | 8     |
| Sous-total            | Sous-total            | Sous-total            | 292         | 311         | 87          | 30                    | 22                    | 3                     | 7          | 4          | 0          | -                              | 101                            | 105                            | 28                             | 2               | 2               | 0               | -                   | 6                   | 6                   | 2                   | 438   | 450   | 120   |
| 2018-2019             | Juventus FC           | Serie A               | 31          | 21          | 8           | 2                     | 0                     | 0                     | 1          | 1          | 0          | C1                             | 9                              | 6                              | 2                              | -               | -               | -               | -                   | -                   | -                   | -                   | 43    | 28    | 10    |
| 2019-2020             | Juventus FC           | Serie A               | 33          | 31          | 5           | 4                     | 2                     | 0                     | 1          | 0          | 0          | C1                             | 8                              | 4                              | 0                              | -               | -               | -               | -                   | -                   | -                   | -                   | 46    | 37    | 5     |
| 2020-2021             | Juventus FC           | Serie A               | 33          | 29          | 3           | 4                     | 2                     | 0                     | 1          | 1          | 0          | C1                             | 6                              | 4                              | 2                              | -               | -               | -               | -                   | -                   | -                   | -                   | 44    | 36    | 5     |
| 2021-2022             | Juventus FC           | Serie A               | 1           | 0           | 0           | -                     | -                     | -                     | -          | -          | -          | C1                             | -                              | -                              | -                              | -               | -               | -               | -                   | -                   | -                   | -                   | 1     | 0     | 0     |
| Sous-total            | Sous-total            | Sous-total            | 98          | 81          | 16          | 10                    | 4                     | 0                     | 3          | 2          | 0          | -                              | 23                             | 14                             | 4                              | -               | -               | -               | -                   | -                   | -                   | -                   | 134   | 101   | 20    |
| 2021-2022             | Manchester United     | Premier League        | 30          | 18          | 3           | 1                     | 0                     | 0                     | -          | -          | -          | C1                             | 7                              | 6                              | 0                              | -               | -               | -               | -                   | -                   | -                   | -                   | 38    | 24    | 3     |
| 2022-2023             | Manchester United     | Premier League        | 10          | 1           | 0           | 0                     | 0                     | 0                     | -          | -          | -          | C3                             | 6                              | 2                              | 2                              | -               | -               | -               | -                   | -                   | -                   | -                   | 16    | 3     | 2     |
| Sous-total            | Sous-total            | Sous-total            | 40          | 19          | 3           | 1                     | 0                     | 0                     | -          | -          | -          | -                              | 13                             | 8                              | 2                              | -               | -               | -               | -                   | -                   | -                   | -                   | 54    | 27    | 5     |
| 2022-2023             | Al-Nassr FC           | Saudi Pro League      | 16          | 14          | 2           | 2                     | 0                     | 0                     | 1          | 0          | 0          | -                              | -                              | -                              | -                              | -               | -               | -               | -                   | -                   | -                   | -                   | 19    | 14    | 2     |
| 2023-2024             | Al-Nassr FC           | Saudi Pro League      | 31          | 35          | 11          | 4                     | 3                     | 0                     | 1          | 0          | 0          | ACL                            | 9                              | 6                              | 2                              | -               | -               | -               | UAFA                | 6                   | 6                   | 0                   | 51    | 50    | 13    |
| 2024-2025             | Al-Nassr FC           | Saudi Pro League      | 30          | 25          | 3           | 1                     | 0                     | 0                     | 2          | 2          | 1          | ACL                            | 8                              | 8                              | 0                              | -               | -               | -               | -                   | -                   | -                   | -                   | 41    | 35    | 4     |
| Sous-total            | Sous-total            | Sous-total            | 77          | 74          | 16          | 7                     | 3                     | 0                     | 4          | 2          | 1          | -                              | 17                             | 14                             | 2                              | -               | -               | -               | -                   | 6                   | 6                   | 0                   | 111   | 99    | 19    |
| Total sur la carrière | Total sur la carrière | Total sur la carrière | 732         | 572         | 160         | 89                    | 48                    | 10                    | 14         | 8          | 1          | -                              | 209                            | 157                            | 46                             | 2               | 2               | 0               | -                   | 14                  | 13                  | 3                   | 1060  | 800   | 220   |

| Dans le jeu | Dans le jeu | Dans le jeu | Dans le jeu | Phase arrêtée | Phase arrêtée | Total    |
| Pied droit  | Pied gauche | Tête        | Autres      | Penalty       | Coup franc    | Total    |
| ----------- | ----------- | ----------- | ----------- | ------------- | ------------- | -------- |
| 524         | 147         | 127         | 2           | 154           | 53            | 800 buts |

### En sélection nationale

#### En équipes jeunes
| Saison                | Sélection             | Campagne                            | Phases finales | Phases finales | Éliminatoires | Éliminatoires | Matchs amicaux | Matchs amicaux | Autres   | Autres | Autres | Total | Total |
| Saison                | Sélection             | Campagne                            | M              | B              | M             | B             | M              | B              | C        | M      | B      | M     | B     |
| --------------------- | --------------------- | ----------------------------------- | -------------- | -------------- | ------------- | ------------- | -------------- | -------------- | -------- | ------ | ------ | ----- | ----- |
| 2001                  | Portugal - 15 ans     | Jeux Olympiques de la jeunesse 2001 | 2              | 1              | -             | -             | -              | -              | Mont+T.N | 4+3    | 4+2    | 9     | 7     |
| 2001-2002             | Portugal - 17 ans     | UEFA Euro U17 2002                  | 2              | 0              | 2             | 3             | 3              | 2              | -        | -      | -      | 7     | 5     |
| 2002-2003             | Portugal - 20 ans     | Tournoi de Toulon                   | 4              | 1              | -             | -             | 1              | 0              | -        | -      | -      | 5     | 1     |
| 2003                  | Portugal espoirs      | UEFA Euro U21 2004                  | -              | -              | 7             | 2             | 3              | 1              | -        | -      | -      | 10    | 3     |
| 2003-2004             | Portugal Olympique    | Jeux Olympiques 2004                | 2              | 1              | -             | -             | 1              | 1              | -        | -      | -      | 3     | 2     |
| Total sur la carrière | Total sur la carrière | Total sur la carrière               | 10             | 3              | 9             | 5             | 8              | 4              | -        | 7      | 6      | 34    | 18    |

#### En équipe A
| Années                | Sélection             | Phases finales                | Phases finales | Phases finales | Phases finales | Éliminatoires | Éliminatoires | Éliminatoires | Éliminatoires | Amicaux | Amicaux | Amicaux | Autres compétitions | Autres compétitions | Autres compétitions | Autres compétitions | Total | Total | Total |
| Années                | Sélection             | Comp.                         | M.             | B.             | P.d.           | Comp.         | M.            | B.            | P.d.          | M.      | B.      | P.d.    | Comp.               | M.                  | B.                  | P.d.                | M.    | B.    | P.d.  |
| --------------------- | --------------------- | ----------------------------- | -------------- | -------------- | -------------- | ------------- | ------------- | ------------- | ------------- | ------- | ------- | ------- | ------------------- | ------------------- | ------------------- | ------------------- | ----- | ----- | ----- |
| 2003                  | Portugal              | -                             | -              | -              | -              | -             | -             | -             | -             | 2       | 0       | 0       | -                   | -                   | -                   | -                   | 2     | 0     | 0     |
| 2004                  | Portugal              | Euro 2004                     | 6              | 2              | 2              | CdM 2006      | 5             | 5             | 5             | 5       | 0       | 1       |                     |                     |                     |                     | 16    | 7     | 8     |
| 2005                  | Portugal              | -                             | -              | -              | -              | CdM 2006      | 7             | 2             | 1             | 4       | 0       | 1       | -                   | -                   | -                   | -                   | 11    | 2     | 2     |
| 2006                  | Portugal              | Coupe du monde 2006           | 6              | 1              | 0              | Euro 2008     | 4             | 3             | 1             | 4       | 2       | 1       | -                   | -                   | -                   | -                   | 14    | 6     | 2     |
| 2007                  | Portugal              | -                             | -              | -              | -              | Euro 2008     | 9             | 5             | 1             | 1       | 0       | 0       | -                   | -                   | -                   | -                   | 10    | 5     | 1     |
| 2008                  | Portugal              | Euro 2008                     | 3              | 1              | 3              | CdM 2010      | 2             | 0             | 0             | 3       | 0       | 0       | -                   | -                   | -                   | -                   | 8     | 1     | 3     |
| 2009                  | Portugal              | -                             | -              | -              | -              | CdM 2010      | 5             | 0             | 1             | 2       | 1       | 0       | -                   | -                   | -                   | -                   | 7     | 1     | 1     |
| 2010                  | Portugal              | Coupe du monde 2010           | 4              | 1              | 1              | Euro 2012     | 2             | 2             | 1             | 5       | 0       | 3       | -                   | -                   | -                   | -                   | 11    | 3     | 5     |
| 2011                  | Portugal              | -                             | -              | -              | -              | Euro 2012     | 6             | 5             | 1             | 2       | 2       | 1       | -                   | -                   | -                   | -                   | 8     | 7     | 2     |
| 2012                  | Portugal              | Euro 2012                     | 5              | 3              | 0              | CdM 2014      | 4             | 1             | 2             | 4       | 1       | 1       | -                   | -                   | -                   | -                   | 13    | 5     | 3     |
| 2013                  | Portugal              | -                             | -              | -              | -              | CdM 2014      | 6             | 7             | 1             | 3       | 3       | 0       | -                   | -                   | -                   | -                   | 9     | 10    | 1     |
| 2014                  | Portugal              | Coupe du monde 2014           | 3              | 1              | 1              | Euro 2016     | 2             | 2             | 0             | 4       | 2       | 2       | -                   | -                   | -                   | -                   | 9     | 5     | 3     |
| 2015                  | Portugal              | -                             | -              | -              | -              | Euro 2016     | 4             | 3             | 0             | 1       | 0       | 0       | -                   | -                   | -                   | -                   | 5     | 3     | 0     |
| 2016                  | Portugal              | Euro 2016                     | 7              | 3              | 3              | CdM 2018      | 3             | 7             | 0             | 3       | 3       | 0       | -                   | -                   | -                   | -                   | 13    | 13    | 3     |
| 2017                  | Portugal              | Coupe des confédérations 2017 | 4              | 2              | 1              | CdM 2018      | 6             | 8             | 3             | 1       | 1       | 0       | -                   | -                   | -                   | -                   | 11    | 11    | 4     |
| 2018                  | Portugal              | Coupe du monde 2018           | 4              | 4              | 0              | -             | -             | -             | -             | 3       | 2       | 1       | LdN                 | -                   | -                   | -                   | 7     | 6     | 1     |
| 2019                  | Portugal              | Ligue des nations 2019        | 2              | 3              | 0              | Euro 2020     | 8             | 11            | 0             | -       | -       | -       | -                   | -                   | -                   | -                   | 10    | 14    | 0     |
| 2020                  | Portugal              |                               |                |                |                | -             | -             | -             | -             | 2       | 1       | 1       | LdN                 | 4                   | 2                   | 0                   | 6     | 3     | 1     |
| 2021                  | Portugal              | Euro 2020                     | 4              | 5              | 1              | CdM 2022      | 7             | 6             | 0             | 3       | 2       | 0       | -                   | -                   | -                   | -                   | 14    | 13    | 1     |
| 2022                  | Portugal              | Coupe du monde 2022           | 5              | 1              | 0              | CdM 2022      | 2             | 0             | 1             | -       | -       | -       | LdN                 | 5                   | 2                   | 2                   | 12    | 3     | 3     |
| 2023                  | Portugal              | -                             | -              | -              | -              | Euro 2024     | 9             | 10            | 2             | -       | -       | -       | -                   | -                   | -                   | -                   | 9     | 10    | 2     |
| 2024                  | Portugal              | Euro 2024                     | 5              | 0              | 1              | -             | -             | -             | -             | 2       | 2       | 0       | LdN                 | 5                   | 5                   | 0                   | 12    | 7     | 1     |
| 2025                  | Portugal              | Ligue des nations 2025        | 4              | 3              | 0              | -             | -             | -             | -             | -       | -       | -       | -                   | -                   | -                   | -                   | 4     | 3     | 0     |
| Total sur la carrière | Total sur la carrière | Total sur la carrière         | 62             | 30             | 13             | -             | 91            | 77            | 20            | 54      | 22      | 12      | -                   | 14                  | 9                   | 2                   | 221   | 138   | 47    |

Le tableau suivant liste les rencontres de l'équipe du Portugal dans lesquelles Cristiano Ronaldo a été sélectionné depuis le 20 août 2003 jusqu'à présent :
| Dans le jeu | Dans le jeu | Dans le jeu | Phase arrêtée | Phase arrêtée | Total    |
| Pied droit  | Pied gauche | Tête        | Penalty       | Coup franc    | Total    |
| ----------- | ----------- | ----------- | ------------- | ------------- | -------- |
| 43          | 31          | 28          | 20            | 10            | 132 buts |

## Palmarès

### En club
Recruté par Manchester United en 2003, il remporte son premier trophée sous les couleurs des Red Devils dès sa première saison avec la FA Cup où il ouvre le score de la tête. L'année suivante, Manchester United ne parvient pas à conserver son trophée et le perd en finale lors de la séance de tirs au but où Ronaldo réussit le sien, mais remporte la saison suivante la Carling Cup 4-0 en finale face au Wigan Athletic, avec un Cristiano Ronaldo buteur. La même année, il est vice-champion d'Angleterre. Puis, de 2007 à 2009, Ronaldo et les siens remporteront trois fois de suite la Premier League et le Community Shield 2007, ainsi que la Ligue des champions de l'UEFA face au Chelsea FC en finale au cours de la saison 2007-2008, où Cristiano termine meilleur buteur comme en championnat. Il remporte la saison suivante la Coupe du monde des clubs ainsi que la Carling Cup et le club est à nouveau finaliste de la Ligue des champions, mais s'incline finalement 2-0 en finale. Ronaldo est également finaliste de la FA Cup 2007.
Lors de sa première saison au Real Madrid, Cristiano Ronaldo et ses coéquipiers réalisent une saison blanche. Sous l'ère José Mourinho (2010-2013), le Real remporte lors de l'exercice 2010-2011 son premier trophée depuis 3 ans, la Coupe du Roi, 1-0 sur un but de Cristiano Ronaldo dans les prolongations face au FC Barcelone, mais terminent à nouveau second derrière le rival catalan en championnat. Les Madrilènes gagnent lors de la saison 2011-2012 la Liga avec un record de 100 points après deux années terminées en deuxième position. Ronaldo est également finaliste de la Supercoupe. Puis, lors de la saison 2012-2013, le Real Madrid ne remporte que la Supercoupe face au Barça, finissant deuxième en championnat, étant à nouveau éliminé en demi-finales de Ligue des champions et perdant la finale de la Coupe du Roi 2-1 face à l'Atlético de Madrid, où Cristiano Ronaldo avait pourtant ouvert le score. En 2013-2014, Ronaldo participe à la Copa del Rey mais est blessé pour la finale remportée par son équipe. Il gagne ensuite la Ligue des champions en inscrivant le dernier but de son équipe contre l'Atlético de Madrid. Lors de la Supercoupe de l'UEFA 2014, il inscrit les 2 buts du match qui permettent à son équipe de s'imposer 2-0 contre le Séville FC sur la pelouse de Cardiff. Il inscrit ainsi un nouveau titre à son palmarès. Il s'incline en revanche en Supercoupe d'Espagne face à l'Atlético de Madrid. Ronaldo termine 2014 par une victoire lors de la Coupe du monde des clubs de la FIFA, compétition où il est désigné « Ballon d'argent ». En 2016, il remporte sa 3e Ligue des champions une nouvelle fois contre l'Atletico. En début de saison 2016-2017, le Real Madrid remporte la Supercoupe de l'UEFA mais Ronaldo n'y participe pas étant blessé. Le 18 décembre 2016, il remporte avec le Real Madrid la Coupe du monde des clubs de la FIFA au Japon et ceci après avoir inscrit un triplé en finale. En 2017, cinq ans après le dernier titre de champion en 2012, il remporte la Liga pour la 2e fois de sa carrière avec le Real Madrid. Il remporte également la Ligue des champions (sa 4e en carrière) en marquant 2 buts en finale, puis deux mois plus tard la saison 2017-2018 débute et il ajoute une Supercoupe de l'UEFA et une Supercoupe d'Espagne à son palmarès en ayant marqué un but en finale de cette dernière. En décembre 2017, il remporte la Coupe du monde des clubs de la FIFA pour la 4e fois de sa carrière en ayant marqué en demi-finale puis en finale, il est désigné Ballon d’argent de cette compétition. Il remporte une nouvelle fois la Ligue des champions pour la 5e fois de sa carrière en 2018.
Transféré à la Juventus FC en 2018, il remporte son premier titre avec le club turinois en janvier 2019 : la Supercoupe d'Italie, il marque notamment le seul but de la rencontre. Il gagne ensuite les championnats 2018-2019 et 2019-2020, ainsi que la Coupe d'Italie 2020-2021 après s'être incliné en finale l'année précédente. Il remporte également la Supercoupe d'Italie 2018 et 2020 et s'incline en 2019 face à la Lazio.
Avec l'Al-Nassr FC, il remporte la Coupe arabe des clubs champions 2023. Il est également vice-champion d'Arabie saoudite en 2024, finaliste de la Coupe d'Arabie saoudite et de la Supercoupe d'Arabie saoudite la même année.

### En sélection nationale
Avec la sélection portugaise espoirs, il remporte le Tournoi de Toulon 2003 dont il est le meilleur joueur.
Retenu pour l'Euro 2004 qui a lieu au Portugal par le sélectionneur Luiz Felipe Scolari, Cristiano Ronaldo accède à la finale de la compétition après avoir battu les Pays-Bas en demi-finale. Le Portugal y rencontre la Grèce pour la deuxième fois de la compétition, finale perdue 1-0 grâce à un but d'Ángelos Charistéas à la 57e minute. Le Portugais termine la compétition avec 2 buts et 2 passes décisives, ce qui lui vaut le titre de meilleur jeune joueur de l'Euro.
Lors de la Coupe du monde 2006 en Allemagne, le Portugal atteint les demi-finales de la compétition face à la France, match perdu 1-0. La formation lusitanienne termine quatrième du mondial après la petite finale perdue face à l'Allemagne (3-1). Cristiano Ronaldo finit quant à lui le tournoi avec des statistiques d'un but pour 6 matchs disputés.
Lors de l'Euro 2008 disputé en Autriche et en Suisse, Ronaldo dispute trois rencontres dont deux en phases de poules bien qu'étant blessé au pied droit. le Portugal se fait éliminer en quart de finale de la compétition par l'équipe d'Allemagne sur le score de trois buts à deux. Il inscrit un but et donne une passe décisive.
Ronaldo, souvent aligné comme avant-centre, ne marque qu'un seul but entre l'Euro 2008 et la Coupe du monde 2010 (un pénalty contre la Finlande) et est critiqué au Portugal.
Lors du Mondial 2010 qui se déroule en Afrique du Sud, Ronaldo retrouve le chemin des filets (après 11 matchs sans buts) en participant à la large victoire des siens (7-0) contre la Corée du Nord. Cependant, le Portugal est éliminé dès les huitièmes de finale face à L'Espagne (1-0), futur vainqueur de la compétition. Cristiano Ronaldo quitte la compétition déçu et critiqué par la presse,. Il inscrit un but, donne une passe décisive en quatre matchs joués.
Après une qualification obtenue en barrages face à la Bosnie-Herzégovine (6-2 sur les deux matchs avec 2 buts de Cristiano Ronaldo), le Portugal dispute l'Euro 2012 organisé en Pologne et en Ukraine. Critiqué par la presse après deux premiers matchs de poule décevants, Ronaldo se rattrape face aux Pays-Bas (2-1) en réalisant un doublé. Il marque ensuite le but de la victoire (1-0) en quart de finale et est élu pour la seconde fois homme du match face à la Tchéquie. Finalement, le Portugal est éliminé en demi-finale, après un match nul (0-0) par l'Espagne (4-2 aux tirs au but).
À l'issue de la saison 2013-2014, les Portugais rejoignent le Brésil pour disputer la Coupe du monde 2014 mais Ronaldo est diminué à cause d'une blessure au genou gauche contractée plus tôt avec le Real Madrid. Jouant tout de même l'intégralité des phases de groupe, il ne peut empêcher son équipe d'être éliminée prématurément dès le premier tour de la Coupe du monde. Il réussit néanmoins à inscrire un but dans cette Coupe du monde, ce qui en fait son cinquantième avec la Seleção. Il délivre également une passe décisive.
Lors de l'Euro 2016 disputé en France, Ronaldo joue tous les matchs de son équipe. En finale, il sort sur blessure à la 25e minute de jeu, mais son équipe remporte la finale (1-0) et s'adjuge le titre, au détriment de l'équipe de France. Champion d'Europe, il aura marqué 3 buts dans le tournoi, lui permettant ainsi d'égaler le record du nombre de buts inscrits dans l'histoire du championnat d'Europe de football avec 9 unités, comme Michel Platini. Il aura également donné 3 passes décisives.
À la Coupe du monde 2018 en Russie, il dispute toute la phase de groupe. Il marque notamment un triplé lors du premier match contre l'Espagne (3-3) et un but contre le Maroc (1-0). Malgré ses performances, le Portugal est éliminé en 1/8e de finale contre l'Uruguay (1-2). Il aura donc marqué 4 buts en 4 matchs, son meilleur total lors d'une édition d'une Coupe du monde.
Cristiano Ronaldo remporte ensuite la Ligue des nations 2018-2019. À 40 ans, il remporte sa deuxième Ligue des nations lors de l'édition 2024-2025.
À 36 ans, il est sélectionné pour l’Euro 2020 et titulaire lors du premier match du Portugal disputé face à la Hongrie le 15 juin 2021 (trois buts à zéro), il marque à deux reprises et devient par la même le meilleur buteur de l’histoire de cette compétition avec onze réalisations.

## Filmographie

### Cinéma
- 2015 : Ronaldo d'Anthony Wonke : lui-même.

## Distinctions personnelles et records
En 2003, il dispute la finale du tournoi de Toulon face à l'Italie, rencontre au cours de laquelle il est le plus jeune finaliste du Tournoi de Toulon 2003.
Avec Manchester United, il obtient plusieurs distinctions en Barclays Premier League. Il est élu joueur du mois en novembre et décembre 2006, ce qui fait de lui le seul joueur avec Robbie Fowler et Dennis Bergkamp à avoir réussi à se classer meilleur joueur de Premier League sur deux mois consécutifs (2006). Il obtiendra également de nouveau la récompense en janvier et décembre 2008. Il est également nommé joueur de l'année PFA et FWA lors des saisons 2006-2007 et 2007-2008. Il devient également meilleur buteur du championnat d'Angleterre au bout de la saison 2007-2008 avec 31 buts, et finit deuxième avec 17 et 18 buts lors des saisons 2006-2007 et 2008-2009. Ainsi, ses prestations dans le championnat anglais en ont fait un des membres de l'équipe-type de Premier League lors des saisons 2005-2006, 2006-2007, 2007-2008, 2008-2009, et également un membre de l'équipe type des 20 ans de la Premier League.
Transféré en 2009 au Real Madrid, il établit également de nombreux records et distinctions en Liga BBVA : déjà élu joueur du mois en novembre 2013, mai 2015, mai 2017 et détenteur des Trophées Gol T octobre 2010, mai 2011, novembre 2011, décembre 2011, janvier 2013, novembre 2013, septembre 2014, octobre 2014, décembre 2014, mai 2015, il est élu meilleur joueur (Trophée Alfredo Di Stéfano, distribué par le journal espagnol Marca) à l'issue des saisons 2011-2012, 2012-2013, 2013-2014 et 2015-2016, et deuxième en 2009-2010, 2010-2011, et obtient le Prix LFP (attribué par les supporters) à l'issue des saisons 2013-2014 et 2014-2015. Il est également, lors de la saison 2013-2014, élu meilleur attaquant de la Liga BBVA (Prix LFP) 2013-2014 et obtient la récompense du plus beau but de la Liga BBVA (Prix LFP) 2013-2014, ce qui en fait le premier et unique joueur à obtenir 3 Prix LFP en une saison. Des récompenses qui s'expliquent notamment par un nombre de buts impressionnant : il devient le joueur le plus rapide à avoir marqué 50 buts en Liga (en seulement 51 matchs), le seul joueur de l'histoire de la Liga avec Lionel Messi à avoir marqué contre les 19 autres équipes du championnat (2011-2012), le joueur ayant marqué le plus de buts en 5 matchs consécutifs de Liga avec 14 buts (2010-2011 et 2011-2012) et surtout le meilleur buteur (Pichichi) de la Liga en 2010-2011 (41 buts), 2013-2014 (31 buts) et 2014-2015 (48 buts), finissant deuxième en 2011-2012 (46 buts), 2012-2013 (34 buts) et 2015-2016 (35 buts). Un nombre colossal de buts, en plus du fait d'être devenu le premier joueur Madrilène à avoir marqué dans 8 matchs consécutifs en Liga BBVA, le joueur ayant marqué le plus de hat-tricks en une saison de Liga (8 en 2014-2015) et le plus dans l'histoire de la Liga (34), le premier et unique joueur de l'histoire de la Liga à marquer au moins 30 buts lors de six saisons consécutives, et 25 buts lors de sept saisons consécutives. Il est également devenu le premier joueur de l'histoire de la Liga à marquer 15 buts lors des 8 premières journées de Liga,, 17 buts lors des 10 premières journées de Liga et 20 buts lors des 12 premières journées de Liga. Également premier et unique joueur de l'histoire de la Liga à avoir marqué minimum 1 but à domicile pendant 17 matchs consécutifs en Liga. Tout cela lui a permis de faire partie de l'équipe-type de la Liga BBVA en 2009-2010, 2010-2011, 2011-2012, 2012-2013, 2013-2014, 2014-2015, 2015-2016 et 2016-2017. Il est également, dans les autres compétitions, réussi à devenir co-meilleur buteur de la Coupe d'Espagne 2010-2011 (7 buts), co-meilleur buteur de la Supercoupe d'Espagne 2012 (2 buts). En 2014, il marque deux buts face à Séville (2-0) en Supercoupe de l'UEFA ce qui fait de lui le meilleur buteur et meilleur joueur de l'édition.
En Ligue des champions, il devient meilleur buteur de la compétition dès la saison 2007-2008 avec 8 buts. Il réitérera par la suite sous les couleurs du Real Madrid lors des saisons 2012-2013 (12 buts), 2013-2014 (17 buts), 2014-2015* (10 buts), 2015-2016 (16 buts), 2016-2017 (12 buts) et 2017-2018 (15 buts). Avec 120 buts actuellement, il est le meilleur buteur de l'histoire de la compétition, dont certains lui rapportant des récompenses comme son but face au FC Porto en quarts de finale en 2009 qui lui amènera le ou encore ses buts face à Liverpool en 2014, l'AS Rome en 2016 et la Juventus FC en 2018 qui sont élus plus beaux buts des éditions 2014-2015, 2015-2016 et 2017-2018,,. Des buts qui l'ont également amené à battre des records comme celui du plus grand nombre de buts sur une seule édition (17 en 11 matches lors de la saison 2013-2014), celui du plus grand nombre de buts sur une année civile (19 buts en 10 matches en 2017) ou encore celui plus grand nombre de buts en phase de poules (11 buts en 6 matchs lors de la saison 2015-2016). Il a été membre de l'équipe-type en 2008, 2009, 2012, 2013, 2014, 2015, 2016 et 2017. Il est le meilleur buteur de l'histoire du derby madrilène avec 22 buts marqué pour le Real Madrid.
Il dispute quatre fois la Coupe du monde des clubs de la FIFA, en 2008, 2014, 2016 et 2017 ; il remporte les deux premières fois le Ballon d'argent adidas, en 2016 le Ballon d'or adidas et en 2017 le Ballon d'argent adidas ; il est aussi le meilleur buteur de la compétition en 2016 avec 4 buts inscrits et en 2017 avec 2 buts inscrits. Lors de l'édition de 2017 il y devient le meilleur buteur de l'histoire de la compétition avec 7 buts inscrits avec Manchester United (1) et le Real Madrid (6).
Avec la Juventus FC, il est le meilleur buteur de la Serie A 2020-2021.
Avec le Portugal, il est le joueur le plus capé avec 205 sélections et le meilleur buteur avec 128 buts. Devenu capitaine en 2007 à seulement 22 ans, il est devenu le plus jeune capitaine de l'histoire du Portugal après 100 sélections à 27 ans. En Coupe du monde, il est le joueur portugais ayant joué le plus de matchs avec 13 matchs, et également le premier et unique joueur portugais à avoir marqué 1 but dans 3 coupes du monde différentes. Finaliste de l'Euro 2004, il a été élu meilleur jeune de la compétition. À l'Euro 2012, il finit co-meilleur buteur avec trois buts et deuxième meilleur joueur en à l'indice Castrol EDGE. Enfin vainqueur de la compétition lors du championnat d'Europe 2016, il y devient soulier d'argent en (3 buts), le premier joueur à marquer dans 4 éditions de l'Euro, le joueur ayant disputé le plus grand nombre de matchs en championnat d'Europe de football avec 21 matchs et le co-meilleur buteur de l'histoire de l'Euro (9 buts). Il devient également meilleur buteur de l'histoire du championnat d'Europe de l'UEFA (éliminatoires et phase finale confondus) : 29 buts. Il est alors membre de l’équipe-type pour la troisième fois après 2004 et 2012. Lors de la phase finale de la Ligue des nations de l'UEFA 2018-2019, il finit meilleur buteur avec 3 réalisations et reçoit le Alipay Top Scorer Trophy.
Enfin, son pays natal, le Portugal, l'a également récompensé avec le prix du meilleur joueur portugais évoluant à l'étranger lors des saisons 2006-2007, 2007-2008, 2008-2009, 2009-2010, 2010-2011 et 2011-2012.
- Autres
  - Ballon d'or : vainqueur en 2008[439], 2013[440], 2014[441], 2016[442] et 2017[443], deuxième en 2007, 2009, 2011, 2012, 2015 et 2018 et troisième en 2019.
  - Meilleur footballeur de l'année FIFA : vainqueur en 2008[128], deuxième en 2009, troisième en 2007 (la récompense est remplacée par le FIFA Ballon d'or de 2010 à 2015).
  - The Best, Joueur de la FIFA : vainqueur en 2016 et 2017, deuxième en 2018 et en 2020 et troisième en 2019.
  - Meilleur footballeur de l'année UEFA : vainqueur 2007-2008 (la récompense disparaît en 2011).
  - Meilleur attaquant de l'année UEFA : vainqueur 2007-2008, 2016-2017 et 2017-2018 (la récompense n'est pas remise de 2011 à 2017).
  - Meilleur joueur d'Europe de l’UEFA : vainqueur en 2014, 2016 et 2017, deuxième en 2012[444] et 2018[445] et troisième en 2011[446], 2013[447], 2015 et 2019. (récompense créée en 2011).
  - Seul joueur de l'histoire qui, lors d'une même saison remporte le Ballon d'or, le meilleur joueur mondial de l'année par la FIFA, le titre de Meilleur buteur du championnat d'Angleterre et le Soulier d'or lors de la saison 2007-2008.
  - Seul joueur de l'histoire à avoir gagné le Championnat national, la Coupe nationale, la Supercoupe nationale, la Ligue des champions de l'UEFA, la Coupe du monde des clubs de la FIFA, le Ballon d'or, le Soulier d'or et le prix du meilleur joueur mondial de l'année avec 2 clubs différents (Manchester United et le Real Madrid)[448],[449].
  - Seul joueur de l'histoire du Real Madrid à avoir inscrit 61 buts en une saison (2014-2015).
  - Premier joueur à avoir marqué lors de 6 Clásicos consécutifs.
  - Homme du match de la finale de la Ligue des champions de l'UEFA : 2017.
  - Plus grand nombre de victoires en Ligue des champions de l'UEFA : 99[148].
  - 1er joueur de l'histoire de la Ligue des champions de l'UEFA à marquer 10 buts contre un seul et même club : la Juventus[147].
  - Meilleur buteur du Real Madrid en une édition de la Ligue des champions (2013-2014), 17 buts.
  - Premier joueur de l'histoire, à avoir marqué 100 buts en Ligue des champions avec le même club (Real Madrid).
  - Premier joueur de l'histoire de la Ligue des champions à marquer lors de 11 matchs consécutifs[450].
  - Seul joueur de l'histoire, à avoir marqué 50 buts lors de six saisons consécutives en Europe (2011 à 2016).
  - Meilleur buteur de l'histoire du derby madrilène avec 22 buts.
  - Meilleur buteur de l'histoire de la Coupe du monde des clubs de la FIFA avec 7 buts.
  - Co-meilleur buteur avec Pelé de l'histoire de la Coupe Intercontinentale/Coupe du monde des clubs de la FIFA avec 7 buts.
  - Meilleur buteur de l'histoire du Real Madrid au stade Santiago-Bernabéu : 216 buts[130]
  - Meilleur buteur de l'histoire des championnats majeurs européens : 400 buts.
  - Meilleur buteur européen en sélection nationale : 85 buts.
  - Meilleur buteur de l'histoire de la Ligue des champions de l'UEFA : 120 buts.
  - Meilleur buteur de l'histoire en phase de poules de la Ligue des champions : 60 buts.
  - Meilleur buteur de l'histoire en phase finale de la Ligue des champions : 60 buts.
  - Seul joueur de l'histoire, à avoir marqué au moins un but lors des 6 matchs de la phase de groupe de la Ligue des champions de l'UEFA : 2017-2018[142].
  - Meilleur passeur de l'histoire de la Ligue des champions de l'UEFA : 37 passes[451].
  - Meilleur buteur de la tête de l'histoire de la Liga : 47 buts.
  - Plus grand nombre de pénaltys marqués dans l'histoire de la Ligue des champions de l'UEFA : 15[451].
  - Plus grand nombre de pénaltys marqués dans l'histoire du championnat d'Espagne : 61[129].
  - Trophée Bravo Ballon d'or des moins de 21 ans (2004).
  - Prix du jeune joueur décerné par les supporteurs FIFPro 2005[452], 2006[453].
  - Grand Officier de l'ordre do Infante Dom Henrique (GOIH) en 2014.
  - Officier de l'ordre do Infante Dom Henrique (OIH) en 2005.
  - Sportif portugais 2006, 2007, 2008, 2009, 2011.
  - Soulier d'or européen en : 2008 (31 buts, Manchester United), en 2011 (40 buts, Real Madrid), en 2014 (31 buts, Real Madrid) et en 2015 (48 buts, Real Madrid).
  - Premier joueur ayant remporté 4 fois le Soulier d'or européen.
  - Premier footballeur à remporter le Soulier d'or européen dans 2 championnats différents[454].
  - Meilleur buteur mondial de l'année (IFFHS) en 2013, 2014 et 2015.
  - Élu homme de l'année en 2006, journal A Bola.
  - Prix du Meilleur joueur FIFPro de l'année 2008.
  - Meilleur joueur de l'année pour le magazine World Soccer : 2008, 2013.
  - Meilleur joueur de l'année pour le magazine FourFourTwo : 2014[455].
  - Membre de l'équipe de l'année UEFA : 2004, 2007, 2008, 2009, 2010, 2011, 2012, 2013, 2014, 2015, 2016, 2017, 2018.
  - FIFA/FIFPro World XI : 2007, 2008, 2009, 2010, 2011, 2012, 2013[456], 2014[457], 2015, 2016, 2017, 2018, 2019 et 2020.
  - Prix Puskás de la FIFA (plus beau but de l'année) : 2009 (But face au FC Porto)[458].
  - Membre de l'équipe type des 110 ans du Real Madrid[459].
  - Sportif international de l'année (BBC Sport) : 2014
  - Goal 50 : 2007-08, 2011-12, 2013-14 et 2015-16.
  - Onze d'or : 2008, 2013. Onze d'argent : 2007, 2009, 2012. Onze de bronze : 2011.
  - Seul joueur de l'histoire à avoir marqué au moins un but dans 8 phases finales consécutives en compétitions internationales avec une équipe nationale (Portugal), depuis l'Euro 2004[460].
  - Meilleur buteur toutes compétitions confondues : 2007-2008 (42 buts), 2010-2011 (53 buts), 2013-2014[461] (51 buts), 2014-2015 (61 buts).
  - Meilleur buteur de l'année civile : 2013 (69 buts)[462], 2014 (61 buts)[463] et 2015 (57 buts).
  - Membre de l'équipe type monde 2007[464], 2008, 2009, 2010, 2011, 2012, 2013, 2014 de L'Équipe[465].
  - Membre de l'équipe type de l'année : 2014[466] et 2015[467] d'Eurosport.
  - Rey del fútbol de Europa (journal El País) : 2008.
  - Sportif international de l’année (ESPY Awards) : 2014[468] et 2016[469].
  - Golden Soccer Awards (Dubai International Sports Conference) : 2011, 2014[470], 2016, 2017 et 2018.
  - Fans Best World Player Award (Dubai International Sports Conference) : 2011, 2013, 2014.
  - Quinas de Ouro (joueur portugais de l'année) : 2016[471] et 2017.
  - Trophée Champion numéro 1 (journal Marca) : 2010.
  - Homme le plus fort (magazine Men's Health) : 2014.
  - Footballeur actif le plus populaire au monde : 2011.
  - Prix AS du sportif de l'année (journal AS) : 2011.
  - Prix du sportif Ibéro-Américain de l'année : 2011[472].
  - Meilleur joueur de l'International Champions Cup 2013[473].
  - Meilleur buteur de l'International Champions Cup 2013 (3 buts)[474].
  - Meilleur buteur du World Football Challenge 2011 (4 buts).
  - Membre de l'équipe type France Football des quatre grands Championnats 2014-2015[475].
  - Membre de l'équipe type European Sports Magazines (ESM) 2006-2007, 2007-2008 et 2010-2011.
  - Membre de l'équipe type de l'année : 2011 (journaux Marca et La Gazzetta Dello Sport).
  - Membre de l'équipe-type européenne de Sports Illustrated pour la saison 2010-2011[476]
  - Prix Di Stéfano, meilleur joueur du championnat espagnol, décerné par le journal espagnol Marca[477].
  - Meilleur joueur du Tournoi de Toulon 2003.
  - Homme du match contre la Tchéquie lors de l'Euro 2008.
  - Homme du match contre la Côte d'Ivoire, la Corée du Nord et le Brésil lors de la Coupe du monde 2010.
  - Homme du match contre les Pays-Bas et la Tchéquie lors de l'Euro 2012.
  - Homme du match contre le Ghana lors de la Coupe du monde 2014.
  - Homme du match contre la Hongrie et le pays de Galles lors de l'Euro 2016.
  - Homme du match contre le Mexique, la Russie, la Nouvelle-Zélande lors de la Coupe des confédérations 2017.
  - Homme du match contre l'Espagne et le Maroc lors de la Coupe du monde 2018.
  - Homme du match contre la Suisse lors de la phase finale de la Ligue des nations de l'UEFA 2018-2019[478].
  - Meilleur buteur de la phase finale de la Ligue des nations de l'UEFA 2018-2019 (Alipay Top Scorer Trophy)[438].
  - Golden Foot en 2020 (Prix récompensant l'ensemble de sa carrière)[479].
  - Membre de la Ballon d'or Dream Team en 2020.

### Classements au Ballon d'or
| Années | Classements                                                                                   | % des suffrages                                                                               | Clubs de Ronaldo                                                                              | Vainqueurs du Ballon d'or                                                                     |
| ------ | --------------------------------------------------------------------------------------------- | --------------------------------------------------------------------------------------------- | --------------------------------------------------------------------------------------------- | --------------------------------------------------------------------------------------------- |
| 2002   | Non classé                                                                                    | Non classé                                                                                    | Sporting CP                                                                                   | Ronaldo                                                                                       |
| 2003   | Non classé                                                                                    | Non classé                                                                                    | Sporting CP / Manchester United                                                               | Pavel Nedvěd                                                                                  |
| 2004   | 12e                                                                                           |                                                                                               | Manchester United                                                                             | Andriy Chevtchenko                                                                            |
| 2005   | 20e                                                                                           |                                                                                               | Manchester United                                                                             | Ronaldinho                                                                                    |
| 2006   | 14e                                                                                           |                                                                                               | Manchester United                                                                             | Fabio Cannavaro                                                                               |
| 2007   | 2e                                                                                            |                                                                                               | Manchester United                                                                             | Kaká                                                                                          |
| 2008   | 1re                                                                                           |                                                                                               | Manchester United                                                                             | Cristiano Ronaldo                                                                             |
| 2009   | 2e                                                                                            |                                                                                               | Manchester United / Real Madrid                                                               | Lionel Messi                                                                                  |
| 2010   | 6e                                                                                            | 3,64 %                                                                                        | Real Madrid                                                                                   | Lionel Messi (22,65 %)                                                                        |
| 2011   | 2e                                                                                            | 21,60 %                                                                                       | Real Madrid                                                                                   | Lionel Messi (47,88 %)                                                                        |
| 2012   | 2e                                                                                            | 23,68 %                                                                                       | Real Madrid                                                                                   | Lionel Messi (41,60 %)                                                                        |
| 2013   | 1re                                                                                           | 27,99 %                                                                                       | Real Madrid                                                                                   | Cristiano Ronaldo (27,99 %)                                                                   |
| 2014   | 1re                                                                                           | 37,76 %                                                                                       | Real Madrid                                                                                   | Cristiano Ronaldo (37,66 %)                                                                   |
| 2015   | 2e                                                                                            | 27,76 %                                                                                       | Real Madrid                                                                                   | Lionel Messi (41,33 %)                                                                        |
| 2016   | 1re                                                                                           | 47,18 %                                                                                       | Real Madrid                                                                                   | Cristiano Ronaldo (47,18 %)                                                                   |
| 2017   | 1re                                                                                           | 33,76 %                                                                                       | Real Madrid                                                                                   | Cristiano Ronaldo (33,76 %)                                                                   |
| 2018   | 2e                                                                                            | 16,52 %                                                                                       | Real Madrid / Juventus FC                                                                     | Luka Modrić (26,14 %)                                                                         |
| 2019   | 3e                                                                                            | 16,90 %                                                                                       | Juventus FC                                                                                   | Lionel Messi (24,36 %)                                                                        |
| 2020   | Non attribué faute de conditions équitables suffisantes en raison de la pandémie de Covid-19. | Non attribué faute de conditions équitables suffisantes en raison de la pandémie de Covid-19. | Non attribué faute de conditions équitables suffisantes en raison de la pandémie de Covid-19. | Non attribué faute de conditions équitables suffisantes en raison de la pandémie de Covid-19. |
| 2021   | 6e                                                                                            | 6,54 %                                                                                        | Juventus FC / Manchester United                                                               | Lionel Messi (22,54 %)                                                                        |
| 2022   | 20e                                                                                           | 0,00 %                                                                                        | Manchester United                                                                             | Karim Benzema (36,90 %)                                                                       |
| 2023   | Non classé                                                                                    | Non classé                                                                                    | Manchester United / Al-Nassr FC                                                               | Lionel Messi (31,39 %)                                                                        |

### Documentaires
- The Story So Far, ITV, 2007
- Os Incriveis, SIC, 2008
- O Regresso dos Incriveis, SIC, 2010
- Cristiano Ronaldo Tested to the Limit, Castrol Edge, 2011
- Cristiano Ronaldo: The Boy Who Had a Dream (DVD), ITV, 2007
- Ronaldo, Universal Studios, 2015